# 1962

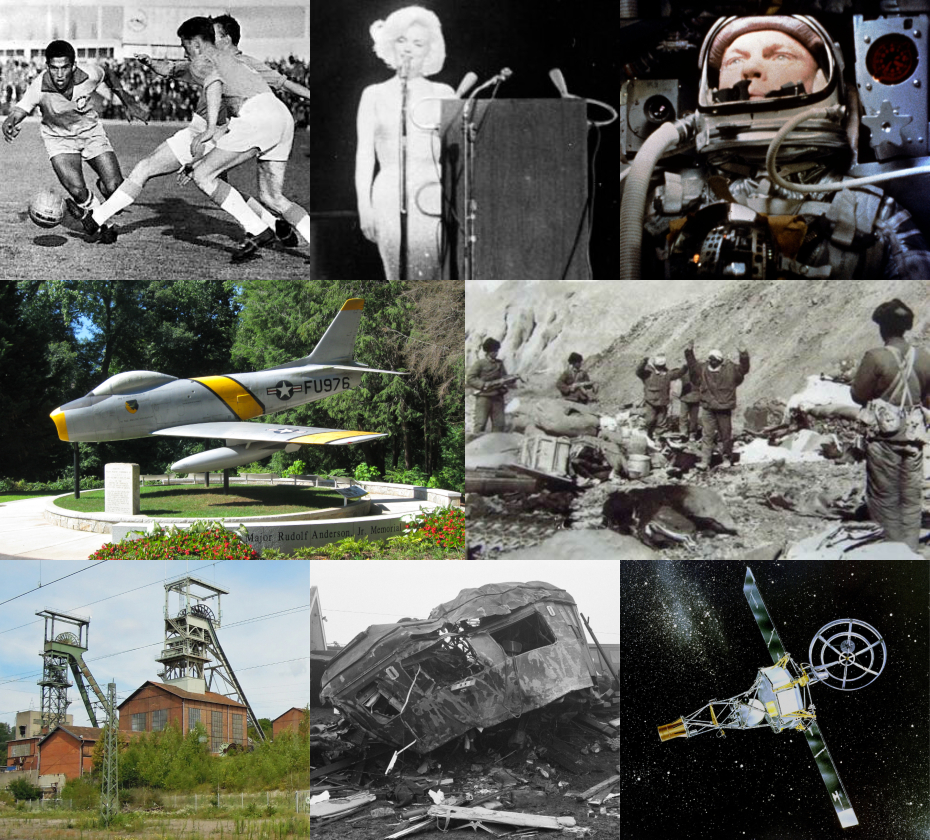
En el sentido de las agujas del reloj desde arriba a la izquierda: la Copa Mundial de Fútbol de 1962 se celebra en Chile y la gana Brasil; Marilyn Monroe canta "Feliz cumpleaños, señor presidente" 4 meses antes de su muerte; John Glenn se convierte en el primer estadounidense en orbitar la Tierra en la misión Mercury-Atlas 6; ocurre una disputa fronteriza entre India y China; Mariner 2 fue la primera nave espacial interplanetaria exitosa del mundo; la catástrofe ferroviaria de Harmelen es la peor catástrofe ferroviaria neerlandesa, con 93 víctimas mortales; una explosión en Mina Luisenthal mató a 299 mineros; la Crisis de los Misiles Cubanos, una crisis internacional que se considera lo más cerca que estuvo la Guerra Fría de convertirse en un conflicto a gran escala: la guerra nuclear.

1962 (MCMLXII) fue un año común comenzado en lunes según el calendario gregoriano.
El mundo nunca  estuvo tan cerca de una guerra nuclear como durante la crisis de los misiles de Cuba.

## Acontecimientos

### Enero
- 1 de enero: 
  - Samoa se independiza de Nueva Zelanda.
  - En República Dominicana, tras el asesinato del dictador Rafael Leónidas Trujillo, asume la presidencia el Consejo de Estado, presidido por Joaquín Balaguer.
- 2 de enero: en Colombia se levanta el estado de sitio que había sido declarado en 1949.
- 3 de enero: en la Ciudad del Vaticano, el papa Juan XXIII excomulga al jefe comunista Fidel Castro.
- 4 de enero: la OEA levanta las sanciones que impuso a la República Dominicana en 1960.
- 7 y 11 de enero: Dos terremotos de 6,2 sacuden Croacia dejando 6 muertos y provocando un tsunami.
- 8 de enero: en Harmelen (Países Bajos) mueren 93 personas en el accidente ferroviario más grave de la historia de ese país.
- 9 de enero: 
  - En La Habana se firma un protocolo entre la Unión Soviética y Cuba, para el intercambio comercial de 60 millones de dólares durante este año.
  - En el municipio cubano de Ciénaga de Zapata (provincia de Matanzas), miembros del grupo anticastrista Movimiento Demócrata Cristiano balean y queman vivo a Jesús Sardiñas Álvarez (17), campesino y miembro de las Milicias Nacionales Revolucionarias.[1]
  - En la finca La Rosa, en la villa de Agramonte (de la provincia cubana de Matanzas), la banda de Perico (Pedro Sánchez González) tortura al campesino Crecencio Martell García pero no lo mata.[2]
  - En Irán, el gobierno de Alí Aminí emprende por orden del shah Mohammad Reza Pahlaví una reforma agraria, inicio del programa de reformas de corte modernista denominado como «Revolución blanca» o «Revolución del shah y del pueblo».
  - En un pozo a 302 metros bajo tierra, en el área U3ap del Sitio de pruebas atómicas de Nevada (a unos 100 km al noroeste de la ciudad de Las Vegas), a las 8:30 (hora local) Estados Unidos detona su bomba atómica Stoat, de 5.1 kilotones. Es la bomba n.º 208 de las 1132 que Estados Unidos detonó entre 1945 y 1992.
- 10 de enero: 
  - En el nevado Huascarán (Perú) una avalancha causa 4000 muertos.
  - En Pinar del Río (Cuba), la banda de «Machete» (Francisco Robaina Domínguez) ataca una casa y hiere a un campesino.
- 11 de enero: en Los Lamentos Chihuahua (México) se registran −29 °C (−20,2 °F), la mínima temperatura en una población.
- 15 de enero: al sur de la aldea El Nicho, en la cordillera del Escambray (en la provincia cubana de Sancti Spíritus), la banda de Realito (Jesús Ramón Real Hernández) asaltan una vivienda en la finca El Naranjito y asesinan al campesino Valentín Alonso Maceda y a su hijo Valentín Alonso Barrera.[2]
- 15 de enero: El Servicio de Guardacostas cubanos perpetran la Masacre de los chinos en Barlovento en contra de 29 civiles que intentaban escapar del país, dejando 5 muertos y arrestando a los 24 sobrevivientes.[3]
- 18 de enero: en un pozo a 261 metros bajo tierra, en el área U3ao del Sitio de pruebas atómicas de Nevada (a unos 100 km al noroeste de la ciudad de Las Vegas), a las 10:00 (hora local) Estados Unidos detona su bomba atómica Agouti, de 6.4 kilotones. Es la bomba n.º 209 de las 1132 que Estados Unidos detonó entre 1945 y 1992.
- 29 de enero: en Buenos Aires (Argentina), el presidente Arturo Frondizi y los tres secretarios militares firman un acta comprometiéndose a la proscripción de Juan Domingo Perón.[4]
- 30 de enero: n un pozo a 363 metros bajo tierra, en el área U3aq del Sitio de pruebas atómicas de Nevada (a unos 100 km al noroeste de la ciudad de Las Vegas), a las 10:00 (hora local) Estados Unidos detona su bomba atómica Dormouse, de 10 kilotones. Es la bomba n.º 210 de las 1132 que Estados Unidos detonó entre 1945 y 1992.
- En enero, en Venezuela, el presidente Rómulo Betancourt proscribe el Partido Comunista y el MIR (Movimiento de Izquierda Revolucionario), brazos políticos de la guerrilla. En todo el país el Ejército combate contra los grupos armados.

### Febrero
- 2 de febrero: en Guatemala el Gobierno declara el estado de sitio, tras descubrirse una conjura para asesinar al presidente, Miguel Ydígoras Fuentes, a todos los ministros y al prelado metropolitano.
- 3 de febrero: 
  - En Washington (Estados Unidos), el presidente John F. Kennedy ordena el embargo total contra el régimen de Cuba.[5]
  - En Christchurch, el neozelandés Peter Snell obtiene un récord mundial al correr 800 m en 1 min, 44,3 s.
- 4 de febrero: 
  - En Buenos Aires (Argentina), el presidente Arturo Frondizi por presión de los militares rompe relaciones diplomáticas y comerciales con Cuba.[6][7] En el mismo día también prohíbe la designación del expresidente Juan Domingo Perón (exiliado desde 1955) para la candidatura de gobernador de la provincia de Buenos Aires.
  - En el barrio de Taco Taco, en la villa de Candelaria (en la provincia cubana de Pinar del Río), la banda de «Machete» (Francisco Robaina Domínguez) asesina al campesino Dionisio Chirino.[2]
- 7 de febrero: 
  - Debido al carácter comunista del régimen de Cuba, el presidente estadounidense John F. Kennedy ordena un bloqueo económico contra los dirigentes de la isla.
  - En la mina Luisenthal, en Volklingen (Alemania), una explosión de grisú deja un balance de 600 mineros muertos.
- 8 de febrero: 
  - En París, la policía francesa asesina a 9 sindicalistas en las protestas contra el colaborador nazi Maurice Papon (entonces jefe de la Prefectura de Policía de la ciudad).
  - Cerca de la aldea Sabanilla de la Palma, en el municipio Martí (de la provincia cubana de Matanzas), la banda de Enrique (Gabriel de Jesús Infante Hidalgo) asaltan e incendian la tienda de la granja Gildo Fleites. Resultan heridos dos milicianos.[2]
- 9 de febrero: 
  - España formaliza su primera solicitud de ingreso en el Mercado Común Europeo.
  - Estados Unidos incrementa la ayuda militar a Vietnam del Sur para enfrentarse a la guerrilla comunista del Vietcong. Esto lo llevará a la derrota en la guerra de Vietnam.
- 12 de febrero: cerca de la villa de Candelaria (en la provincia cubana de Pinar del Río), la banda del cubano «Machete» (Francisco Robaina Domínguez) asaltan una casa y hieren a sus ocupantes, el campesino Gilberto Pérez y su esposa, Flora Guzmán.[2]
- 14 de febrero: en la finca Pulido, cerca de la villa de Alquízar, a 60 km al suroeste de La Habana (Cuba), una banda de alzados anticastristas asesinan al miliciano Bartolo Vázquez y hieren de gravedad a su hermano José Antonio y a su sobrino Félix Vázquez.[2]
- 16 de febrero: 
  - En España, el BOE publica un decreto del Ministerio de Trabajo que equipara los derechos laborales de la mujer con los del hombre.
  - En la aldea cubana de Perea (70 km al noreste de la ciudad de Sancti Spíritus), la banda de los alzados cubanos Arnoldo Martínez Andrade, Floro Camacho Alfaro y Mario Bravo Cervantes realizan un segundo asalto contra las minas de asfalto, y asesinan al obrero Orestes Bravo Rabí, en presencia de sus familiares.[2]
- 17 de febrero: 
  - En la finca Laborí, cerca de la villa de Candelaria (Cuba), la banda del terrorista «Machete» (Francisco Robaina Domínguez) asesinan al campesino Bernardino Álvarez.[2]
  - Se eligen las primeras autoridades bajo el régimen de la autonomía en la Universidad Autónoma de Santo Domingo.
- 19 de febrero: en la finca Malehual, cerca del batey San Gregorio, en Manguito (de la provincia cubana de Matanzas), la banda de René Besú Arencibia asesinan al campesino Manuel Quintana Tejera.[2]
- 20 de febrero: el astronauta John Glenn orbita tres veces la Tierra en 4:55 horas, siendo el primer estadounidense en hacerlo.
- 22 de febrero: entra en funcionamiento la primera parte del conducto petrolífero del COMECON.
- 23 de febrero: los delegados de 12 países europeos aprueban, en París, la creación de la Organización Europea para la Exploración Espacial (ESRO).
- 25 de febrero: en la aldea Sopimpa del municipio de Fomento (en la provincia cubana de Sancti Spíritus), la banda del alzado cubano Osiris Borges Rojas asalta a tiros un baile popular. En el ataque muere el campesino Pedro Carpio Cruz y son heridas varias personas.[2][8]
- 28 de febrero: en el desierto del Sahara, soldados franceses encuentran momificado al aviador británico Bill Lancaster, que el 11 de abril de 1933 había despegado desde Inglaterra hacia el Cabo de Buena Esperanza (extremo sur de África), en un intento por batir el récord de velocidad, pero nunca había llegado a destino.

### Marzo
- 1 de marzo: en el oeste de Francia se desmantela una red de la banda terrorista de extrema derecha OAS (‘Organización del Ejército Secreto’), que asesinó a miles de argelinos durante la guerra de independencia de ese país.
- 3 de marzo: 
  - En la base McMurdo, en la Antártida, se pone en funcionamiento la primera central nuclear estadounidense.
  - En la finca Morejón, en Bolondrón (de la provincia cubana de Matanzas) la banda al mando de Orlando de Armas Hernández (El Grande) asesina al miliciano Francisco Domínguez Rodríguez.[8]
- 13 de marzo: en Estados Unidos ―tras el fracaso de la invasión de Cuba y de varios atentados terroristas―, Lyman Lemnitzer (director del Estado Mayor Conjunto), propone la Operación Northwoods (ataques terroristas en ciudades estadounidenses) para echarle la culpa a Fidel Castro. El presidente John F. Kennedy quita a Lemnitzer del directorado, pero lo premia con el puesto de «comandante supremo aliado» de la OTAN.
- 18 de marzo: 
  - El vencido Imperio francés firma un armisticio ―los Acuerdos de Evian― con el Frente de Liberación Nacional argelino, que termina la sangrienta guerra de independencia de Argelia. Franz Fanón afirma: «Al derrotar al opresor, el oprimido mata dos pájaros de un solo tiro: suprime a un opresor y a un oprimido, que se convierte en una persona libre».[4]
  - En Argentina, tras siete años de dictadura, se levanta la prohibición del Partido Peronista. Entonces el peronismo gana en las cinco provincias en que se celebran elecciones a gobernador provincial. Los comandantes de las Fuerzas Armadas argentinas exigen la intervención federal de esas cinco provincias y amenazan ―actuando como vocero el exdictador Pedro Eugenio Aramburu― con perpetrar un golpe de Estado contra el presidente Arturo Frondizi.[4]
- 22 de marzo: Primer Proceso Escalante en Cuba.
- 29 de marzo: en Buenos Aires (Argentina), el presidente Arturo Frondizi es destituido por un grupo de militares. Asume un civil, José María Guido, quien «para garantizar la forma republicana de Gobierno» anula por decreto las elecciones democráticas en la provincia de Buenos Aires ―que había ganado el peronista Andrés Framini por el 60 % de los votos (contra el 21 % del frondizismo y el 19 % de la UCR)―.[4]
- 30 de marzo: en Buenos Aires (Argentina), al día siguiente del derrocamiento de Arturo Frondizi, el nuevo ministro de Economía Jorge Wehbe (32) realiza una devaluación del peso: los argentinos ven reducidos sus sueldos un 45 %.[4]

### Abril
- 6 de abril: en Nueva York, antes de comenzar un concierto de la Orquesta Filarmónica de Nueva York, el director de orquesta Leonard Bernstein critica jocosamente al pianista Glenn Gould a punto de ejecutar el Concierto para piano n.º 1 porque este le pidió que se ejecutara a un tempo mucho más lento.
- 7 de abril: en Mieres (España) se cumplen dos meses de huelga minera, la más larga desde que se instauró la dictadura de Franco.
- 12 de abril: en un pozo a 151 metros bajo tierra, en el área U9n del Sitio de pruebas atómicas de Nevada (a unos 100 km al noroeste de la ciudad de Las Vegas), a las 10:00 (hora local) Estados Unidos detona su bomba atómica Hudson, de 1 kilotón. Es la bomba n.º 226 de las 1132 que Estados Unidos detonó entre 1945 y 1992.
- 14 de abril: en un pozo a 171 metros bajo tierra, en el área U12k.01 del Sitio de pruebas atómicas de Nevada, a las 10:00 (hora local) Estados Unidos detona su bomba atómica n.º 227, Platte, de 1.9 kilotones.
- 16 de abril: en Escambray (Cuba) cae en combate el guerrillero Osvaldo Ramírez García.
- 21 de abril: en un pozo a 193 metros bajo tierra, en el área U9k del Sitio de pruebas atómicas de Nevada, a las 10:40 (hora local) Estados Unidos detona su bomba atómica n.º 227, Dead, de 3 kilotones.
- 25 de abril: a 884 metros de altura, sobre el atolón Kiritimati, a las 5:46 de la madrugada (hora local) Estados Unidos detona su bomba atómica Adobe, de 190 kilotones. Es la bomba n.º 228 de las 1132 que Estados Unidos detonó entre 1945 y 1992.
- 27 de abril: a 796 metros de altura, sobre el atolón Kiritimati, a las 6:02 de la madrugada (hora local) Estados Unidos detona su bomba atómica Aztec, de 410 kilotones. Es la bomba n.º 229 de las 1132 que Estados Unidos detonó entre 1945 y 1992.
- En abril, en Buenos Aires (Argentina), el Gobierno de José María Guido y el ministro de Economía, Federico Pinedo, liberalizan el mercado cambiario. El peso se devalúa un 64,5 %, devolviendo los sueldos y el poder adquisitivo casi al nivel previo a la década peronista (1946-1955).
- En abril, en la provincia de Córdoba (Argentina), el Congreso de las 62 Organizaciones Peronistas da a conocer el Programa de Huerta Grande: «Control estatal sobre el comercio exterior, nacionalización de todos los bancos, expropiación de los latifundios de la oligarquía terrateniente, control obrero sobre la producción, desconocer los compromisos financieros del país».

### Mayo
- 1 de mayo: en La Plata (Argentina), el gobernador electo Andrés Framini (peronista) ―que había ganado por el 59,4 % de los votos― insiste en asumir la gobernación de la provincia de Buenos Aires, pero la policía le impide el ingreso: «No, Sr. Gobernador, no se puede pasar».
- 2 de mayo: a 1533 metros de altura, sobre el atolón Kiritimati, a las 8:02 de la mañana (hora local) Estados Unidos detona su bomba atómica Arkansas, de 1100 kilotones. Es la bomba n.º 231 de las 1132 que Estados Unidos detonó entre 1945 y 1992.
- 4 de mayo: a 1594 metros de altura, sobre el atolón Kiritimati, a las 9:05 de la mañana (hora local) Estados Unidos detona su bomba atómica n.º 232, Questa, de 670 kilotones.
- 5 de mayo: en México se cumple el centenario de la batalla de Puebla.
- 6 de mayo: en la Ciudad del Vaticano, el papa Juan XXIII canoniza al peruano Martín de Porres, que se convierte en el primer santo de piel negra de América.
- 7 de mayo: en un pozo artificial, a 258 metros bajo tierra, en el área U3ax del Sitio de pruebas atómicas de Nevada (a unos 100 km al noroeste de la ciudad de Las Vegas), a las 11:33 (hora local) Estados Unidos detona su bomba atómica Paca, de 8 kilotones. Es la bomba n.º 234 de las 1132 que Estados Unidos detonó entre 1945 y 1992.

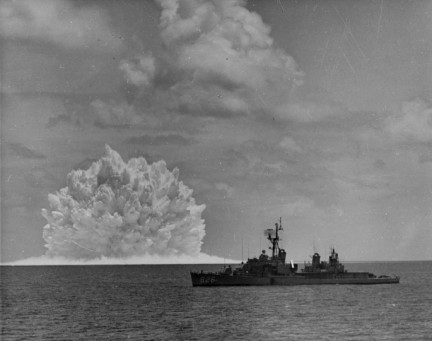
A unos 600 km de San Diego (California), Estados Unidos hace estallar una bomba atómica submarina.

- 8 de mayo: en Costa Rica, Francisco Orlich toma posesión de la presidencia de dicho país.
- 10 de mayo: en un pozo artificial, a 167 metros bajo tierra, en el área U9r del Sitio de pruebas atómicas de Nevada (a unos 100 km al noroeste de la ciudad de Las Vegas), a las 7:00 (hora local) Estados Unidos detona su bomba atómica n.º 237, Arikaree, de menos de 20 kilotones.
- 11 de mayo: a unos 600 km frente a la costa de San Diego (California), el destructor estadounidense Agerholm dispara un misil torpedo con cabeza nuclear, que estalla a 4000 metros de distancia.
- 12 de mayo: en un pozo artificial, a 434 metros bajo tierra, en el área U3am del Sitio de pruebas atómicas de Nevada (a unos 100 km al noroeste de la ciudad de Las Vegas), a las 12:00 (hora local) Estados Unidos detona su bomba atómica n.º 240, Aardvark, de 40 kilotones.
- 14 de mayo: en Grecia se casan los reyes Juan Carlos y Sofía.
- 19 de mayo: en un pozo artificial, a 218 metros bajo tierra, en el área U9m del Sitio de pruebas atómicas de Nevada, a las 7:00 (hora local) Estados Unidos detona su bomba atómica n.º 244, Eel, de 4,5 kilotones.
- 23 de mayo: en España se funda el histórico Club Deportivo Bidasoa.
- 30 de mayo: en Chile, se inaugura la VII Copa Mundial de Fútbol, pese a las dificultades tras el terremoto de Valdivia de 1960.
- Durante el mes de mayo, la organización terrorista vasca ETA celebra su I Asamblea.

### Junio
- 2 de junio: 
  - En Venezuela se produce un golpe militar, conocido como El Porteñazo, en la Base Naval de Puerto Cabello con un saldo de más de 400 muertos y 700 heridos.
  - En la Unión Soviética se produce la Masacre de Novocherkask contra manifestantes desarmados.
- 5 de junio: en Múnich (sur de Alemania), en el marco del IV Congreso del Movimiento Europeo se reúne durante tres días un grupo de 118 políticos españoles (38 de ellos exiliados por la dictadura franquista) de casi todo el espectro político. Los medios españoles, afines a la dictadura, lo llamarán peyorativamente «“contubernio” de Múnich».
- 6 de junio: Protesta de las Calderas en Cuba.
- 11 de junio: los reclusos Frank Morris, Clarence Anglin y John Anglin se escapan de la cárcel de Alcatraz dándose a conocer mundialmente por este suceso
- 16 de junio: el presidente de Estados Unidos, John F. Kennedy, acompañado de su esposa, hacen una visita oficial a México para entrevistarse con su homólogo Adolfo López Mateos.
- 17 de junio: en Santiago (Chile), termina el mundial de fútbol y la selección de fútbol de Brasil se proclama campeón del mundo por segunda ocasión tras vencer a la de Checoslovaquia por 3 a 1. La selección de Chile alcanzó el tercer lugar luego de vencer a Yugoslavia por uno a cero.
- 21 de junio: en Buenos Aires (Argentina), la estudiante Graciela Narcisa Sirota (19) es secuestrada en plena vía pública y torturada (con cigarrillos le quemaron una esvástica en el pecho). Según sus captores, se trató de una venganza por el secuestro del líder nazi Adolf Eichmann el 11 de mayo de 1960. El 28 de junio, la comunidad judía realizó una huelga de comerciantes en repudio a este acto antisemita.

### Julio
- 1 de julio: 
  - Burundi se independiza de Bélgica.
  - Ruanda se independiza de Bélgica.
  - En El Salvador, Julio Adalberto Rivera es nombrado presidente.
- 2 de julio: en el circuito de Reims-Gueux (Francia) fallece en accidente el piloto canadiense Peter Ryan.
- 5 de julio: 
  - Tras una larga guerra de independencia, Argelia derrota a las fuerzas invasoras, y se independiza del Imperio francés. Duro revés al colonialismo.
  - En Cúcuta (Colombia) se funda la Universidad Francisco de Paula Santander.
- 6 de julio: en un túnel a 190 metros bajo tierra, en el área U10h del Sitio de pruebas atómicas de Nevada (a unos 100 km al noroeste de la ciudad de Las Vegas), a las 9:00 (hora local) Estados Unidos detona su bomba atómica Sedan (del programa Plowshare), de 104 kilotones. Es la bomba n.º 281 de las 1131 que Estados Unidos detonó entre 1945 y 1992. La lluvia radiactiva de la prueba contaminó más estadounidenses que ninguna otra prueba atómica. El cráter Sedan (390 m × 98 m) se convirtió en el cráter artificial más grande en ese país.

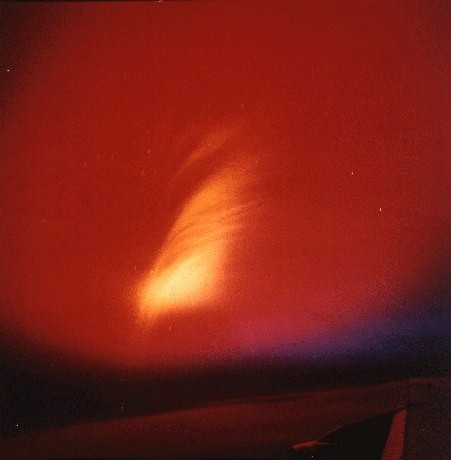
Explosión de la bomba nuclear Starfish Prime en el espacio exterior.

- 9 de julio: a 400 km de altura sobre el atolón Johnston (en el océano Pacífico), Estados Unidos hace detonar la bomba atómica Starfish Prime, de 1450 kilotones. En comparación, la explosión de la bomba de Hiroshima fue equivalente a 13 kt.
- 10 de julio: en España se forma el noveno Gobierno nacional (1962-1965), presidido por el dictador Francisco Franco.
- 18 de julio: en Lima (Perú), el presidente constitucional Manuel Prado Ugarteche es depuesto por un golpe de Estado ilegal. Se apodera de la presidencia Ricardo Pérez Godoy.

### Agosto
- 2 de agosto: en Vietnam comienza la escalada de la intervención estadounidense en el país, que llevará a la guerra de Vietnam (en la que Estados Unidos será vencido tras una década de lucha).[4]
- 5 de agosto: 
  - En Los Ángeles (California) es encontrada la famosa actriz Marilyn Monroe muerta en su habitación presuntamente por una sobredosis de barbitúricos, aunque esto nunca ha sido esclarecido.
  - En Chile se estrena el programa Sábado Gigante conducido por Don Francisco, el programa más antiguo de la televisión latinoamericana.
- 6 de agosto: Jamaica se independiza del Imperio británico.
- 10 de agosto: la revista estadounidense Amazing Fantasy publica la primera aparición de Spider-Man.
- 17 de agosto: Es asesinado el obrero de la construcción Peter Fechter por guardias de la RDA cuando intentaba escapar de la república socialista. Fue dejado desangrarse 1 hora hasta que murió.
- 21 de agosto: Un terremoto de 6,1 sacude el sur de los Apeninos en Italia dejando 20 muertos.
- 23 de agosto: 
  - En Reino Unido se casan el miembro de The Beatles John Lennon y Cynthia Powell.
  - En Buenos Aires (Argentina) es secuestrado y desaparecido Felipe Vallese.[4]
- 24 de agosto: 
  - En Yakarta (Indonesia) comienzan los IV Juegos Asiáticos.[9]
  - A 289 m bajo tierra, en el Sitio de pruebas atómicas de Nevada (a unos 100 km al noroeste de la ciudad de Las Vegas), a las 7:00 a. m. (hora local), Estados Unidos detona su bomba atómica York, de 5 kt (a 226 m bajo tierra). A las 9:00 detona la bomba Bobac, de 2.5 kilotones (a 206 m bajo tierra). Son las bombas n.º 284 y 285 de las 1131 que Estados Unidos detonó entre 1945 y 1992.
- 30 de agosto: 
  - Masacre del 30 de agosto.
  - En el estado de Utah se registra un terremoto de 5,9.
- 31 de agosto: Trinidad y Tobago se independiza del Imperio británico.

### Septiembre
- 1 de septiembre: en el condado iraní de Buin-Zahra se registra un terremoto de 7,1 que deja más de 12.000 muertos.
- 4 de septiembre: en Yakarta (Indonesia) culminan los IV Juegos Asiáticos.[9]
- 6 de septiembre: en el Sitio de pruebas atómicas de Nevada (a unos 100 km al noroeste de la ciudad de Las Vegas), a las 9:00 (hora local), Estados Unidos detona a 157 metros bajo tierra su bomba atómica Raritan, de 2 kilotones. Es la bomba n.º 286 de las 1131 que Estados Unidos detonó entre 1945 y 1992.
- 14 de septiembre: en el Sitio de pruebas atómicas de Nevada, a las 9:10 (hora local), Estados Unidos detona a 217 metros bajo tierra su bomba atómica n.º 287, Hyrax, de 5 kilotones.
- 20 de septiembre: a 241 metros bajo tierra, en el Área U3bb del Sitio de pruebas atómicas de Nevada (a unos 100 km al noroeste de la ciudad de Las Vegas), a las 9:00 (hora local), Estados Unidos detona su bomba atómica n.º 288: Peba, de 11 kilotones.
- 25 de septiembre: en Tarrasa, cerca de Barcelona (España) se produce la riada de la riera del Palau y la riera de las Arenas, provocando más de 700 víctimas mortales.
- 29 de septiembre: a 211 metros bajo tierra, en el Área U9x del Sitio de pruebas atómicas de Nevada (a unos 100 km al noroeste de la ciudad de Las Vegas), a las 9:00 (hora local), Estados Unidos detona su bomba atómica n.º 289: Allegheny, de 1 kilotón.

### Octubre
- 1 de octubre: el presidente mexicano Adolfo López Mateos visita India, Japón, Indonesia y Filipinas.
- 2 de octubre: sobre el atolón Johnston (en medio del océano Pacífico), a las 5:18 hora local, Estados Unidos detona su bomba atómica Androscoggin, de 75 kilotones, a 3130 metros de altura (dejada caer desde un avión). Es la bomba n.º 272 de las 1131 que Estados Unidos detonó entre 1945 y 1992.
- 5 de octubre: a 494 metros bajo tierra, en el área U9ad del Sitio de pruebas atómicas de Nevada (a unos 100 km al noroeste de la ciudad de Las Vegas), a las 9:00 (hora local), Estados Unidos detona su bomba atómica Mississippi, de 115 kilotones. Es la bomba n.º 291 de las 1131 que Estados Unidos detonó entre 1945 y 1992.
- 6 de octubre: sobre el atolón Johnston (en medio del océano Pacífico), a las 5:03 hora local, Estados Unidos detona su bomba atómica n.º 274, Bumping, de 11,3 kilotones, a 3050 metros de altura (dejada caer desde un avión).
- 9 de octubre: Uganda se independiza del Imperio británico.
- 11 de octubre: en la Ciudad del Vaticano se inaugura el Concilio Vaticano II con la celebración de la primera de sus cuatro sesiones; este concilio actualizó las estructuras y doctrina de la Iglesia católica.
- 12 de octubre: a 155 metros bajo tierra, en el área U9q del Sitio de pruebas atómicas de Nevada (a unos 100 km al noroeste de la ciudad de Las Vegas), a las 7:00 (hora local) Estados Unidos detona su bomba atómica Roanoke, de 7 kilotones. A las 9:00 detona la bomba Wolverine, a 73 metros bajo tierra, de menos de 20 kilotones. Son las bombas n.º 292 y 293 de las 1131 que Estados Unidos detonó entre 1945 y 1992.
- 22 de octubre: en Estados Unidos, el presidente John F. Kennedy se dirige a su país alertando que la Unión Soviética ha instalado bases de lanzamiento de misiles nucleares en Cuba, apuntando a los Estados Unidos. Comienza la crisis de los misiles cubanos.
- 27 de octubre: a 319 metros bajo tierra, en el área U10f del Sitio de pruebas atómicas de Nevada (a unos 100 km al noroeste de la ciudad de Las Vegas), a las 8:00 (hora local) Estados Unidos detona su bomba atómica Santee, de 5 kilotones. Es la bomba n.º 296 de las 1131 que Estados Unidos detonó entre 1945 y 1992.
- 30 de octubre: sobre el atolón Johnston (en medio del océano Pacífico), a las 5:02 hora local, Estados Unidos detona su bomba atómica n.º 279 Housatonic, de 8300 kilotones, a 3700 metros de altura (dejada caer desde un avión).

### Noviembre
- 1 de noviembre: fallece en accidente el piloto mexicano Ricardo Rodríguez de la Vega.
- 13 de noviembre: en Buenos Aires (Argentina) sale el primer número de la revista Primera Plana, dirigida por Jacobo Tímerman.[4]
- 19 de noviembre: en Buenos Aires, Argentina, el Gobierno de Guido (no constitucional), firma un decreto donde vuelve a proscribir al Partido Justicialista, que había sido levantado por Frondizi antes de ser derrocado.

### Diciembre
- 4 de diciembre: en un túnel a 245 metros bajo tierra, en el área U9aa del Sitio de pruebas atómicas de Nevada (a unos 100 km al noroeste de la ciudad de Las Vegas), a las 8:00 (hora local) Estados Unidos detona su bomba atómica Taunton, de menos de 20 kilotones. Es la bomba n.º 300 de las 1131 que Estados Unidos detonó entre 1945 y 1992.
- 7 de diciembre: en un túnel a 303 metros bajo tierra, en el área U3ba del Sitio de pruebas atómicas de Nevada (a unos 100 km al noroeste de la ciudad de Las Vegas), a las 11:00 (hora local) Estados Unidos detona su bomba atómica n.º 301, Tendrac, de menos de 20 kilotones.
- 12 de diciembre: en un pozo a 245 metros bajo tierra, en el área U3bu del Sitio de pruebas atómicas de Nevada (a unos 100 km al noroeste de la ciudad de Las Vegas), a las 9:25 (hora local) Estados Unidos detona su bomba atómica n.º 302, Madison, de menos de 20 kilotones. A las 10:45, a 232 metros bajo tierra y a 22 km al sureste de la anterior, detona su bomba n.º 303, Numbat, de 11 kilotones.
- 14 de diciembre: en un pozo a 59 metros bajo tierra, en el área U9af del Sitio de pruebas atómicas de Nevada (a unos 100 km al noroeste de la ciudad de Las Vegas), a las 10:00 (hora local) Estados Unidos detona su bomba atómica n.º 304, Manatee, de menos de 20 kilotones.
- 15 de diciembre: sobre el mar del Norte se desata una intensísima tormenta.
- 20 de diciembre: en República Dominicana, Juan Bosch gana las elecciones generales.
- 21 de diciembre: en Buenos Aires se crea la Academia Porteña del Lunfardo.
- 22 de diciembre: en Gran Bretaña comienza la Gran Helada: no habrá noches libres de helada hasta el 5 de marzo de 1963.
- 28 de diciembre: cerca de San Juan de la Maguana (República Dominicana) el Gobierno manda asesinar a un número indeterminado de seguidores vudú del movimiento mesiánico-popular de Olivorio Mateo (Masacre de Palma Sola).
- 30 de diciembre: en Estados Unidos, una tormenta inesperada entierra el estado de Maine bajo 1,50 m de nieve, forzando a que el periódico Bangor Daily News no se publique por primera y única vez en su historia. El mismo día, también los Países Bajos quedan cubiertos por un metro de nieve.
- 31 de diciembre: en España se realiza por primera vez el ritual de las uvas de las doce campanadas (emitido por TVE).

Sin fecha determinada
- En el municipio Calimete (de la provincia cubana de Matanzas), los cubanos Rafael Valdés y Pita Monroy asesinan al maestro de la escuela de la finca Los Pinos.[8]
- Este mismo año, en el mismo municipio Calimete (Cuba), la banda de «Pancho Jutía» (Francisco Castañeda Borges) asesinan al maestro de la escuela de la finca Cayo Mamones.[2]

## Nacimientos

### Enero
- 1 de enero: 
  - Jesús Alique, político español.
  - Carlos Gómez, actor estadounidense.
  - Asha Haji Elmi, política y activista por la paz somalí.
  - Mo Hayder, escritora de ficción criminal y de suspense británica.

- 2 de enero: 

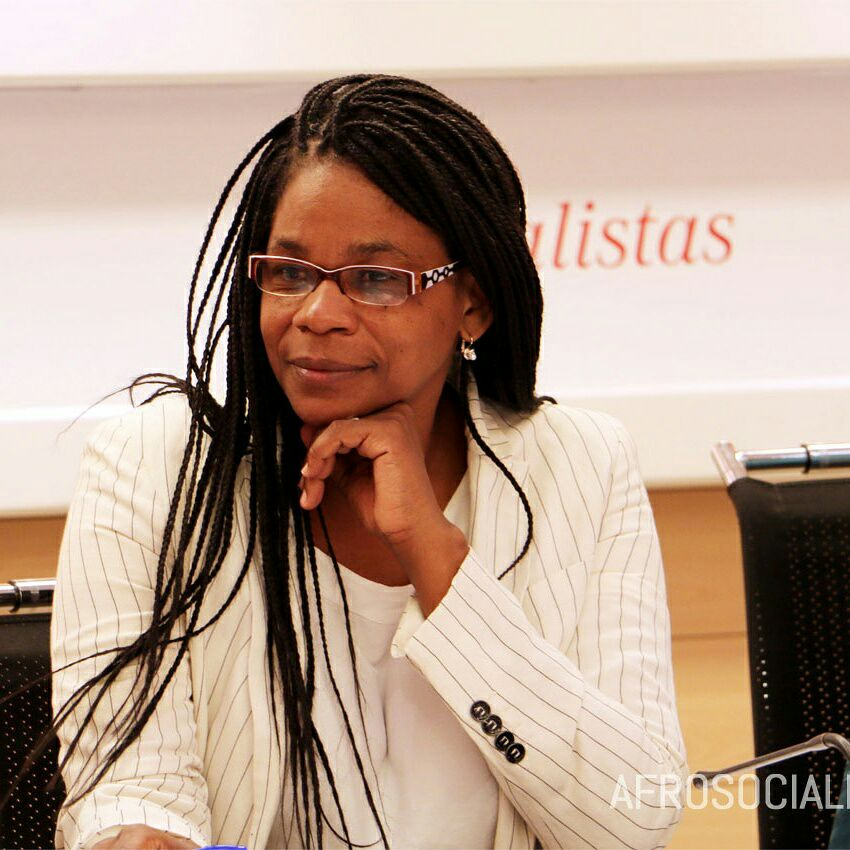
Consuelo Cruz Arboleda

  - Sandra Baylac, cantante argentina.
  - Consuelo Cruz Arboleda, conferencista internacional y política española de origen afrocolombiano.
  - Carmelo Gómez, actor español.
  - Ivan Palazzese, piloto italo-venezolano (f. 1989).
- 3 de enero: 
  - Manolo Lama, locutor deportivo español.
  - José Octavio Sosa, historiador e investigador musical autodidacta.
- 4 de enero: 
  - Patrick Cassidy, actor estadounidense de teatro y televisión.
  - Harlan Coben, autor estadounidense de novelas de misterio y suspense.
  - Laila Elwi, actriz egipcia.
  - Heinz Imboden, ciclista suizo.
  - Fabio Marangon, futbolista italiano.
- 5 de enero: 
  - Suzy Amis, actriz de cine y televisión y modelo estadounidense.
  - Raúl Urrutikoetxea, pintor figurativo español (f. 2002).
- 6 de enero: Cătălin Bălescu, artista visual rumano y profesor universitario.

- 7 de enero: 

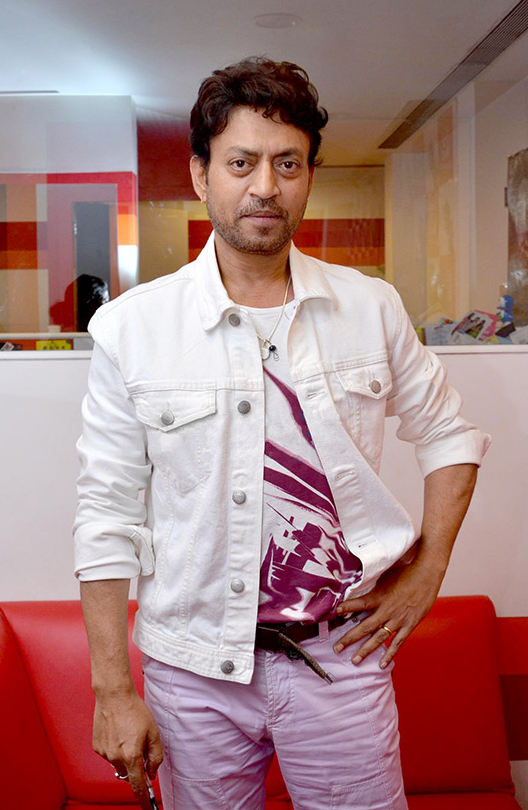
Irrfan Khan

  - Irrfan Khan, actor indio de cine y televisión (f. 2020).
  - Massouda Jalal, médica pediatra y política afgana.
  - Fabián Pizzorno, actor argentino de televisión.
  - Faezeh Rafsanjani, activista por los derechos de las mujeres, periodista y política reformista iraní.
  - Hallie Todd, actriz estadounidense.
- 8 de enero: 
  - Payo Cubas, abogado y político paraguayo
  - Rosario Lufrano, periodista argentina.
  - Mónica Willengton, periodista, locutora, docente y presentadora uruguaya.

- 9 de enero: 

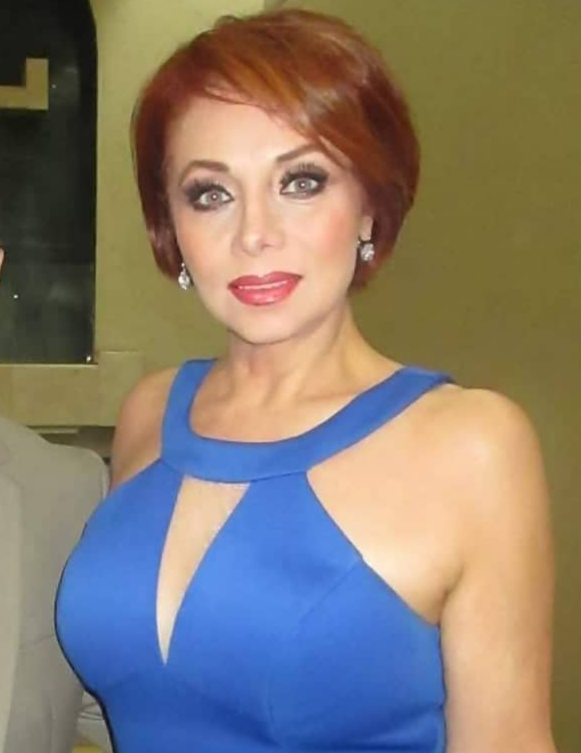
Cecilia Gabriela

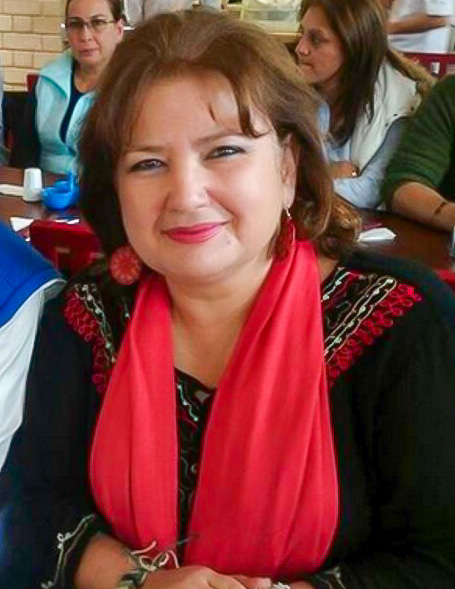
Gloria Flórez

  - Cecilia Gabriela, actriz mexicana.
  - Gloria Flórez, socióloga y política colombiana.
  - Tony Meléndez, cantante y guitarrista nicaragüense.
  - Francisco José Segovia Ramos, escritor y poeta granadino.
- 10 de enero:
  - Ronnie Arias, presentador de televisión, conductor y periodista argentino.
  - Kathryn S. McKinley, informática teórica estadounidense.
- 11 de enero: Luis Alegre Saz, escritor, profesor, cineasta y presentador de televisión español.
- 12 de enero: Farshad Pious, futbolista y entrenador iraní.
- 13 de enero:
  - Trace Adkins, cantante estadounidense.
  - Robert Garcia, activista LGTB mexicano estadounidense (f. 2017).
  - Karsten Schmeling, remero alemán.
- 14 de enero: Miguel Retuerto Egea, futbolista suizo.
- 15 de enero: 
  - Margherita Buy, actriz italiana.
  - Santi Prego, actor español.
- 16 de enero: 
  - Francisco Mouat, escritor, periodista, librero y editor chileno.
  - Ileana Salvador, atleta italiana.
  - Coco Sily, humorista, actor, presentador de televisión, guionista, productor y director teatral argentino.

- 17 de enero:

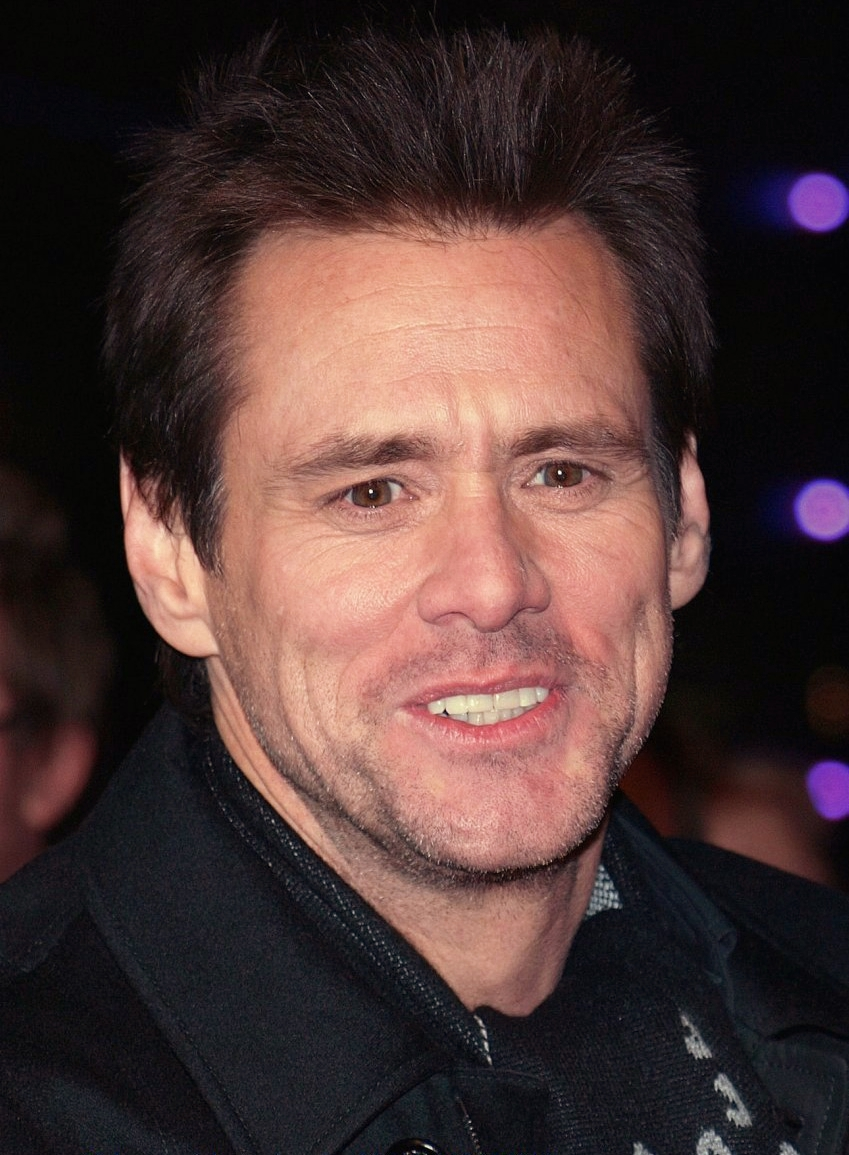
Jim Carrey

  - Jim Carrey, actor y comediante canadiense.
  - Denis O'Hare, actor estadounidense.
  - Ari Up, cantante alemana punk, vocalista de la banda The Slits (f. 2010).
  - Stella Maris Gómez, profesora de matemáticas y física argentina.
- 18 de enero: 
  - Alison Arngrim, actriz estadounidense.
  - Dito, futbolista y entrenador portugués (f. 2020).
  - David Koechner, comediante y actor estadounidense.
  - Jack Sherman, guitarrista estadounidense (f. 2020).
- 19 de enero: Mario Cruz, escritor mexicano de terror.
- 20 de enero: 
  - Natalia Giraldo, actriz colombiana.
  - Sakiko Tamagawa, seiyū japonesa.
  - Sophie Thompson, actriz británica.
  - Ramón Centurión, futbolista y entrenador argentino.
- 21 de enero: 
  - Félix Lavilla, político español.
  - Isabelle Nanty, actriz, directora de cine y directora teatral francesa.
  - Marie Trintignant, actriz, teatral, cinematográfica y televisiva de nacionalidad francesa (f. 2003).
- 22 de enero: 
  - Emilio Illarregui Gómez, historiador, arqueólogo y profesor universitario español especializado en los periodos antiguo y medieval(f. 2018).
  - Patricia Laurent Kullick, escritora mexicana.
  - Peter Lohmeyer, actor de cine alemán.
  - Claudia Villafañe, empresaria y productora argentina. Ganadora de la primera edición de MasterChef Celebrity Argentina.

- 23 de enero: 

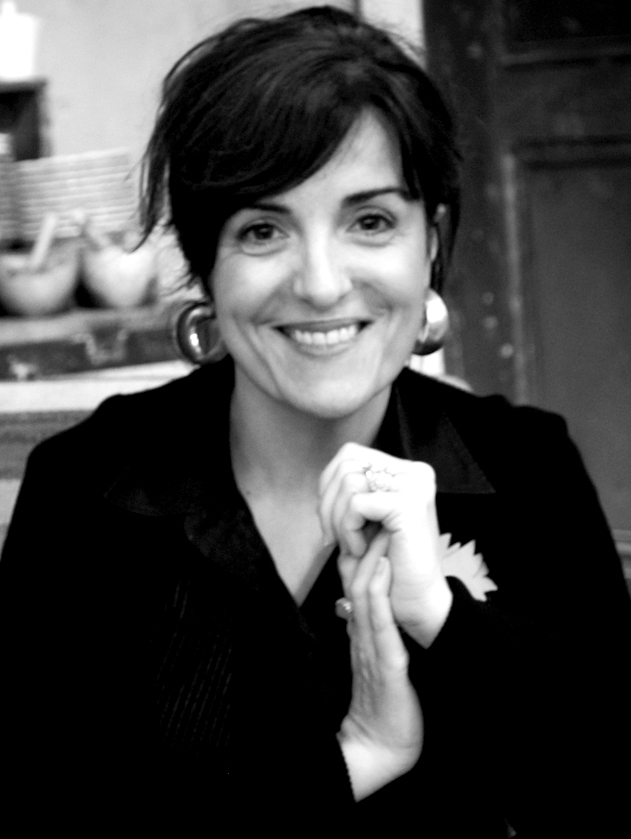
Elvira Lindo

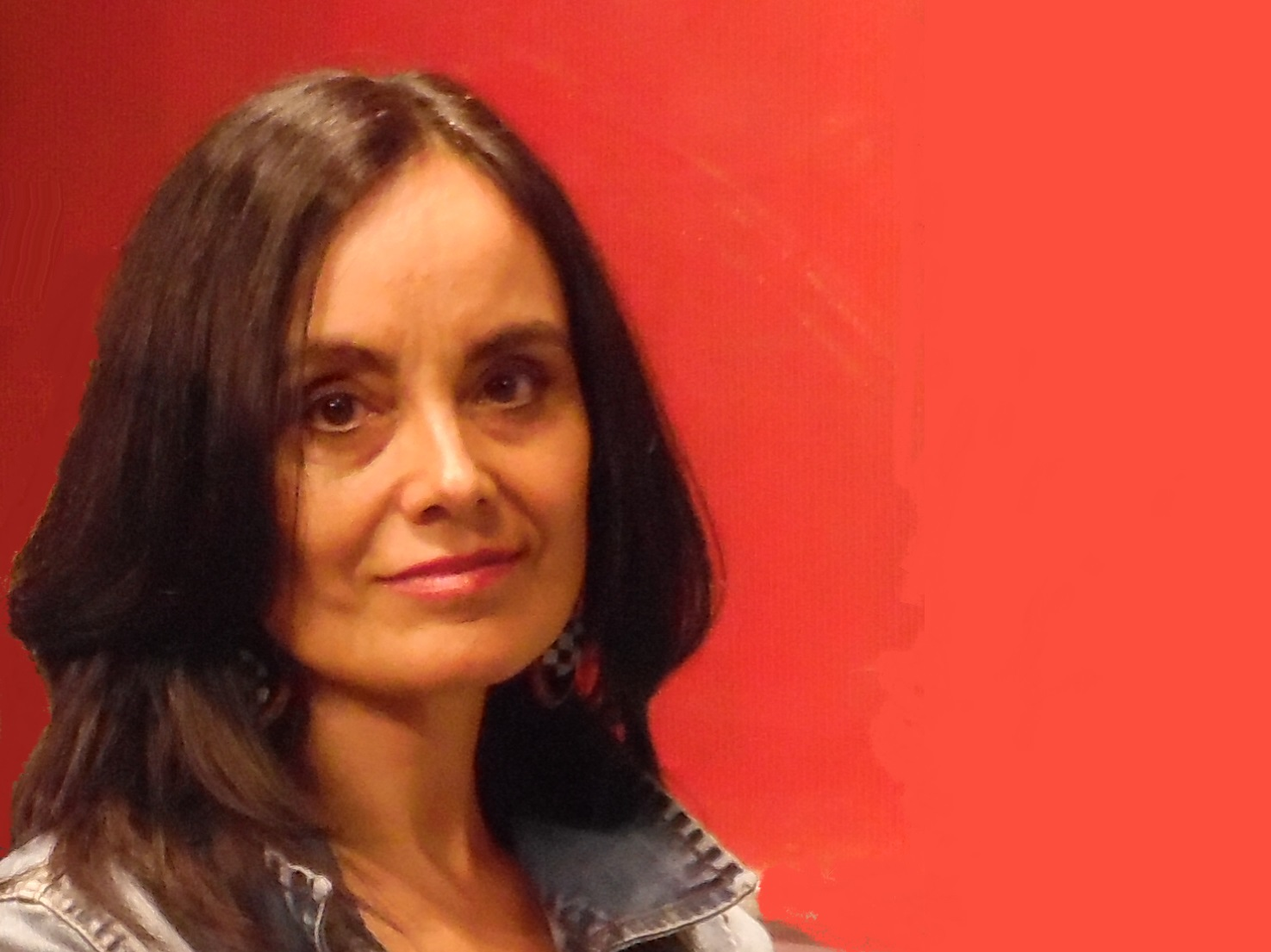
Elena Muñoz

  - Fernando Acuña Díaz, cineasta, productor audiovisual y académico chileno.
  - David Arnold, compositor de música británico.
  - Sergio Bergman, rabino reformista, activista social, farmacéutico, escritor y político argentino.
  - Nenad Gračan, futbolista croata.
  - Elvira Lindo, escritora y periodista española.
  - Elena Muñoz, actriz de cine, teatro y televisión, dramaturga y guionista chilena.
  - Richard Roxburgh, actor australiano.
- 24 de enero: Barbara Cupisti, actriz y cineasta italiana.
- 25 de enero: 
  - Emma Freud, locutora y comentarista cultural inglesa.
  - Eusebio Lorenzo Baleirón, escritor español (f. 1986).
- 26 de enero: 
  - Andreas Aguilar, gimnasta español.
  - Oscar Ruggeri, entrenador y exfutbolista argentino.
- 27 de enero: Manuel Roncal, futbolista español.
- 28 de enero: 
  - Brit Bildøen, escritora, traductora, crítico literario y poetisa noruega.
  - Miriam Gebhardt, periodista, historiadora y escritora alemana.
- 29 de enero: 
  - Gauri Lankesh, periodista y activista india.
  - Olga Tokarczuk, escritora y ensayista polaca.
- 30 de enero:
  - Abdalá II de Jordania, rey de Jordania.
  - María Granillo, compositora musical mexicana.
  - Juan Manuel Rodríguez Tobal, poeta, traductor y profesor de lenguas clásicas español.
- 31 de enero: Anna Aguilar-Amat, poeta y ensayista española, investigadora y profesora universitaria de terminología aplicada a la traducción y lingüística.

### Febrero
- 1 de febrero: 

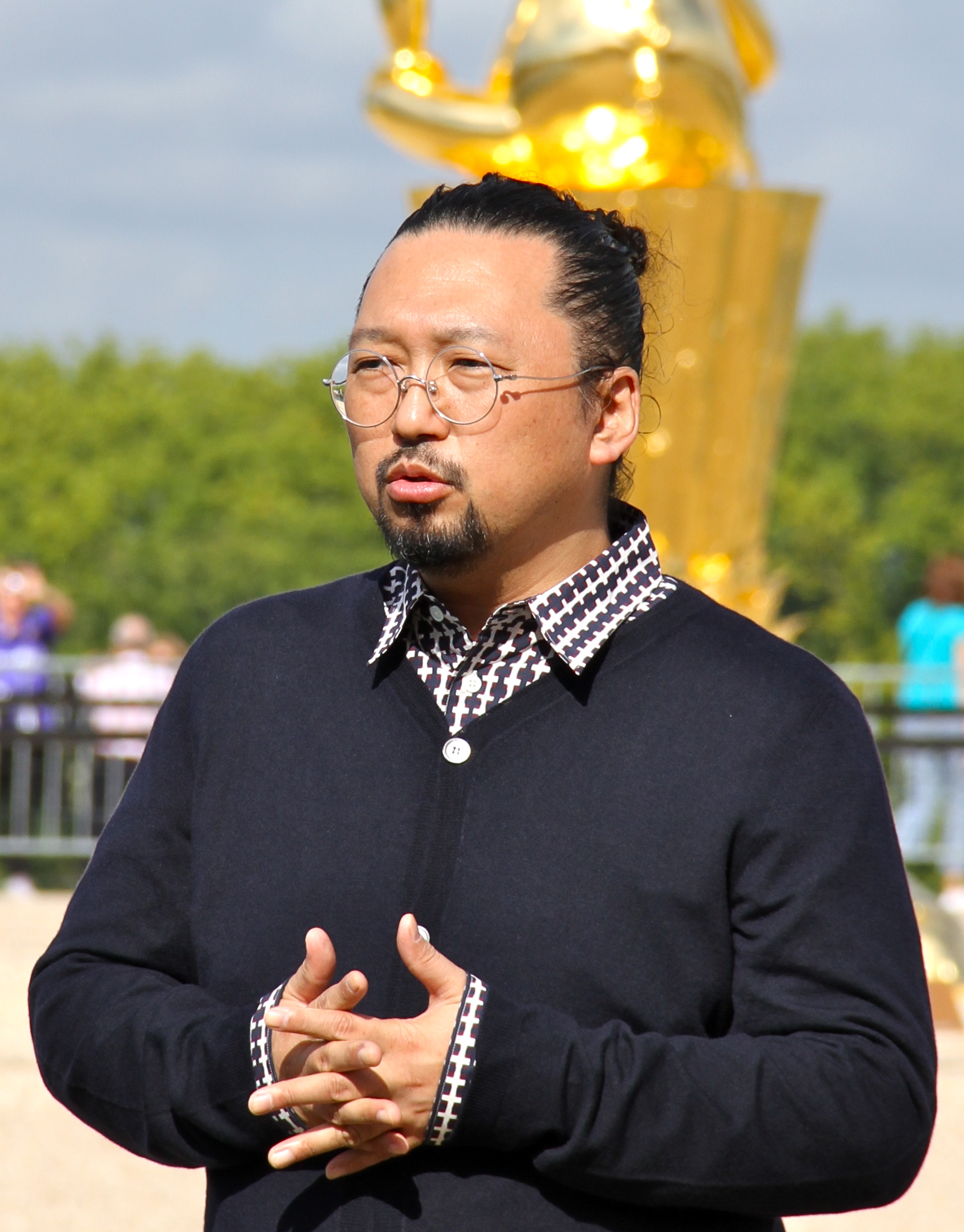
Takashi Murakami

  - Takashi Murakami, artista contemporáneo japonés.
  - Nicolaas Rienks, remero neerlandés.
  - Jorge Torres Blanco, artista plástico, pintor, grabador, dibujante, docente y gestor cultural colombiano.
- 2 de febrero: 
  - Kátia Abreu, política brasileña.
  - Philippe Claudel, escritor y cineasta francés.
  - Luis Iglesia, actor español.
- 3 de febrero: 
  - Michele Greene, actriz, cantante y compositora estadounidense.
- 4 de febrero: 
  - Jaume Duch Guillot, abogado, profesor universitario y periodista español.
  - Johnny Rivera, cantante puertorriqueño de salsa.
- 5 de febrero:
  - Chaba Fadela, actriz y cantante argelina.
  - Carlo Gaddi, remero italiano.
  - Jennifer Jason Leigh, actriz estadounidense.
- 6 de febrero: 
  - Juan Ignacio Aranda, actor mexicano.
  - José Blanco López, político español.
  - Divina Gloria, cantante y actriz argentina.
  - Miriam Murillo, actriz ecuatoriana.
  - Axl Rose, cantante estadounidense, de la banda Guns N' Roses.
- 7 de febrero: 
  - Salvatore Antibo, atleta italiano.
  - David Bryan, tecladista estadounidense, de la banda Bon Jovi.
  - Eddie Izzard, actriz, comediante y guionista británica.
  - Lilly Moon, actriz y cantante estadounidense.

- 8 de febrero: 

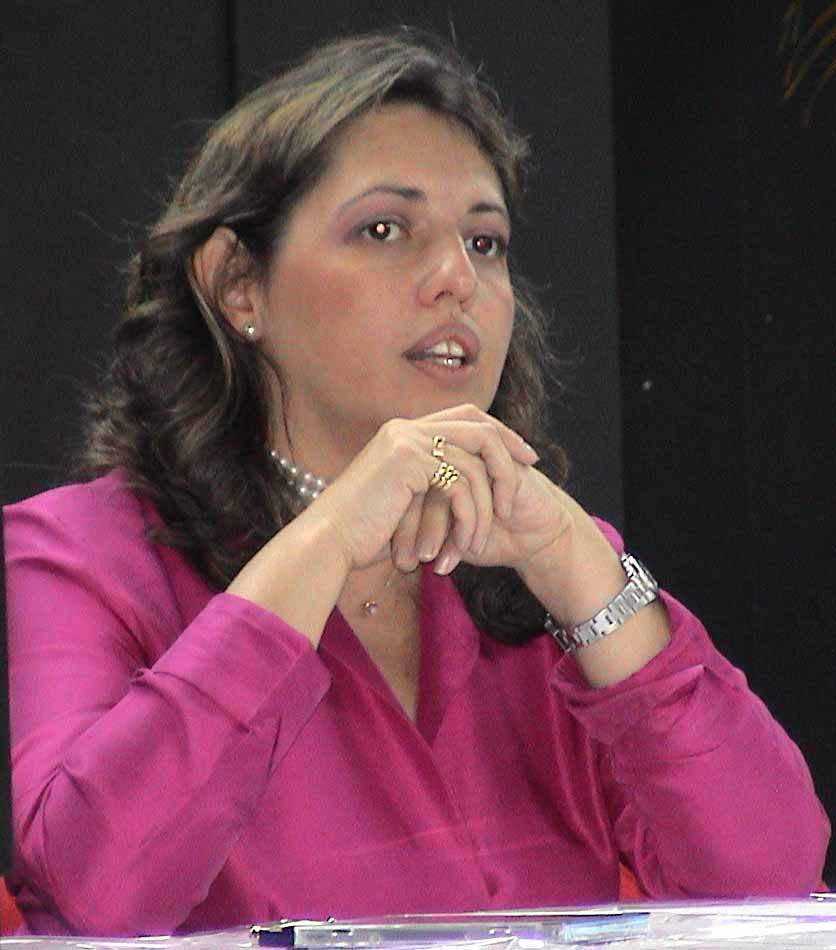
Diana Arismendi

  - Diana Arismendi, compositora de música clásica venezolana.
  - Malorie Blackman, escritora británica.
- 9 de febrero: 
  - Rosie Batty, activista contra la violencia doméstica australiana.
  - Dennis Padilla, actor, comediante y locutor de radio filipino.
  - Diego Pérez, tenista uruguayo.

- 10 de febrero: 

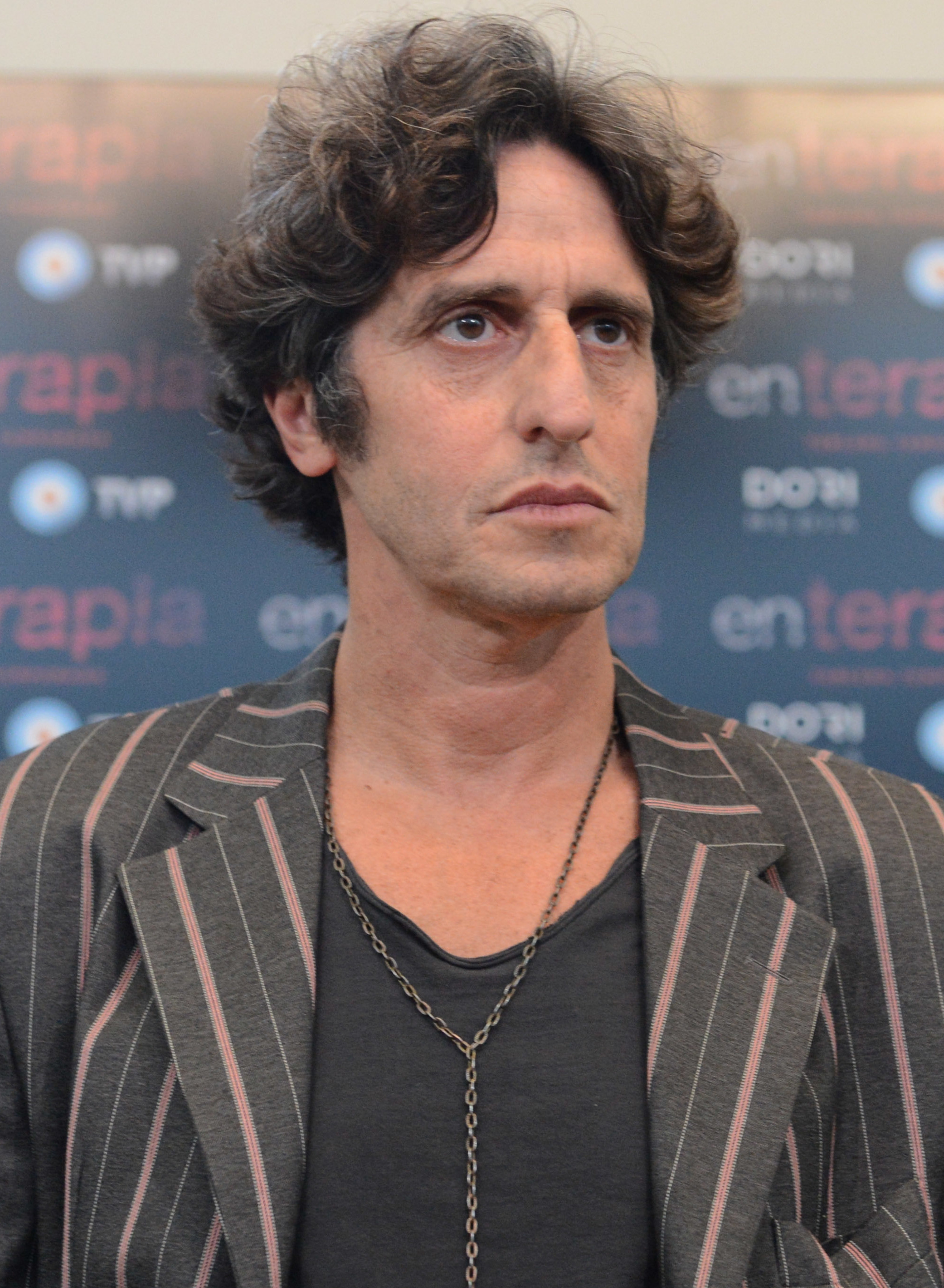
Diego Peretti

  - Cliff Burton, bajista estadounidense, de la banda Metallica (f. 1986).
  - Mariana Carballal, actriz y directora española.
  - María Inés Garibaldi, docente y escritora argentina especializada en literatura infantil y juvenil.
  - Diego Peretti, actor y psiquiatra argentino.
- 11 de febrero: 
  - Tammy Baldwin, política estadounidense.
  - Sheryl Crow, cantante, compositora y guitarrista estadounidense.
  - Alfonso García Martínez, periodista y presentador español.
- 12 de febrero: 
  - Eduardo Cerecedo, poeta mexicano (f. 2022).
  - Nana Ioseliani, ajedrecista georgiana.
  - Alberto Plaza, cantante y compositor chileno.
  - Keko Yunge, cantautor chileno.

- 13 de febrero: 

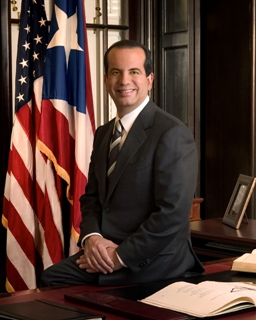
Aníbal Acevedo Vilá

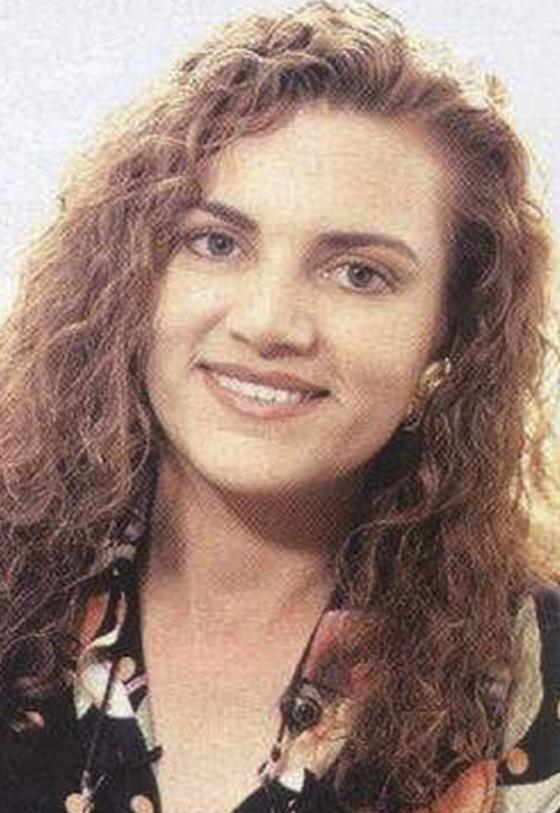
Luz Stella Luengas

  - Aníbal Acevedo Vilá, político puertorriqueño.
  - Andrés Bobe, músico chileno (f. 1994).
  - Diego Herrera, tecladista, saxofonista, percusionista y productor mexicano.
  - Luz Stella Luengas, actriz colombiana.
- 14 de febrero: 
  - Josef Hader, actor y comediante austriaco.
  - Sakina Jaffrey, actriz estadounidense.
  - Angela Schanelec, actriz, directora de cine y guionista alemana.
  - Philippe Sella, jugador de rugby francés.
- 15 de febrero: 
  - Juan Eduardo Jaramillo, presentador de noticias colombiano.
  - Johan Gabriel González "El Charrito Negro", cantautor colombiano de música popular.
  - Santiago Amigorena, guionista, productor, director y actor argentino naturalizado francés.
- 16 de febrero: 
  - Doug Chiang, actriz estadounidense (f. 1985).
  - Alexa Kenin, artista y diseñador cinematográfico estadounidense.
- 17 de febrero: 
  - Lou Diamond Phillips, actor estadounidense de origen filipino.
  - Arturo Yepes, abogado y político colombiano.
- 18 de febrero: 
  - Albert Guinovart, pianista y compositor profesional español.
  - Julie Strain, modelo de revistas para adultos y actriz de reparto estadounidense (f. 2021).
- 19 de febrero: 
  - Hana Mandlíková, tenista checa.
  - Darío T. Pie, actor mexicano.
  - Germán Vargas Lleras, político colombiano.
- 20 de febrero: 
  - Mimoza Hafizi, física y política albanesa.
  - Hilario Pino, periodista español.
  - Klaus von Storch, piloto militar, ingeniero aeroespacial y candidato a astronauta chileno.
- 21 de febrero: 
  - Mark Arm, cantante estadounidense.
  - Marco Antonio Figueroa, novelista y periodista estadounidense.
  - Chuck Palahniuk, cantante estadounidense.
  - David Foster Wallace, profesor y escritor estadounidense (f. 2008).
- 22 de febrero:
  - Steve Irwin, naturalista y presentador australiano (f. 2006).
  - Sirous Ghayeghran, futbolista y entrenador iraní (f. 1998).

- 23 de febrero: 

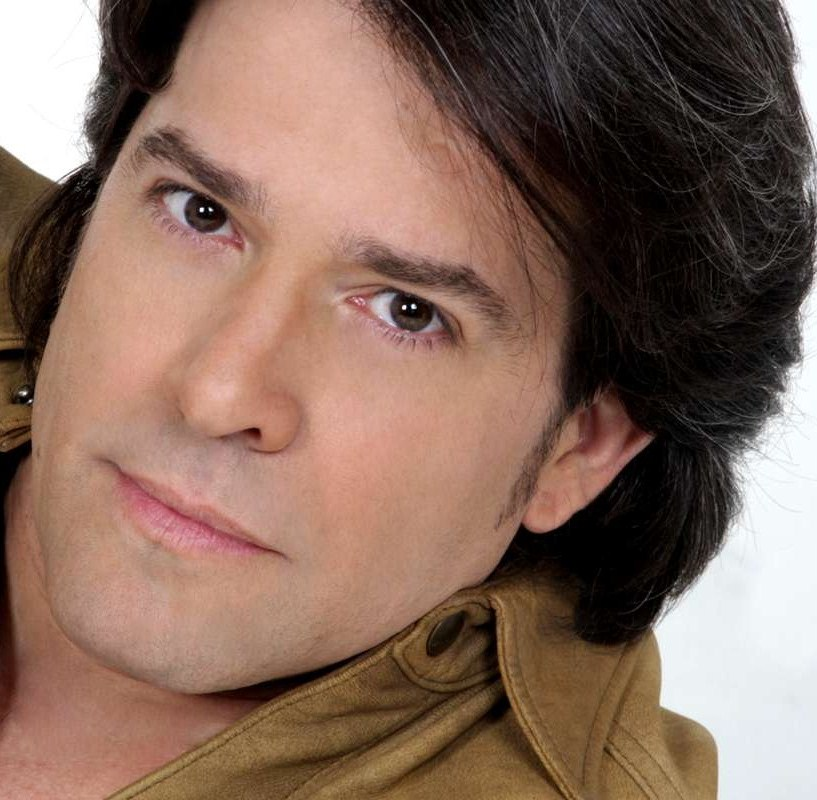
Miguel de León

  - Jordi Colomer, artista español contemporáneo.
  - Miguel de León, actor venezolano.
  - Lise Haavik, cantante noruega.
  - David Hay, jugador de curling británico.
  - Boris McGiver, actor estadounidense.
- 24 de febrero: 
  - Rosalinda Cauich Ramírez, artesana mexicana especializada en canastas tejidas.
  - Michelle Shocked, cantautora estadounidense.
- 25 de febrero: 
  - Javier Marín, artista visual mexicano.
  - Víctor Reyes, músico y compositor español.
- 26 de febrero: 
  - Guillermo Anderson, compositor y cantante de origen hondureño.
  - Pablo César, un director, productor, guionista y profesor universitario argentino de cine.
  - Carlos Martínez Rentería, periodista, escritor y editor mexicano.
  - Atiq Rahimi, novelista y director de cine de doble nacionalidad francesa y afgana.
  - Héctor Eduardo Vera Colona, obispo católico peruano.

- 27 de febrero: 
  - Marcelo Álvarez, tenor argentino.

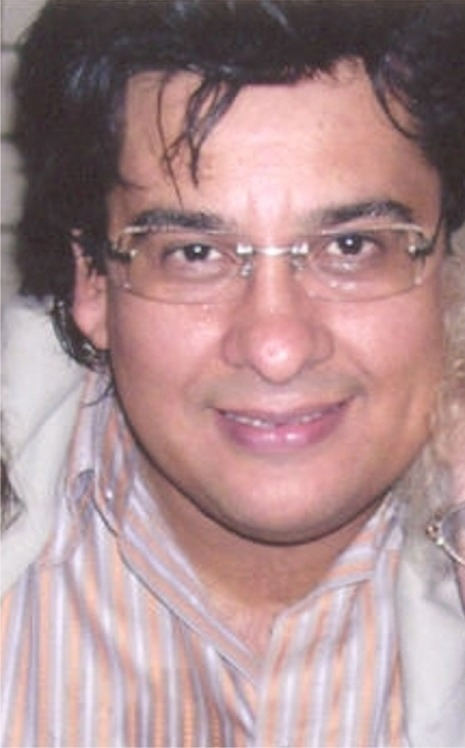
Marcelo Álvarez

  - Adam Baldwin, actor estadounidense.
  - Grant Show, actor estadounidense.
  - Robert Spencer, escritor estadounidense.
  - Amparo Torreblanca, bióloga y catedrática española.
- 28 de febrero: 
  - Luis Humberto Crosthwaite, escritor mexicano.
  - Ana Rioja Jiménez, periodista y escritora española.

### Marzo
- 1 de marzo: 
  - Pablo Bach, artista plástico y caricaturista argentino.
  - Silvina Chediek, conductora de radio y televisión, y periodista argentina.
- 2 de marzo: 
  - Jon Bon Jovi, actor y cantante estadounidense.
  - Jean-Paul Didierlaurent, escritor francés (f. 2021).
- 3 de marzo: 
  - Ana Alcolea, escritora española.
  - Daniel Badiali, sacerdote salesiano, cantautor y misionero italiano (f. 1997).
  - Jackie Joyner-Kersee, atleta estadounidense.
  - Judit Ribas Duró, filósofa, pedagoga, escritora y activista andorrana.
  - Begoña Vicario Calvo, cineasta dedicada, principalmente, a la animación y profesora universitaria.

- 4 de marzo: 

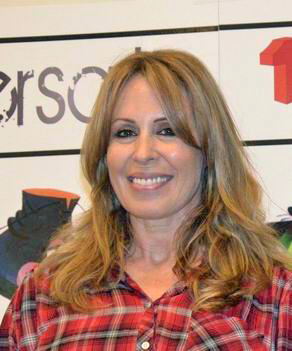
Miriam Díaz-Aroca

  - Xela Arias, escritora, poeta y traductora española en varios idiomas además de editora y profesora de gallego (f. 2003).
  - Servando Carballar, músico español.
  - Miriam Díaz-Aroca, actriz y presentadora española.
  - Cash Luna, pastor evangélico, escritor guatemalteco.
  - Servando Carballar, músico y empresario español.
- 5 de marzo: 
  - Amina Annabi, cantante y actriz franco-tunecina.
  - Simon Abkarian, actor francés de ascendencia armenia.
- 6 de marzo: 
  - Laurence Equilbey, directora francesa.
  - Ignacio Santos, periodista y presentador de televisión costarricense de origen cubano.
  - Vicente Torrijos, periodista, profesor, columnista de prensa y analista político colombiano.
- 7 de marzo: Taylor Dayne, cantante y actriz estadounidense.
- 8 de marzo: 
  - Manuel Román Fernández, docente, periodista, investigador wayuu y locutor venezolano.
  - Kim Ung-Yong, ingeniero civil y nuclear surcoreano que fue niño prodigio.
- 9 de marzo: Eduardo Accastello, político español.

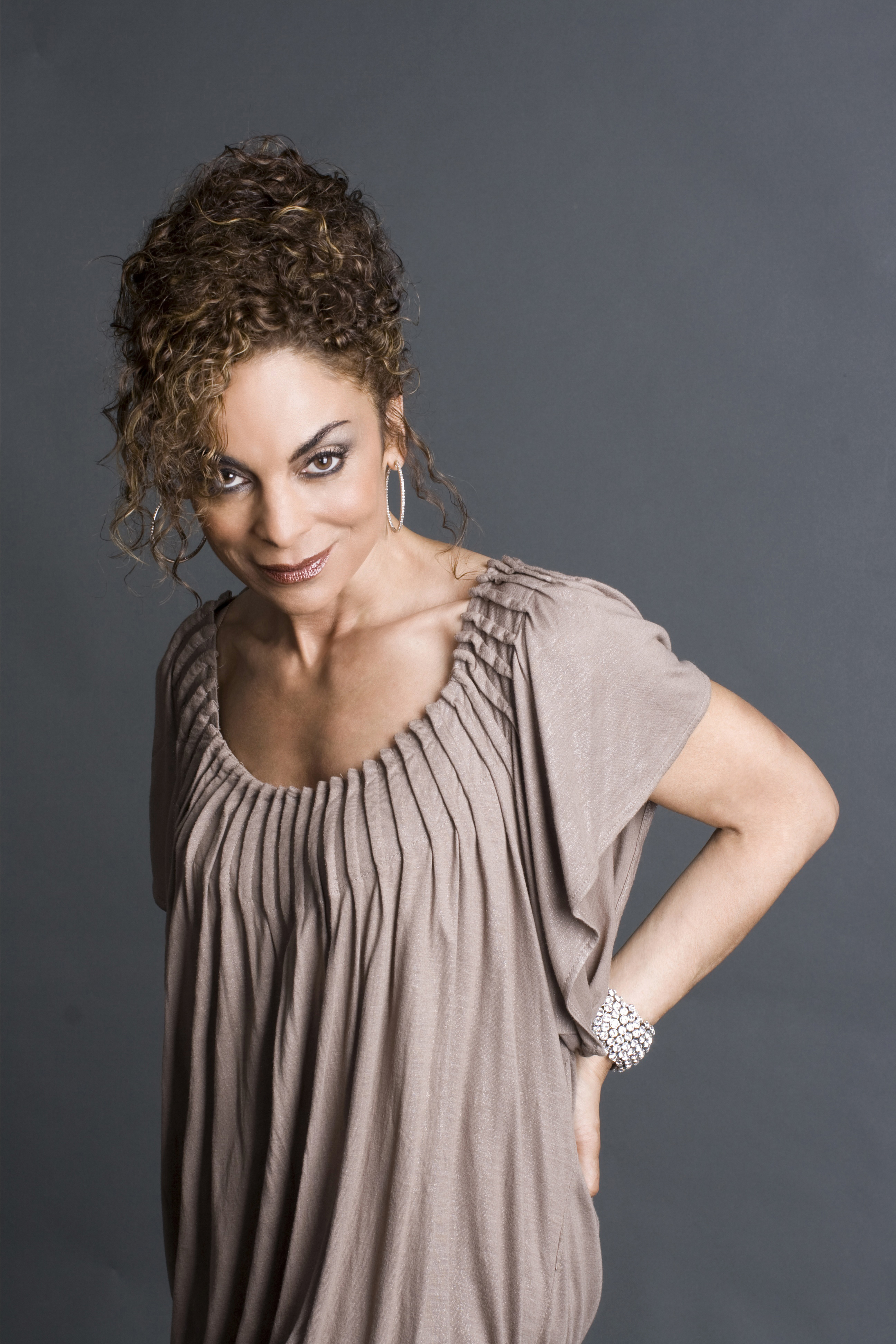
Jasmine Guy

- 10 de marzo: Jasmine Guy, actriz, directora, cantante y bailarina estadounidense.
- 11 de marzo: 
  - Mary Gauthier, cantante estadounidense.
  - Jeffrey Nordling, actor estadounidense.
- 12 de marzo: 
  - Biagio Antonacci, cantante y compositor italiano.
  - Julia Campbell, actriz estadounidense.
  - Eduardo González Calleja, historiador español.
  - Andreas Köpke, futbolista alemán.
  - Titus Welliver, actor de cine y televisión estadounidense.
- 13 de marzo: Terence Blanchard, músico de jazz estadounidense, trompetista, compositor y arreglista.
- 14 de marzo: Narumi Tsunoda, seiyū japonesa.
- 15 de marzo: 
  - Steve Coy, músico británico.
  - Luz Croxatto, actriz y guionista chilena de teatro, cine y televisión.
  - María Laura Santillán, periodista televisiva y conductora argentina.
  - Terence Trent D'Arby, cantante y compositor estadounidense.
- 16 de marzo: Patricia Echegoyen, actriz argentina.
- 17 de marzo: 
  - César Augusto Asencio, político español.
  - Esteban Arce, locutor mexicano.
  - Juana Cordero, actriz española.
  - Manuel González Ortega, compositor, productor y artista español canario.
- 18 de marzo: 
  - Stefano Allocchio, ciclista italiano.
  - Thomas Ian Griffith, actor, productor y escritor estadounidense.
- 19 de marzo: Ivan Yaremchuk, futbolista ucraniano.
- 20 de marzo: 
  - Marcos Malavia, dramaturgo, director de teatro y novelista boliviano.
  - Stephen Sommers, director y guionista estadounidense.

- 21 de marzo: 

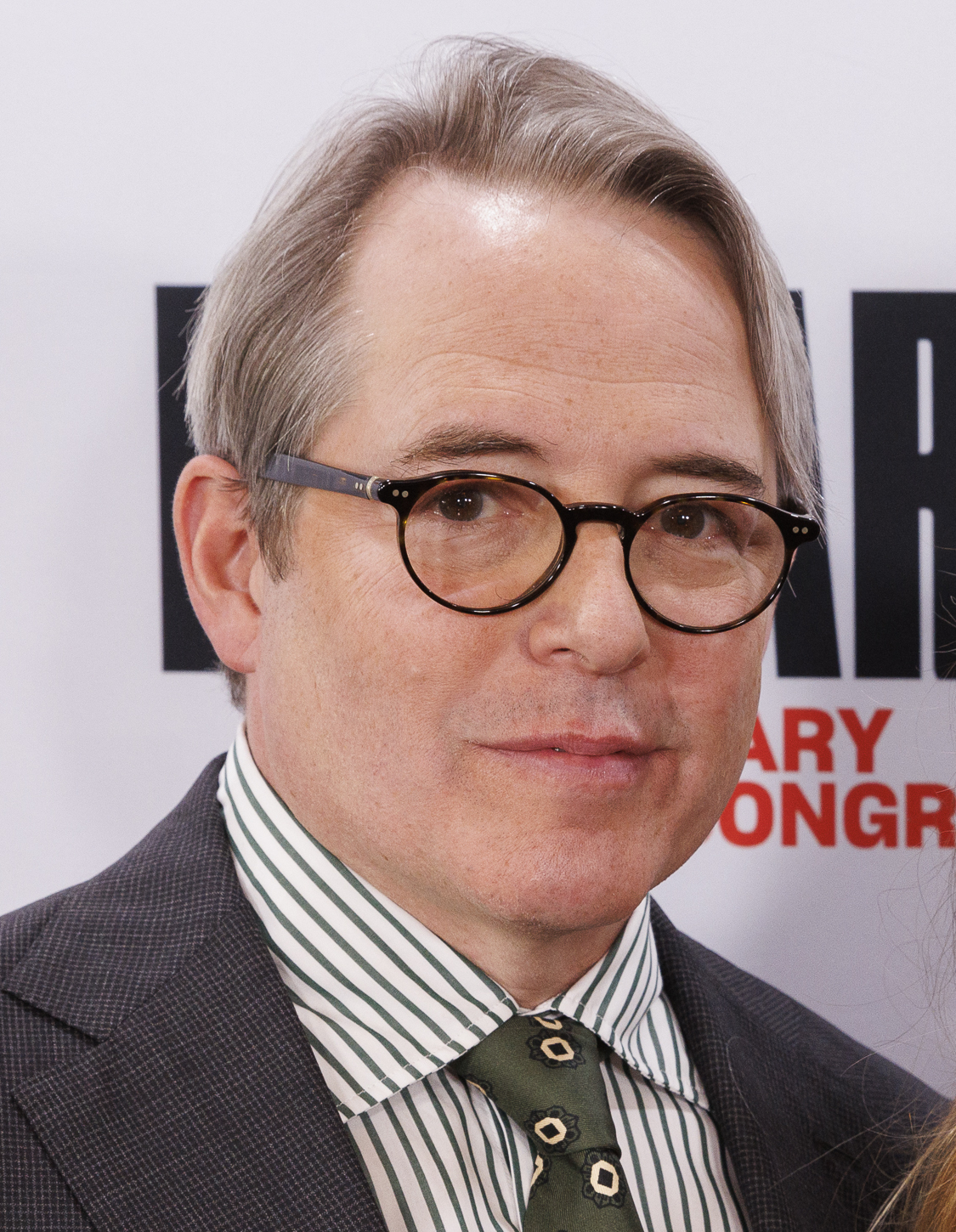
Matthew Broderick

  - María Jesús Álvarez González, política española.
  - Carmen Amezcua, novelista y actriz mexicana de televisión, cine y teatro.
  - Janet Gardner, músico y compositora estadounidense.
  - Matthew Broderick, actor estadounidense.
- 22 de marzo: Juan Aguilera, tenista español.
- 23 de marzo: 
  - Basel al-Ásad, militar sirio.
  - Dana Gelinas, poeta, editora, y traductora mexicana.
  - Daniel Guttfreund, psicólogo salvadoreño.
- 24 de marzo: 
  - María Bouzas, actriz española.
  - Jorge Riechmann, poeta, traductor, ensayista, matemático, filósofo, ecologista y doctor en ciencias políticas español.
- 25 de marzo: 
  - Eduardo Calvo, humorista argentino de teatro, cine y televisión.
  - Marcia Cross, actriz y activista estadounidense.
- 26 de marzo: 
  - Yuri Guidzenko, cosmonauta ruso de ascendencia ucraniana.
  - Kátia, cantante brasileña.
  - Paul de Leeuw, cantante, artista de cabaré y presentador de televisión neerlandés.
  - Haydée Ramírez, actriz colombiana.
  - John Stockton, jugador estadounidense de baloncesto.
  - José Vales, periodista y escritor argentino.
- 27 de marzo: 
  - Kevin J. Anderson, escritor estadounidense de ciencia ficción.
  - Carmen García de Merlo, Activista LGTBI.
  - Diego Hurtado, físico y especialista en historia de la ciencia y la tecnología argentina.
- 28 de marzo: 
  - Alexandra Billings, actriz, profesora, cantante y activista estadounidense.
  - Ruth Gates, bióloga y bióloga marina estadounidense (f. 2018).
- 29 de marzo: 
  - Santiago Feliú, cantautor cubano (f. 2014).
  - Elena Sofia Ricci, actriz italiana.
- 30 de marzo: 
  - Greg Capullo, dibujante de cómics estadounidense.
  - MC Hammer, rapero estadounidense.
- 31 de marzo: Michal Viewegh, escritor checo.

### Abril
- 1 de abril: 

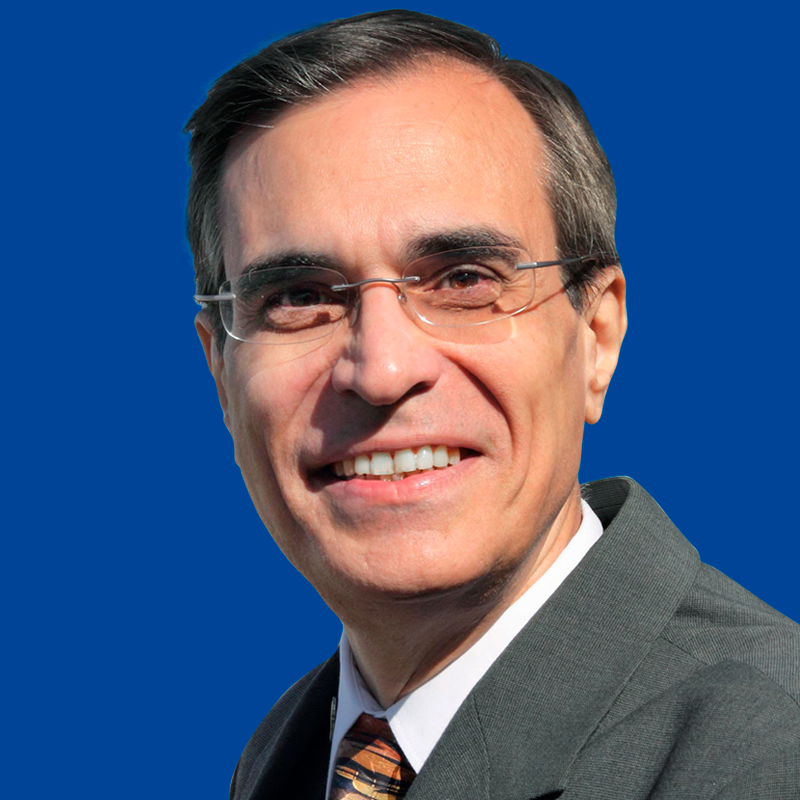
José Luis Cordeiro

  - José Luis Cordeiro, ingeniero, economista, futurista, y transhumanista hispano-venezolano.
  - Gabriela Ortigoza, escritora mexicana.
  - Paloma Sánchez-Garnica, escritora española.
  - Samboy Lim, baloncestista filipino.
- 2 de abril: 
  - Billy Dean, cantante de música country.
  - Clark Gregg, actor, guionista y director estadounidense.
  - Jorge Schellemberg, músico, compositor, cantante y docente de música popular uruguaya.
- 3 de abril: 
  - Salma Agha, actriz y cantante británica de ascendencia pakistaní e india.
  - Mike Ness, cantante estadounidense, de la banda Social Distortion.
- 4 de abril: Ava Fabian, modelo y actriz estadounidense.
- 5 de abril: 
  - Adelfa Calvo, actriz española.
  - Lana Clarkson, actriz y modelo estadounidense (f. 2003).
  - Sara Danius, crítica literaria y filósofa sueca, y una estudiosa de la literatura y la estética.
  - Milagros Paz, política venezolana.
- 6 de abril: 
  - Tomoyasu Asaoka, futbolista japonés (f. 2021).
  - Javier Cercas, escritor español.
  - Alejandra Grepi, actriz española.
- 7 de abril: Ram Gopal Varma, director, productor y guionista del cine de la India.
- 8 de abril: Izzy Stradlin, músico estadounidense, de la banda Guns N' Roses.
- 9 de abril: Víctor Mosqueira, actor español.
- 10 de abril: Iñaki Salvador, 	Músico de jazz, pianista y compositor español.
- 11 de abril: 
  - Issac Delgado, cantante cubano de salsa.
  - Claudia Olaso, artista visual uruguaya (f. 2019).
  - Maite Pérez Larumbe, poetisa española.

- 12 de abril: 

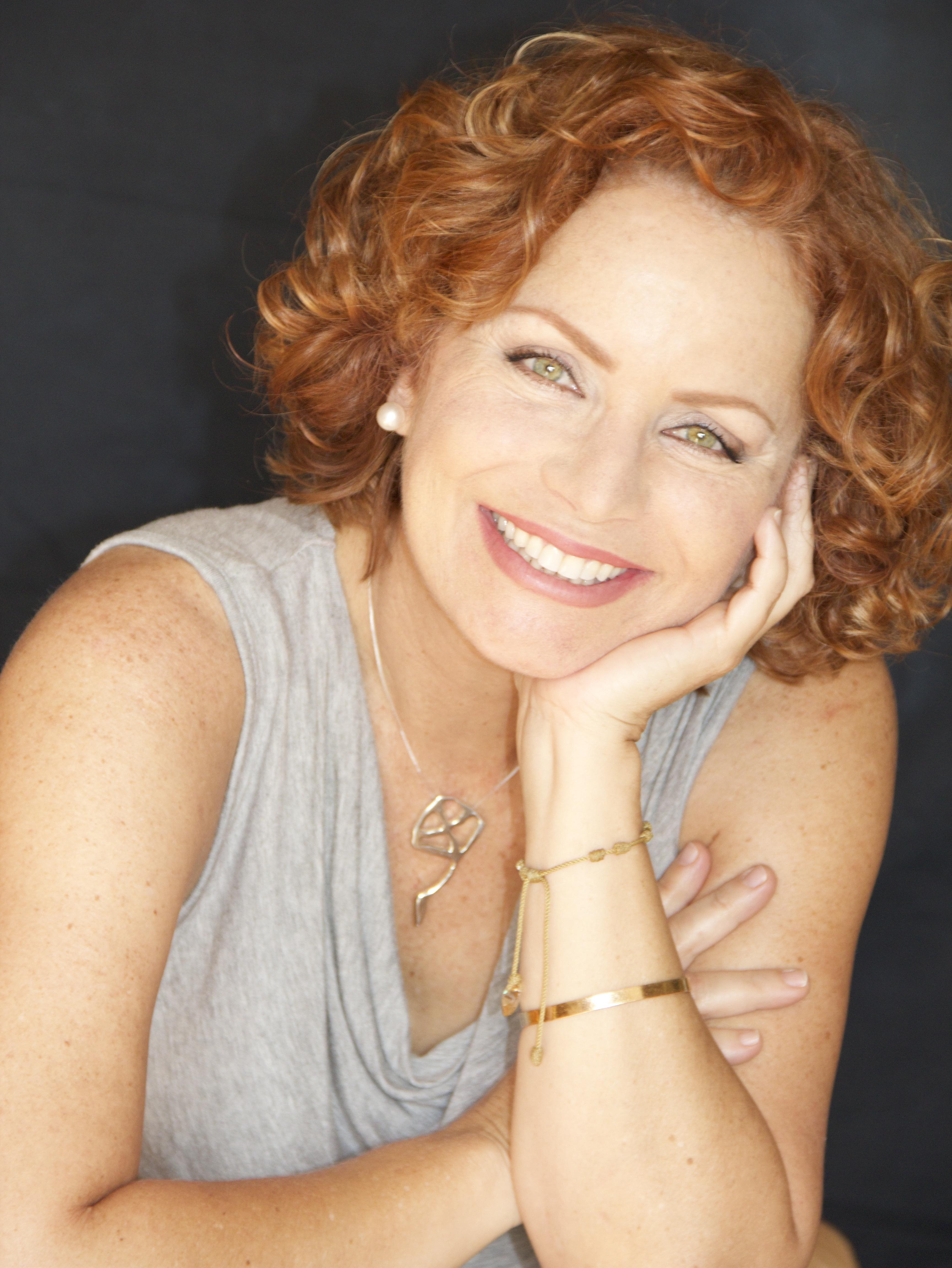
Diana Quijano

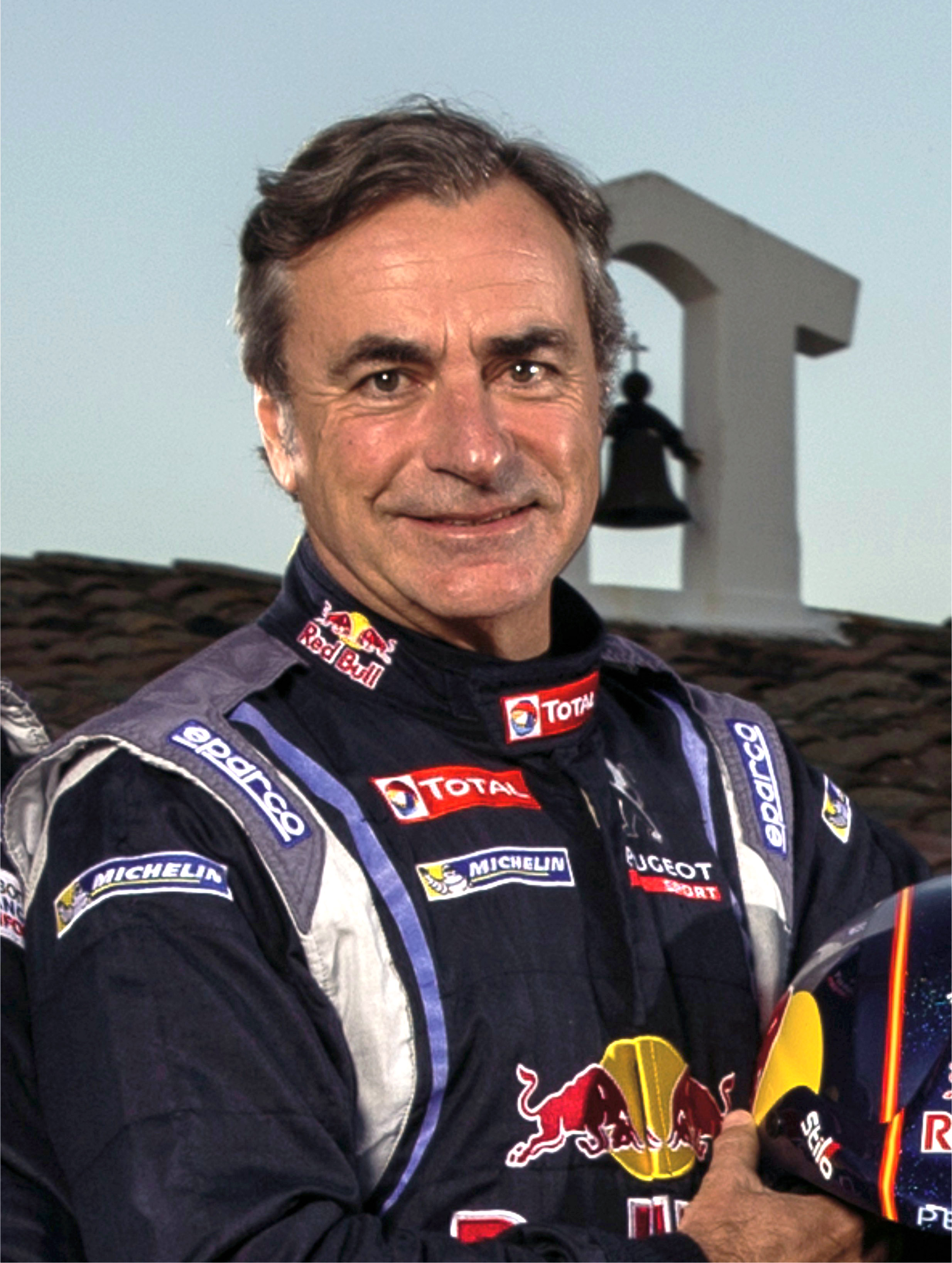
Carlos Sainz

  - Pedro Calzadilla, historiador y político venezolano.
  - Viviana Nunes, ex modelo y conductora de televisión chilena.
  - Diana Quijano, actriz, modelo, directora y guionista peruana.
  - Carlos Sainz, piloto español de rally.
- 13 de abril: 
  - Jorge Muñoz Wells, abogado y político peruano.
  - Hillel Slovak, músico estadounidense-isreali (f. 1988).
- 14 de abril: 
  - Sandra Cornejo, poeta y periodista cultural argentina.
  - Robiro Terán, ingeniero y activista venezolano (f. 2020).
- 15 de abril: 
  - Nick Kamen, cantante, compositor, músico y modelo británico (f. 2021).
  - Tom Kane, actor,productor,cineasta,guionista y actor de voz estadounidense.
  - Nawal El Moutawakel, atleta, política y directiva deportiva marroquí, especialista en 400 metros lisos.
  - Carola Reyna, actriz argentina de cine, teatro y televisión.
  - Jhon Jairo Velásquez "Popeye", ex-sicario y criminal colombiano (f. 2020).
- 16 de abril: Ian Mackaye, cantante estadounidense, de la banda Minor Threat.
- 17 de abril: Nikolái Kradin, antropólogo y arqueólogo ruso.
- 18 de abril: Jeff Dunham, ventrílocuo y comediante estadounidense.
- 19 de abril: Juan Calleros, bajista mexicano, de la banda Maná.
- 20 de abril: 
  - Anna Dubois, teórica organizativa profesora sueca.
  - Mario Míguez, poeta, pintor y traductor español (f. 2017).
- 21 de abril: 
  - Leila Ameddah, escultora y pintora argelina.
  - Ana Arzoumanian, escritora, poeta y traductora argentina.
  - Fernando Cavarozzi, conocido como Payaso Chacovachi, payaso y bufón argentino.
- 22 de abril: Aurora Arias, escritora, periodista y astróloga dominicana.
- 23 de abril: 
  - Gerardo Enciso, compositor y músico mexicano.
  - John Hannah, actor británico.
- 24 de abril: José Fernández Ríos, pintor hiperrealista y escultor español.
- 25 de abril: 
  - Alejandra Borrero, actriz colombiana.
  - Ana Corradi, política, senadora y embajadora argentina.
  - Petya Dubarova, poeta búlgara (f. 1979).
  - Mario Pons Botella, artista marcial español

- 26 de abril: 

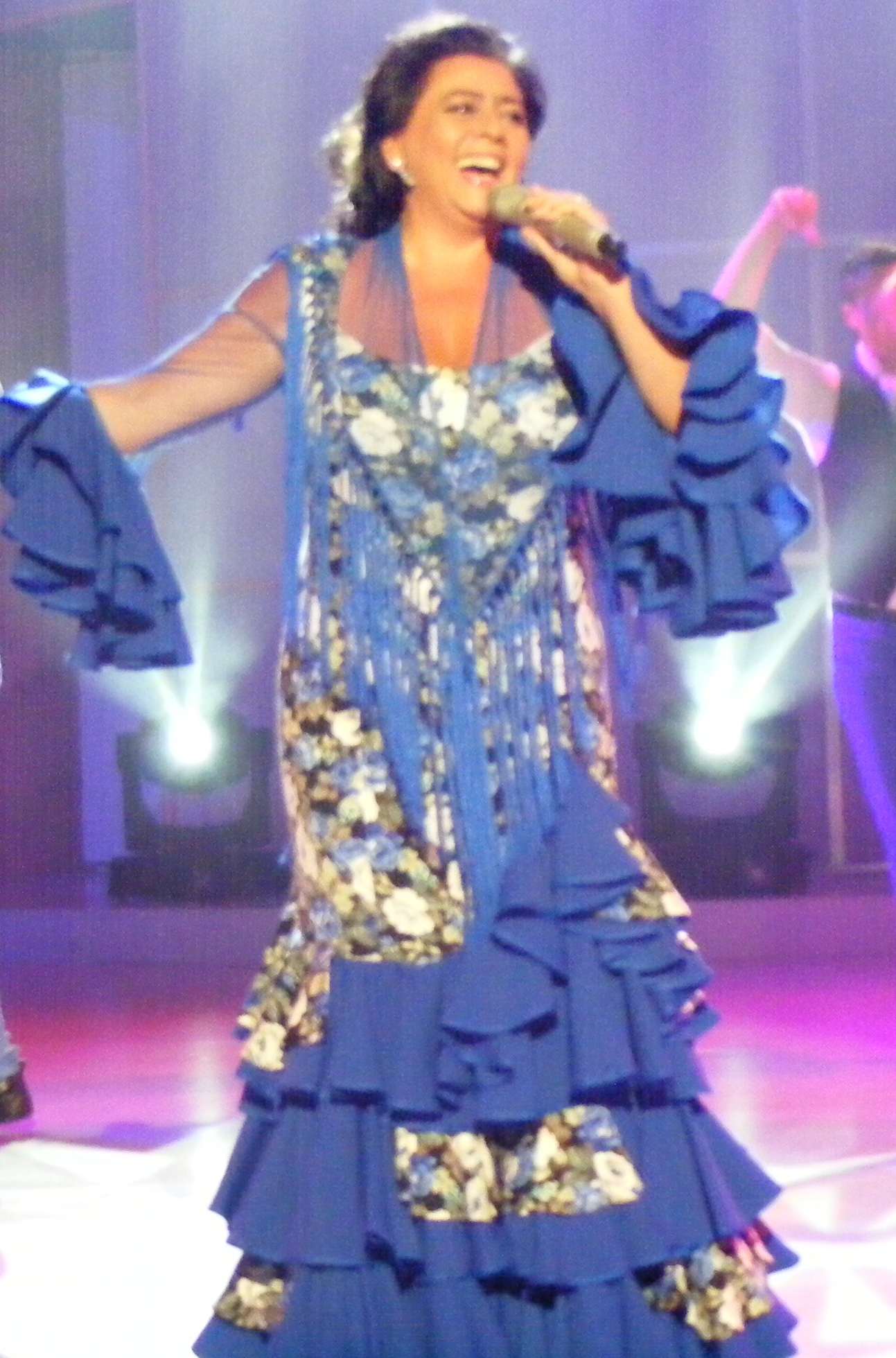
María del Monte

  - Gina Godoy, abogada y política feminista ecuatoriana.
  - Ham Hyun-gi, futbolista y entrenador surcoreano.
  - María del Monte, cantante española de sevillanas y de canción española.
  - Kōji Tsujitani, seiyū japonés (f. 2018).
  - Algis Uždavinys, filósofo y erudito lituano (f. 2010).
- 27 de abril: 
  - Edgardo Dobry, poeta, ensayista y traductor argentino.
  - Virginia Imaz Quijera, payasa española.
  - James LeGros, actor estadounidense de cine y televisión.
  - Choi Min-sik, actor surcoreano.
  - Gabriel Orozco, artista contemporáneo mexicano.
- 28 de abril: 
  - Gerbrand Bakker, escritor neerlandés.
  - Nilena Zisopulos, actriz y cantante panameña.
- 29 de abril: 
  - Antonio Onetti, guionista de cine y televisión, dramaturgo, director de escena y profesor de dramaturgia español.
  - Polly Samson, periodista y novelista británica.
- 30 de abril:
  - Carola Hornig, remera alemana.
  - Egil Johansen, futbolista noruego (f. 2023).

### Mayo
- 1 de mayo: 

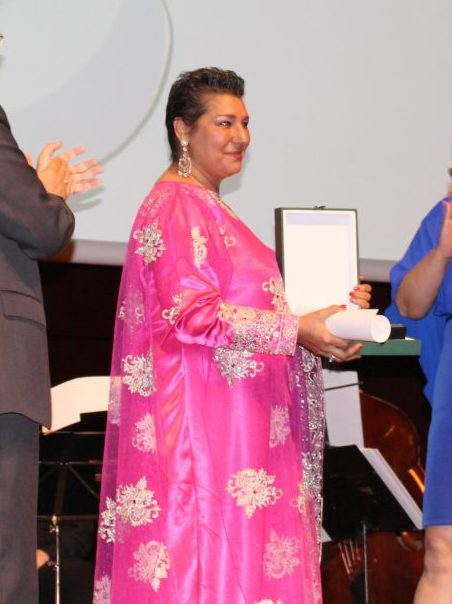
Remedios Amaya

  - Remedios Amaya, cantante española dedicada a la música flamenca.
  - Maia Morgenstern, actriz rumana de cine y teatro.
  - Georgina Rodríguez Coutiño, conocida como Geroco artista mexicana.
- 2 de mayo: 
  - Alain Johannes, músico multinstrumentalista, productor e ingeniero de sonido chileno-estadounidense.
  - Juan Namuncurá, músico y productor musical de nacionalidad argentina, nacido en Bolivia.
  - Anna Roig Serra, física española.
  - Miklós Spányi, organista, clavecinista y teclista húngaro.
- 3 de mayo: Tony Morrell, atleta británico especializado en la prueba de 1500 metros lisos.
- 4 de mayo: 
  - José Manuel Alvelo, futbolista español.
  - Antonio Brú, físico español.
  - Pedro Antonio Gutiérrez, cineasta, guionista, productor y empresario boliviano.
  - Simon Bisley, dibujante y colorista inglés.
- 5 de mayo: 
  - Maximiliano Guerra, bailarín y coreógrafo argentino.
  - Kaoru Wada, compositor japonés, productor, director de orquesta y pianista.
- 6 de mayo: Elena González, actriz española.
- 7 de mayo: Ari Telch, actor de cine y televisión mexicano.
- 8 de mayo: Fernando Jaramillo Giraldo, administrador de empresas y abogado colombiano.
- 9 de mayo: 
  - Susana Escobar actriz paraguaya.
  - Dave Gahan cantante británico, de la banda Depeche Mode.
  - Beatriz Gimeno política, activista y feminista española.
  - Ernesto Priani Saisó filósofo, profesor, humanista digital, editor digital y divulgador mexicano.

- 10 de mayo: 

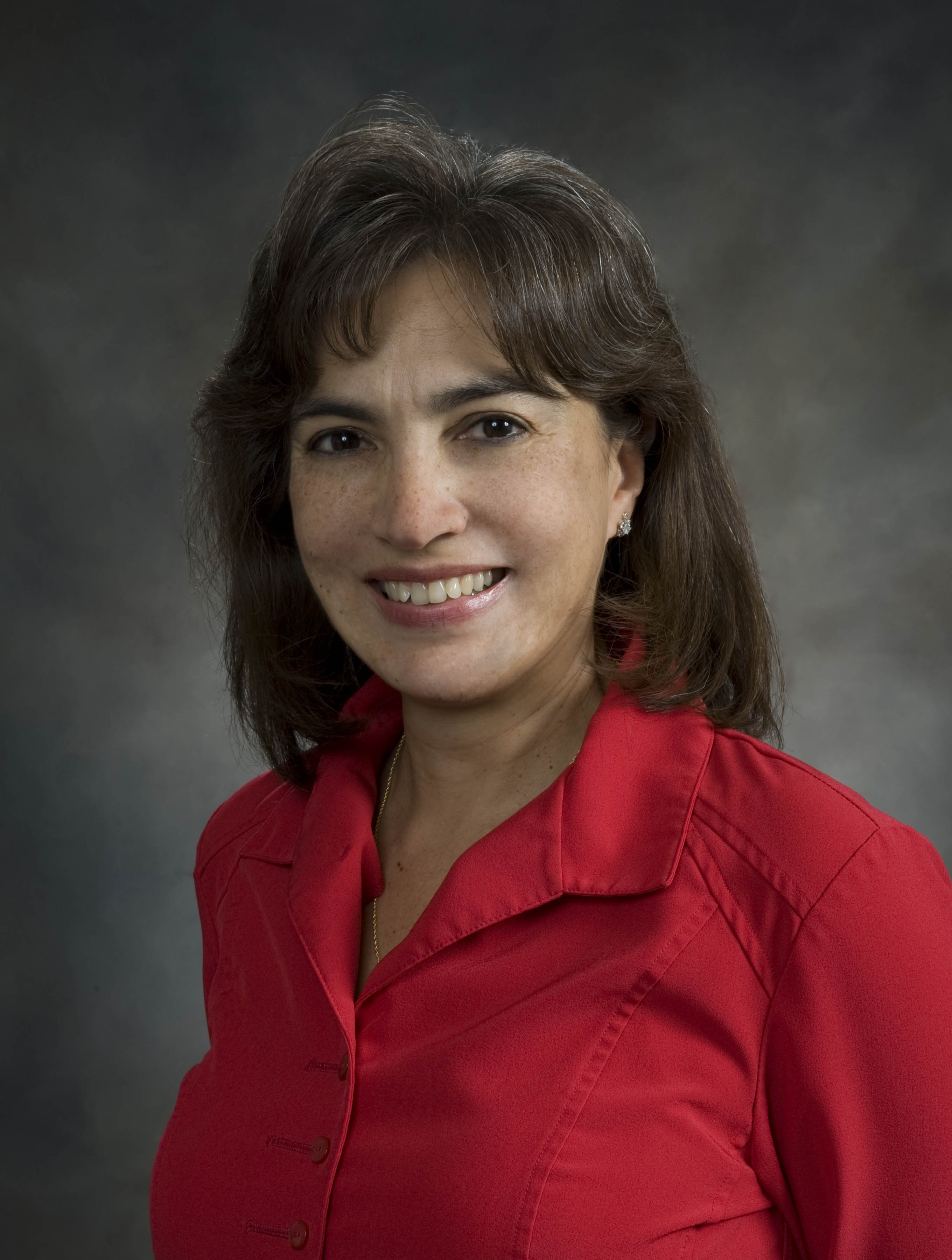
Sandra Cauffman

  - Estrella Carmona, artística plástica neofigurativa mexicana (f. 2011).
  - Sandra Cauffman, especialista en Ingeniería Eléctrica y Física costarricense.
  - Anvar Chingizoglu, historiador, etnólogo y genealogista azerbaiyano (f. 2022).
  - Ángel Mateo Charris, pintor español.
  - Gao Sheng, futbolista y entrenador chino.
- 11 de mayo: 
  - Emmanuelle Haïm, clavecinista y directora de orquesta.
  - Amir Hamed, escritor, editor, traductor y músico uruguayo de ascendencia siria (f. 2017).
- 12 de mayo: 
  - Emilio Estévez, actor, director y guionista estadounidense.
  - April Grace, actriz estadounidense.
  - Brett Gurewitz, guitarrista estadounidense, de la banda Bad Religion.
  - Einar Arnaldur Melax, cantante y músico islandés.

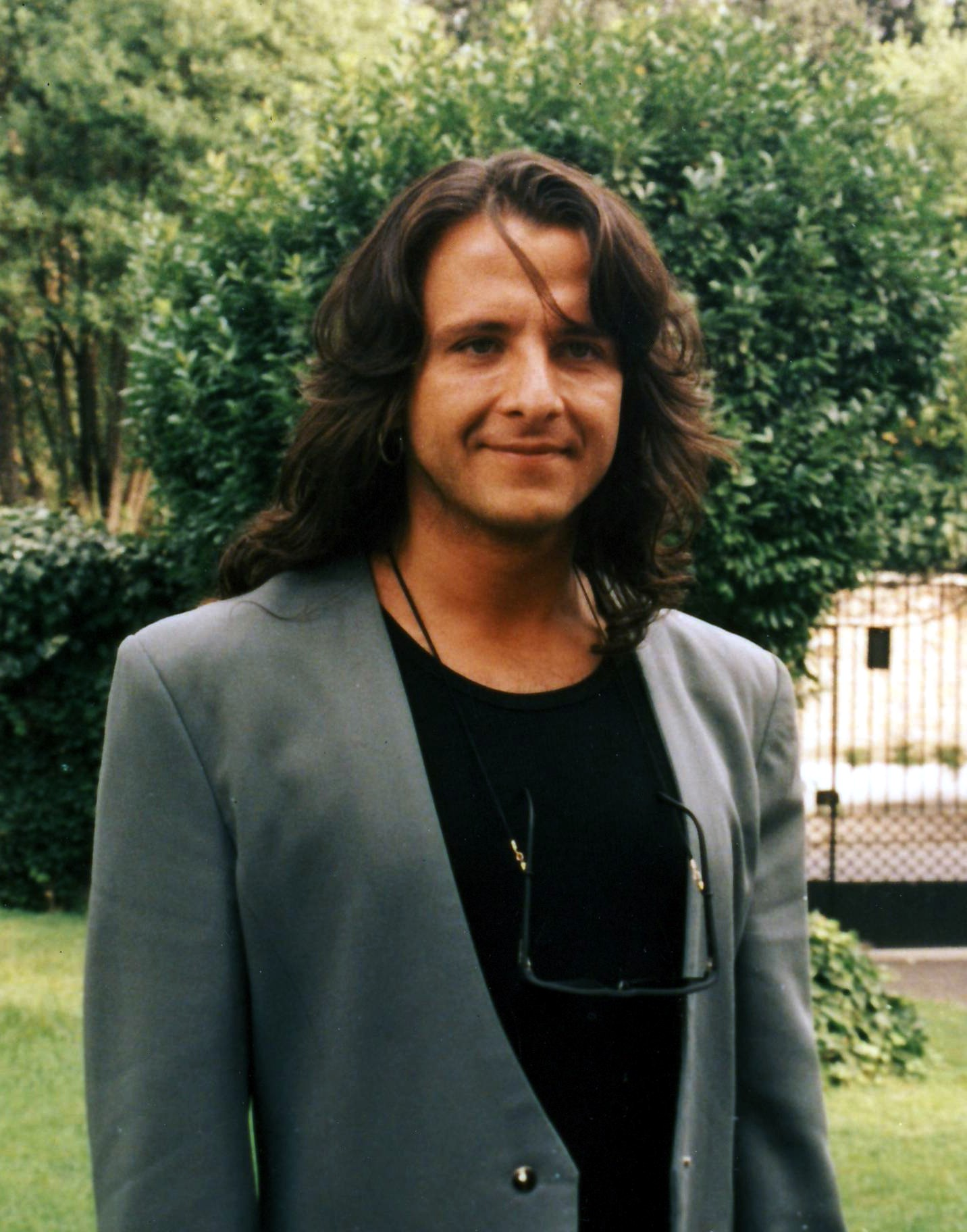
Eduardo Palomo

- 13 de mayo: Eduardo Palomo, actor y cantante mexicano (f. 2003).

- 14 de mayo: 

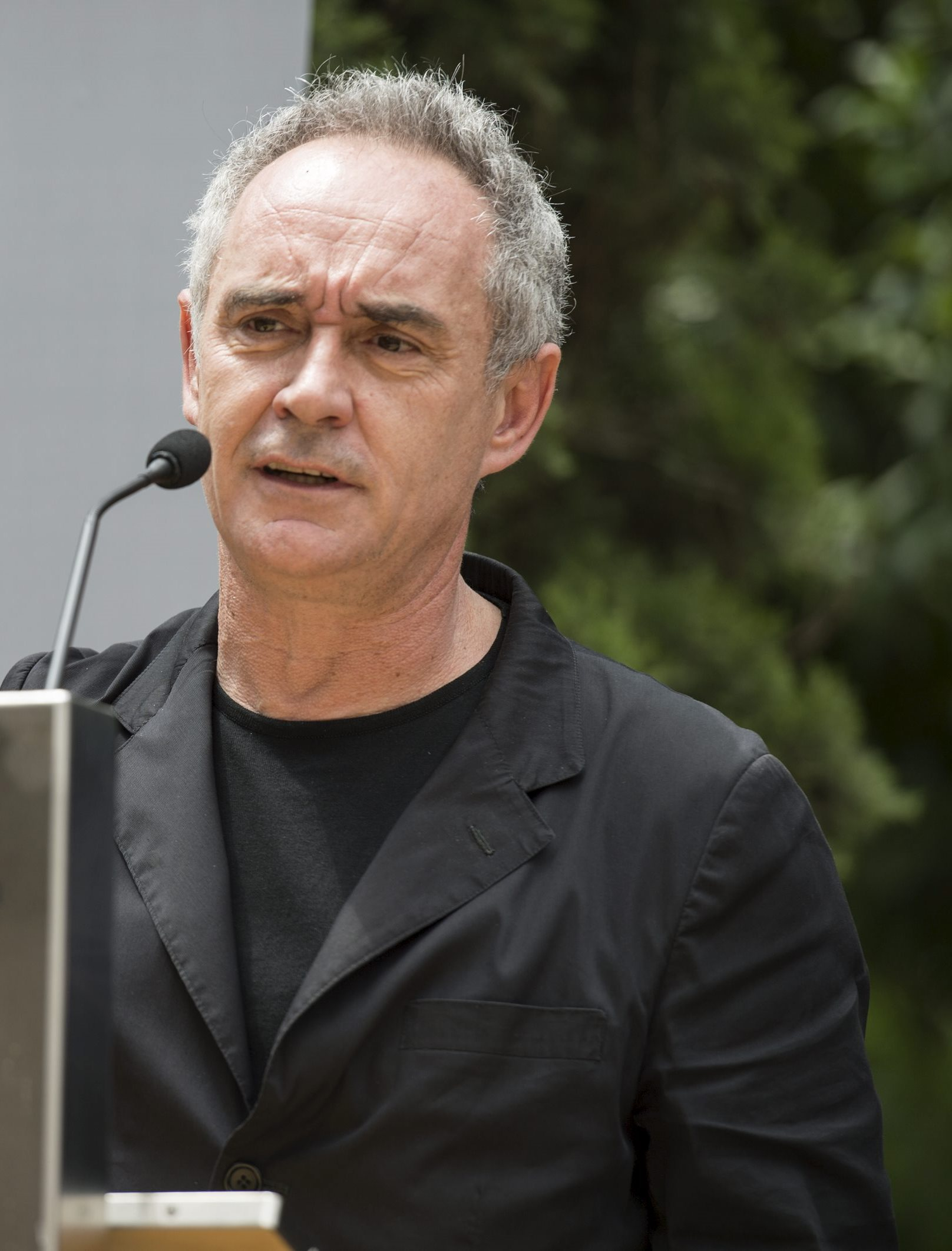
Ferran Adrià

  - Ferran Adrià Acosta, cocinero español.
  - Ian Astbury, cantante, músico de rock y actor británico.
  - C.C. DeVille, guitarrista estadounidense, de la banda Poison.
  - Andrea Forti, baloncestista italiano.
  - Danny Huston, actor y cineasta estadounidense.
  - Kiara, cantante, actriz y abogada venezolana.
- 15 de mayo: 
  - Rod Lurie, director de cine, guionista y ex-crítico de cine israelí-estadounidense.
  - Lorenzo Peirano, escritor y poeta chileno.
  - Toni Segarra, publicista español.
- 16 de mayo: 
  - Nuria González, actriz y presentadora de televisión española.
  - Roberto Robe Iniesta, cantante y guitarrista español, de la banda Extremoduro.

- 17 de mayo: 
  - Arturo Peniche, actor mexicano.

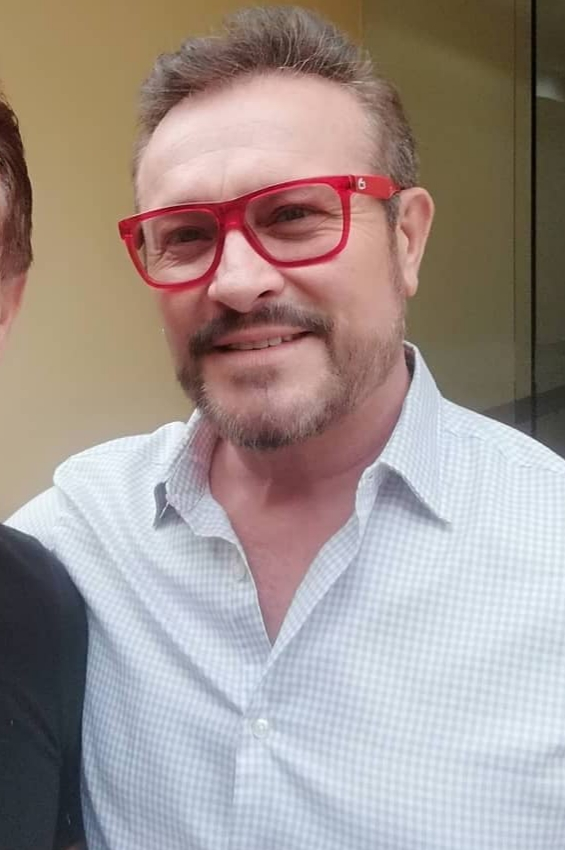
Arturo Peniche

  - Aglaja Veteranyi, actriz y escritora suiza de origen rumano (f. 2002).
- 18 de mayo: 
  - Gabriela Bustelo, escritora y traductora española.
  - Gustavo Escanlar, escritor, periodista y columnista uruguayo (f. 2010).
  - Nanne Grönvall, cantante y compositora sueca.
  - Sandra, cantante alemana.

- 19 de mayo: 

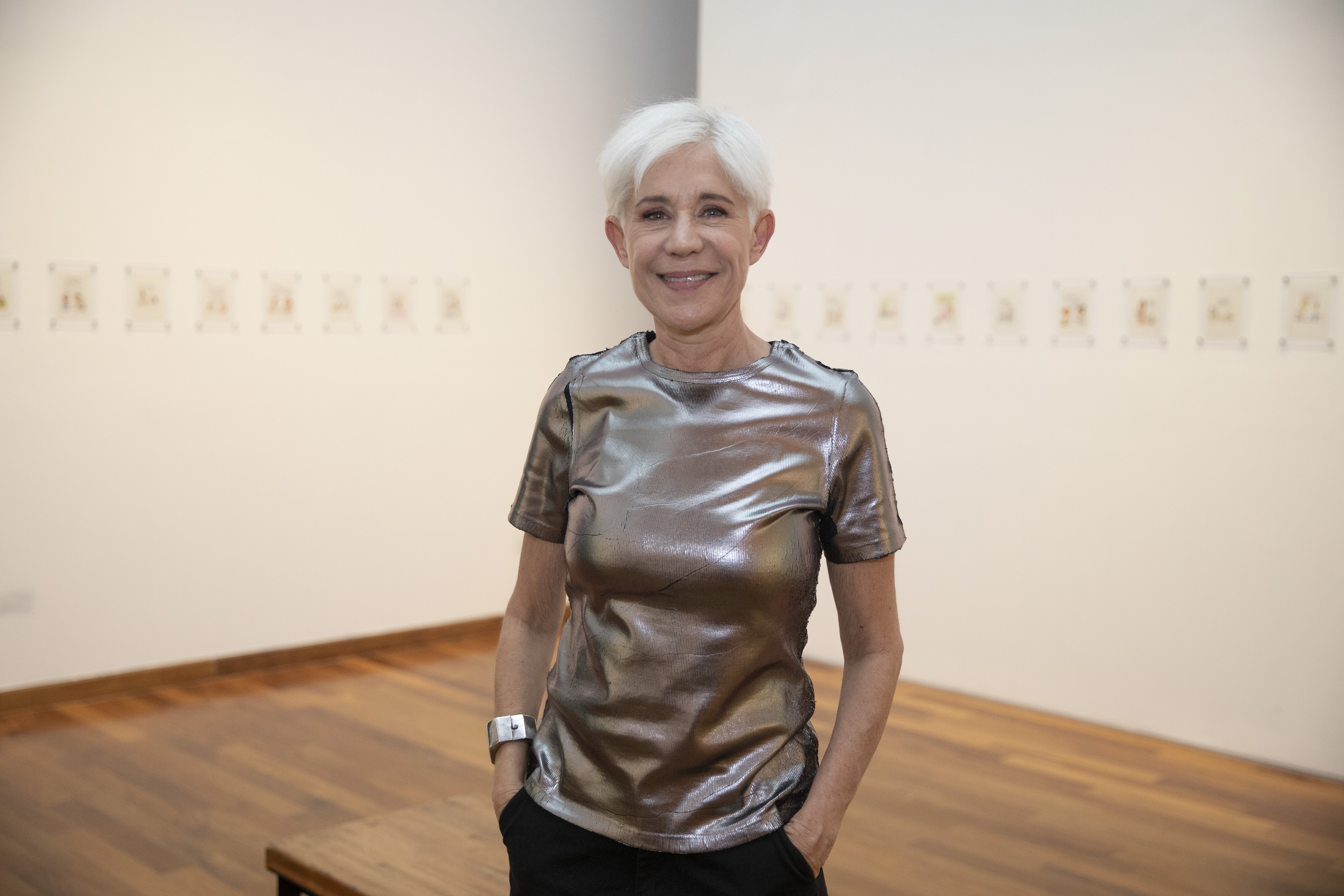
Maitena

  - Maitena, es una historietista argentina.
  - Marcos Witt, pastor cristiano y cantautor mexicano.
- 20 de mayo: 
  - Aleksandr Dediushko, actor de televisión ruso (f. 2007).
  - Christiane F., actriz, escritora y músico alemana.
  - Richard Lawrence Taylor, matemático británico.
- 21 de mayo: 
  - Javier de la Cueva, abogado español especializado en tecnología e Internet.
  - Javier García Campayo, psiquiatra e investigador español.
- 22 de mayo: Brian Pillman, Luchador Professional, y Jugador de fútbol americano (f. 1997).
- 23 de mayo: Andrea Álvarez, baterista, percusionista, cantante y compositora argentina.
- 24 de mayo: 
  - Héctor Camacho, boxeador puertorriqueño (f. 2012).
  - Lucrecia Maldonado, escritura y educadora ecuatoriana.
  - Gene Anthony Ray, bailarín y actor estadounidense (f. 2003).
  - Crisanto Vargas, actor y humorista colombiano.
- 25 de mayo: 
  - Ina Forrest, atleta de curling en silla de ruedas canadiense.
  - Anders Johansson, baterista sueco.
- 26 de mayo: 
  - Bobcat Goldthwait, actor estadounidense, cómico, guionista y director.
  - Tarsem Singh, director indio.
  - Krzysztof Warlikowski, director de teatro polaco.
- 27 de mayo: 
  - Marcelino Bernal, futbolista mexicano.
  - Steven Brill, actor y director estadounidense.
  - Irene Llano, cantante y actriz chilena.
- 28 de mayo: 
  - José Manrique, compositor se música español.
  - Bartolomé Seguí, dibujante de historieta, ilustrador y editor español.
  - James Michael Tyler, actor estadounidense.
- 30 de mayo: 
  - Pia Juul, poetisa, escritora y traductora danesa.
  - Silvia Pérez, periodista, autora, comunicadora y columnista uruguaya.

- 31 de mayo: 

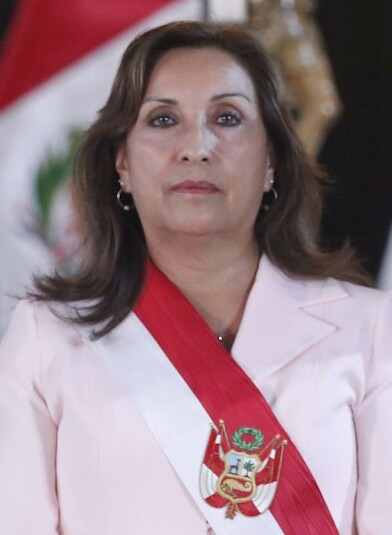
Dina Boluarte

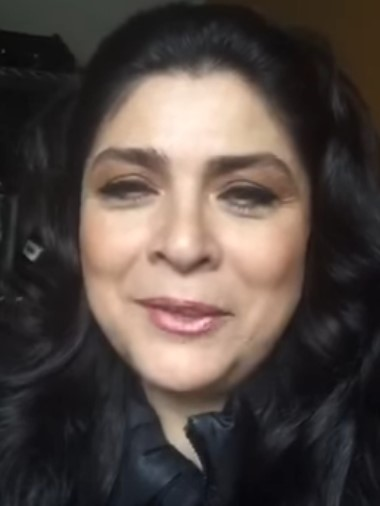
Victoria Ruffo

  - Dina Boluarte, política y abogada peruana, Act. Presidenta de Perú desde 2022.
  - Corey Hart, cantautor canadiense.
  - Noriko Hidaka, seiyū japonesa.
  - He Zhi Wen, conocido como Juanito, jugador español de tenis de mesa de origen chino.
  - Victoria Ruffo, actriz mexicana.

### Junio
- 1 de junio: 
  - Ana de Alvear, artista española de arte contemporáneo y gestora cultural.
  - Paca La Piraña, vedette y actriz española.
  - Wilmer Ramírez, actor y humorista venezolano.
- 2 de junio: Hatem Ali, actor, director y guionista de cine y televisión sirio.
- 3 de junio: 
  - Ariel Abadi, actor argentino.
  - Juan Sebastián Gutiérrez , más conocido como Juanse, cantautor y músico argentino.
- 4 de junio: Trinidad Jiménez, política española.
- 5 de junio: 
  - Milton Cortez, cantautor y actor boliviano.
  - Federico De Robertis, músico, productor y compositor contemporáneo italiano.
  - Jeff Garlin, actor, humorista, director, productor y escritor estadounidense.
  - Fedra López, actriz y modelo argentina nacionalizada venezolana.

- 6 de junio:

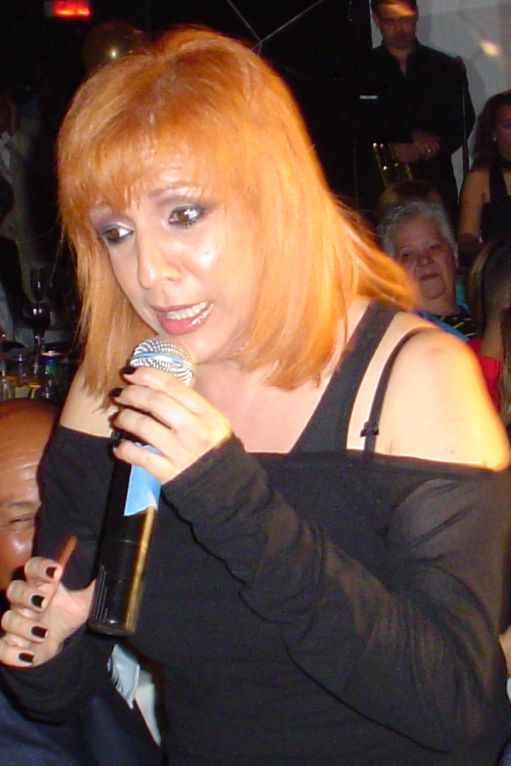
Albita Rodríguez

  - Helena Eriksson, escritora, traductora y poetisa sueca.
  - Albita Rodríguez, cantante, compositora y música cubana.
- 7 de junio: Lance Reddick, actor estadounidense.
- 8 de junio: 
  - Nino Haratischwili, escritora georgiana.
  - Steve Mann, inventor, profesor universitario, informático teórico, ingeniero y escritor canadiense.
- 9 de junio: 
  - Paul Beatty, escritor estadounidense y profesor universitario de redacción.
  - Silvia Cuevas Morales, escritora, periodista y traductora chileno-australiana.
  - Félix Antequera, fotógrafo y actor cubano.
- 10 de junio: 
  - Akie Abe, dj de radio y activista japonesa.
  - Gina Gershon, actriz estadounidense.
  - Tzi Ma, actor hongkonés.
  - Fernando Olmeda, periodista español.

- 11 de junio: 

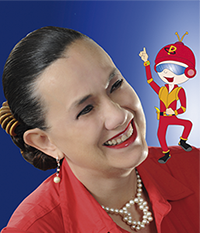
Verónica Bonilla

  - Álvaro Bultó, presentador de televisión, deportista de riesgo y paracaidista español (f. 2013).
  - Verónica Bonilla, escritora de libros infantiles, ilustradora y diseñadora gráfica ecuatoriana.
  - Toshihiko Seki, actor de voz japonés.
- 12 de junio: 
  - Matilde Asensi, periodista y escritora española.
  - Kevin Lima, periodista y escritora española.
  - Jordan Peterson, psicólogo clínico, intelectual, crítico cultural y profesor de psicología canadiense.
  - Antonio Vidal-Puig, médico y científico español.
- 13 de junio: 
  - Estrella Laurta, dramaturga, escritora y directora de teatro uruguaya.
  - Ally Sheedy, actriz estadounidense.
- 14 de junio: Lourdes Sánchez Bacarlet, actriz y directora de teatro mexicana.
- 15 de junio: 
  - Marisa Carreras, actriz de cine, teatro y televisión, productora y directora argentina.
  - Ciudadano García, periodista y locutor de radio español.
  - Luis Otero, locutor y presentador de televisión argentino.
- 16 de junio: 
  - Carmen Hornillos, periodista española (f. 2014).
  - Luis Fernando Herrera, exfutbolista y entrenador de fútbol colombiano.
  - Femi Kuti, cantante nigeriano.
  - Esteban Ríos Cruz, poeta y profesor binnizá mexicano.
  - Arnold Vosloo, actor sudafricano.
- 17 de junio: 
  - Ada Ferrer, historiadora cubano-estadounidense.
  - Marisol González Felip, poetisa española en lengua valenciana.
  - Vanda Maria Ribeiro Furtado Tavares de Vasconcelos , conocida como Lio, cantante y actriz luso-belga.
  - Renzo Teflón, músico uruguayo.

- 18 de junio: 

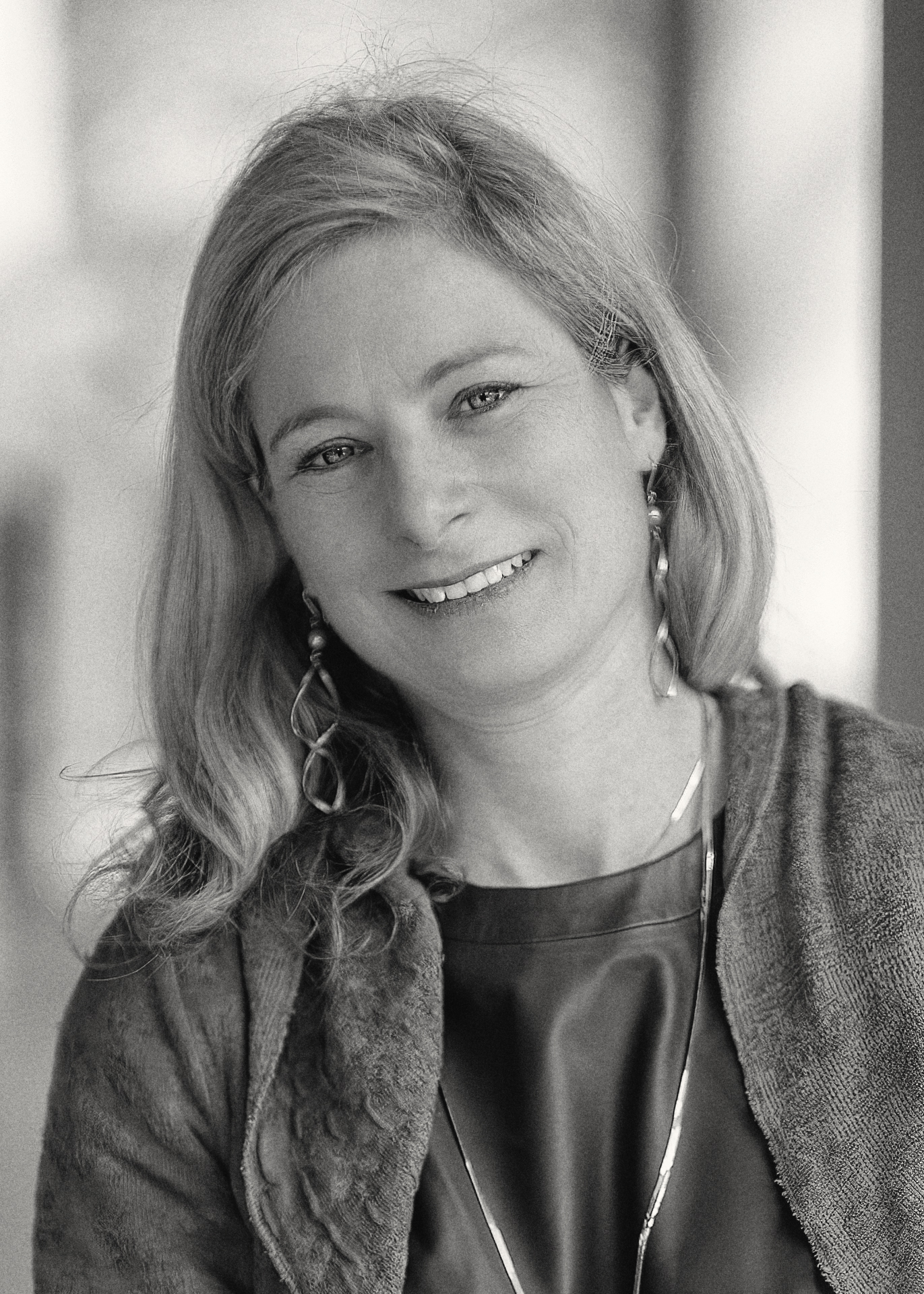
Lisa Randall

  - Lino Braxe, actor, director de teatro y escritor español.
  - Luis M. Chiappe, paleontólogo argentino.
  - Lisa Randall, física teórica estadounidense.
- 19 de junio: 
  - Paula Abdul, cantante, actriz y coreógrafa estadounidense.
  - Norah Suárez, actriz y humorista venezolana.
- 20 de junio: 
  - Janie Dee, cantante, bailarina y actriz inglesa de teatro, cine, televisión y radio.
  - Edgardo Esteban, periodista, escritor, guionista argentino.
- 21 de junio: 
  - Christopher Domínguez Michael, crítico literario mexicano.
  - Víktor Tsoi, cantante soviético (f. 1990).

- 22 de junio: 

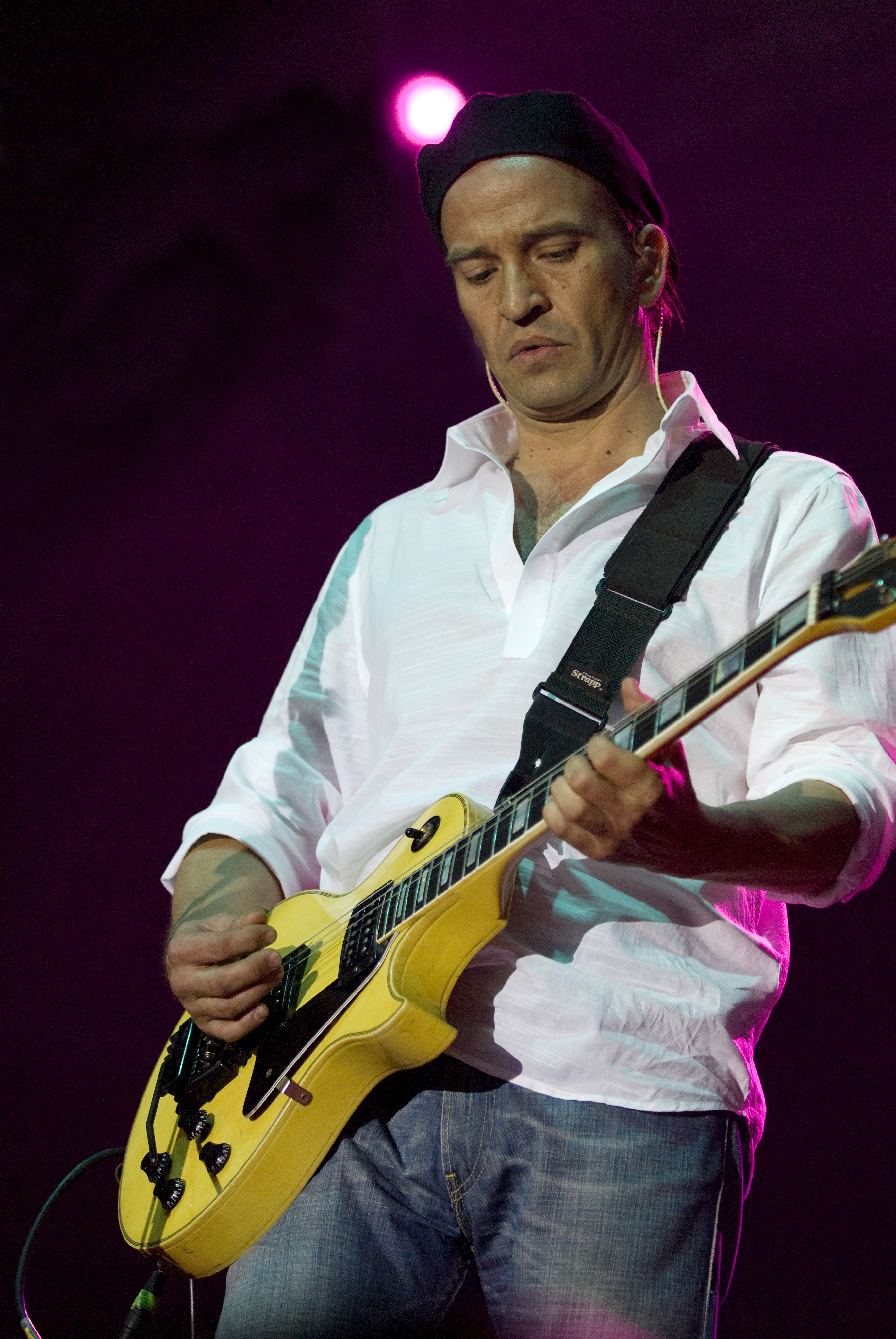
Álvaro Urquijo

  - Stephen Chow, actor y director hongkonés.
  - Clyde Drexler, jugador estadounidense de baloncesto.
  - Andreas Frege, más conocido como Campino un cantante, compositor y actor alemán.
  - Nicholas Lea, actor canadiense.
  - Luis Miguel Sánchez Tostado, escritor, criminólogo y guionista español.
  - Álvaro Urquijo, compositor, cantante y guitarrista español.
- 23 de junio: 
  - Lesley Barber, compositora canadiense de música para películas, teatro, cámara y ensamble orquestal y es también directora, pianista, productora, y multiinstrumentista.
  - Chuck Billy, cantante estadounidense.
- 24 de junio: 
  - Norma Alicia Moreno Figueroa, periodista mexicana (f. 1986).
  - Claudia Sheinbaum, política, académica y científica mexicana.
- 25 de junio: 
  - Ricardo Iorio, bajista y cantante de heavy metal argentino, fundador de V8, Hermética y Almafuerte
  - Claudia Montero, compositora musical argentina.
- 26 de junio:
  - Mauro Calderón, tenor mexicano.
  - Ismaël Ferroukhi,director de cine y guionista franco-marroquí.
  - Luis Humberto Gómez Gallo, ingeniero y político colombiano (f. 2013).
  - José Ignacio Lapido, cantante español.
  - Pedro Rebollo Soria, actor, dramaturgo, director y crítico de teatro español (f. 2021).

- 27 de junio: 

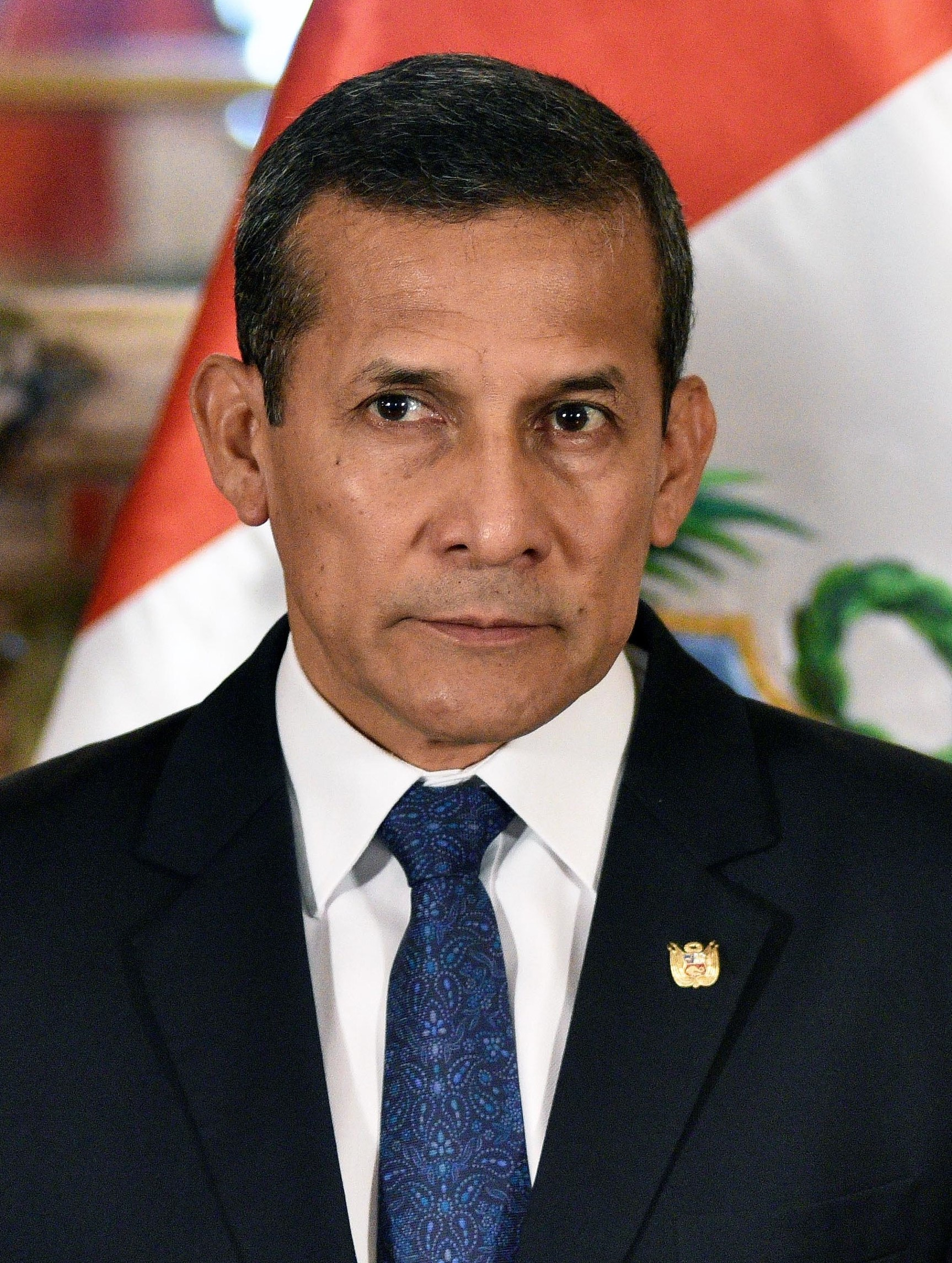
Ollanta Humala

  - Michael Ball, actor y cantante británico.
  - Adrián Chávez, futbolista mexicano.
  - Ollanta Humala, militar retirado y político peruano, presidente del Perú entre 2011 y 2016.
  - Tony Leung Chiu-wai, actor hongkonés.
- 28 de junio: Anișoara Cușmir-Stanciu, atleta rumana especialista en salto de longitud.
- 29 de junio: 
  - Mario Castañeda, actor de doblaje, director y locutor mexicano.
  - Amanda Donohoe, actriz británica de cine y televisión.
  - Greg Hetson, cantante estadounidense, de la banda Bad Religion.
  - Joan Laporta, abogado y dirigente de fútbol español.
  - Gervasio Posadas Mañe, escritor, formador y gestor cultural de origen uruguayo y residente en España.
- 30 de junio: 
  - Predrag Bjelac, actor serbio.
  - Deirdre Lovejoy, actriz estadounidense.

### Julio
- 1 de julio: Andre Braugher, actor estadounidense.
- 2 de julio: Roberto Blades, cantante panameño, hermano de Rubén Blades.

- 3 de julio: 
  - Tom Cruise, actor estadounidense.

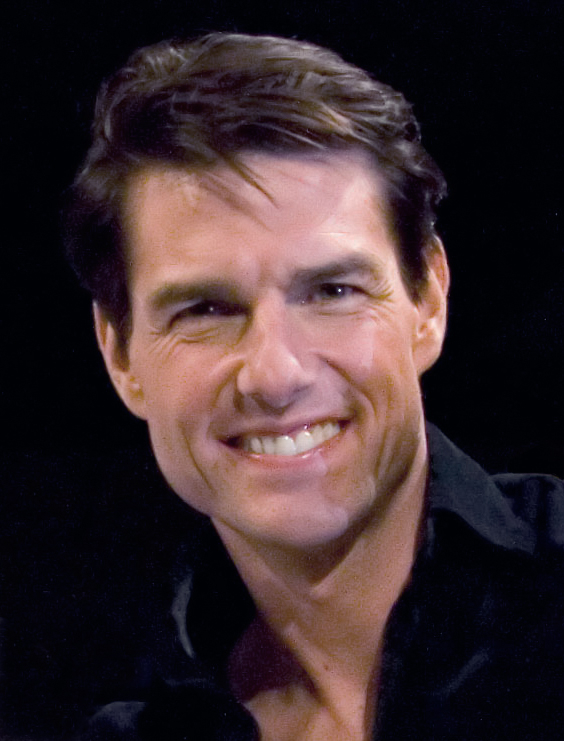
Tom Cruise

  - Thomas Gibson, actor y director estadounidense.
  - Andrés Felipe Martínez, actor colombiano.
- 4 de julio: Niermala Badrising, diplomática y política surinamesa.
- 5 de julio: Robert Fernández, futbolista y entrenador español.
- 6 de julio: 
  - Natalia Dicenta, cantante española.
  - Helmut Ditsch, artista plástico argentino contemporáneo.
  - Daniel Enz, periodista argentino.
- 7 de julio: 
  - Josef Aschbacher, astrónomo y ejecutivo austriaco.
  - Luigi Caffarelli, futbolista italiano.
  - Akiva Goldsman, escritor, guionista, director y productor de cine y televisión estadounidense.
  - Claudio Moreno, bailarín, actor, comediante y empresario chileno.
- 8 de julio: 
  - Sr. González, artista reconocido en el rock mexicano.
  - Joan Osborne, cantante estadounidense.
- 10 de julio: Alejandro Bettinotti, documentalista, cantautor, compositor y pianista argentino (f. 2022).
- 11 de julio: 
  - Margarita Correa Ochoa, artista colombiana.
  - Mary Rogers, periodista, escritora, locutora radial y de televisión chilena.
  - Juanma Suárez, cantante y bajista español, de la banda Eskorbuto.

- 12 de julio: 

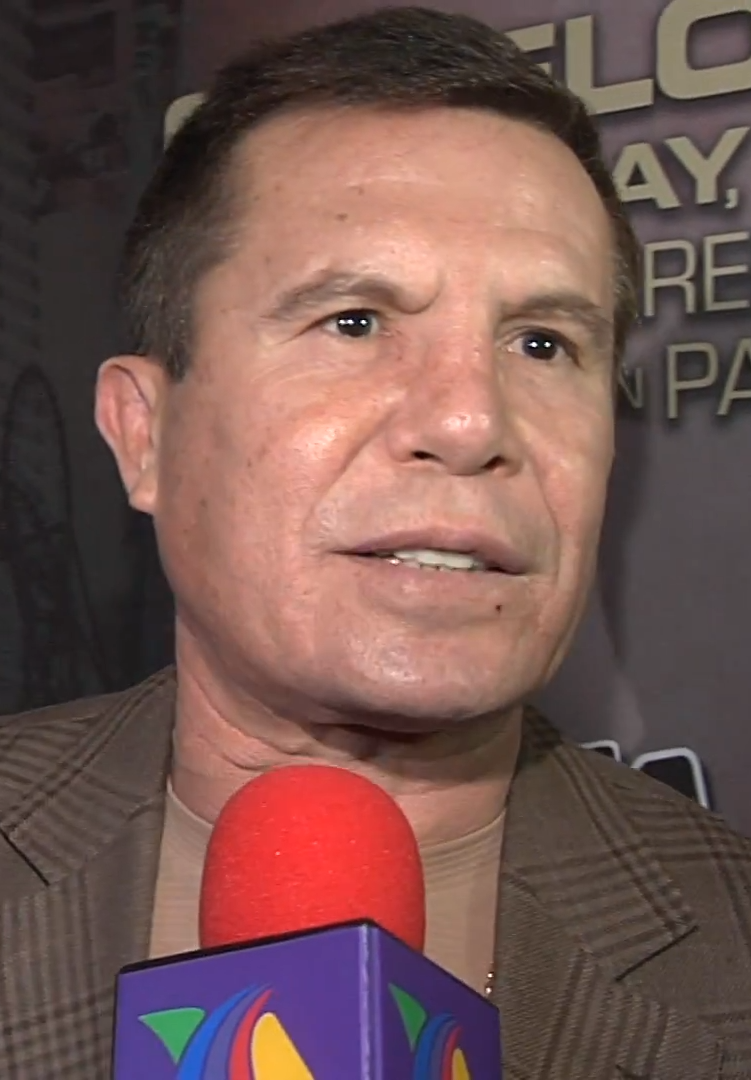
Julio César Chávez

  - Julio César Chávez, boxeador mexicano profesional.
  - Esperanza Silva, actriz, directora teatral y dirigente sindical chilena.
- 13 de julio:
  - Michael Jace, actor estadounidense.
  - Tom Kenny, actor estadounidense.
  - Andoni Ortuzar, periodista y político español.
  - Susana Prieto, guionista y escritora española.
- 14 de julio: 
  - Blagoja Kitanovski, futbolista macedonio.
  - Ignasi Terraza, pianista de jazz.
  - Vilard Normcharoen, futbolista tailandés (f. 2014).
- 15 de julio: Kim Wyman, política estadounidense.
- 16 de julio: 
  - Sandra Guida, actriz, cantante y bailarina profesional argentina.
  - Uwe Hohn, atleta alemán especializado en lanzamiento de jabalina.
  - Marina Stavenhagen, guionista, escritora y directora de cine mexicana.
- 17 de julio: 
  - Glenn Howard, jugador de curling canadiense.
  - Iván, cantante español.
  - Alejandra Maldonado, actriz mexicana.
- 18 de julio: Jack Irons, músico baterista de rock estadounidense.

- 19 de julio: 

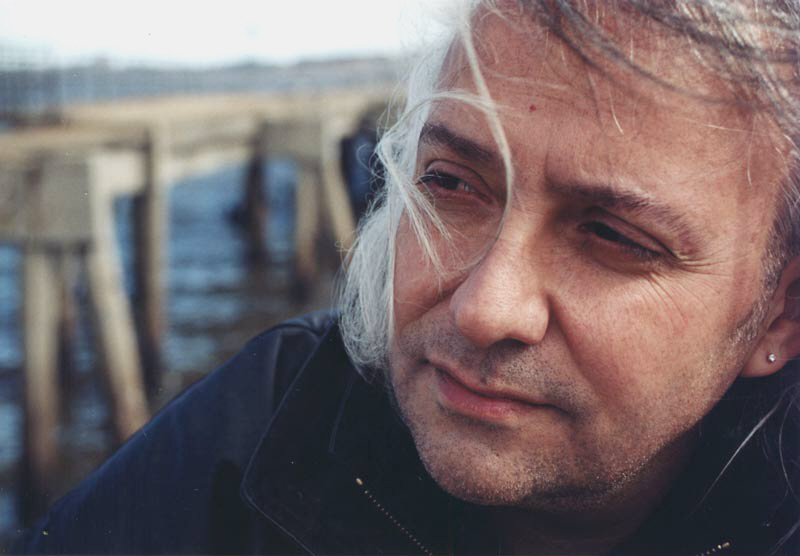
Walter Bordoni

  - Walter Bordoni,  compositor, cantante, pianista y guitarrista de música popular uruguayo.
  - Anthony Edwards, actor y director estadounidense.
  - María La Ribot, bailarina, coreógrafa y artista visual española.
  - Jesús Suárez Chourio, militar y político venezolano.
  - Manuel Vilas, poeta y escritor español.

- 20 de julio: 

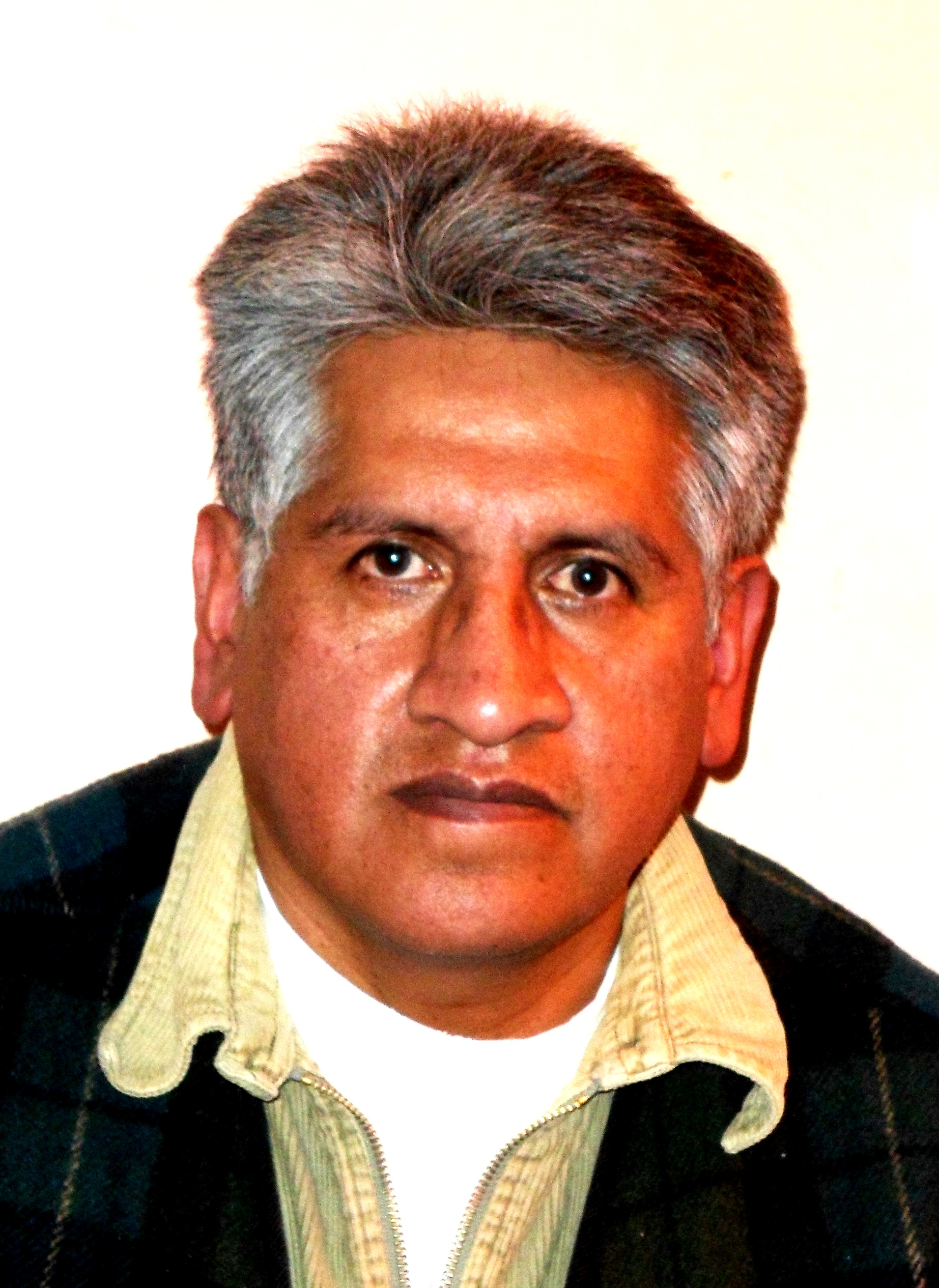
Elías Blanco Mamani

  - Carlos Alazraqui, actor, imitador, comediante, y actor de voz estadounidense de ascendencia argentina.
  - Elías Blanco Mamani, biógrafo, periodista e investigador boliviano.
- 21 de julio: Lee Aaron, cantante canadiense.
- 22 de julio: 
  - Juan Antonio Bernal, actor de doblaje y locutor español.
  - Ulises Butrón, músico de rock, guitarrista, cantante y productor argentino (f. 2019).
  - Gil Cuadros, poeta estadounidense latino, ensayista, y ceramista (f. 1996).
- 23 de julio: 
  - Eriq La Salle, actor y director estadounidense.
  - Perico Sambeat, saxofonista de jazz español.
- 24 de julio: 
  - Sigríður Beinteinsdóttir, cantante islandesa.
  - Soledad Muniategui Lorenzo, científica española, catedrática universitaria especializada en química analítica y en estudos mediambientales.
  - Johnny O'Connell, piloto estadounidense de automovilismo.
- 26 de julio: 
  - Jorge Bom Jesus, lingüista y político de Santo Tomé y Príncipe.
  - Galina Chistiakova, atleta especialista en salto de longitud y triple salto soviética-ruso-eslovaca.
  - Fernando Grande-Marlaska, magistrado español, ministro del Interior del Gobierno de España desde 2018.

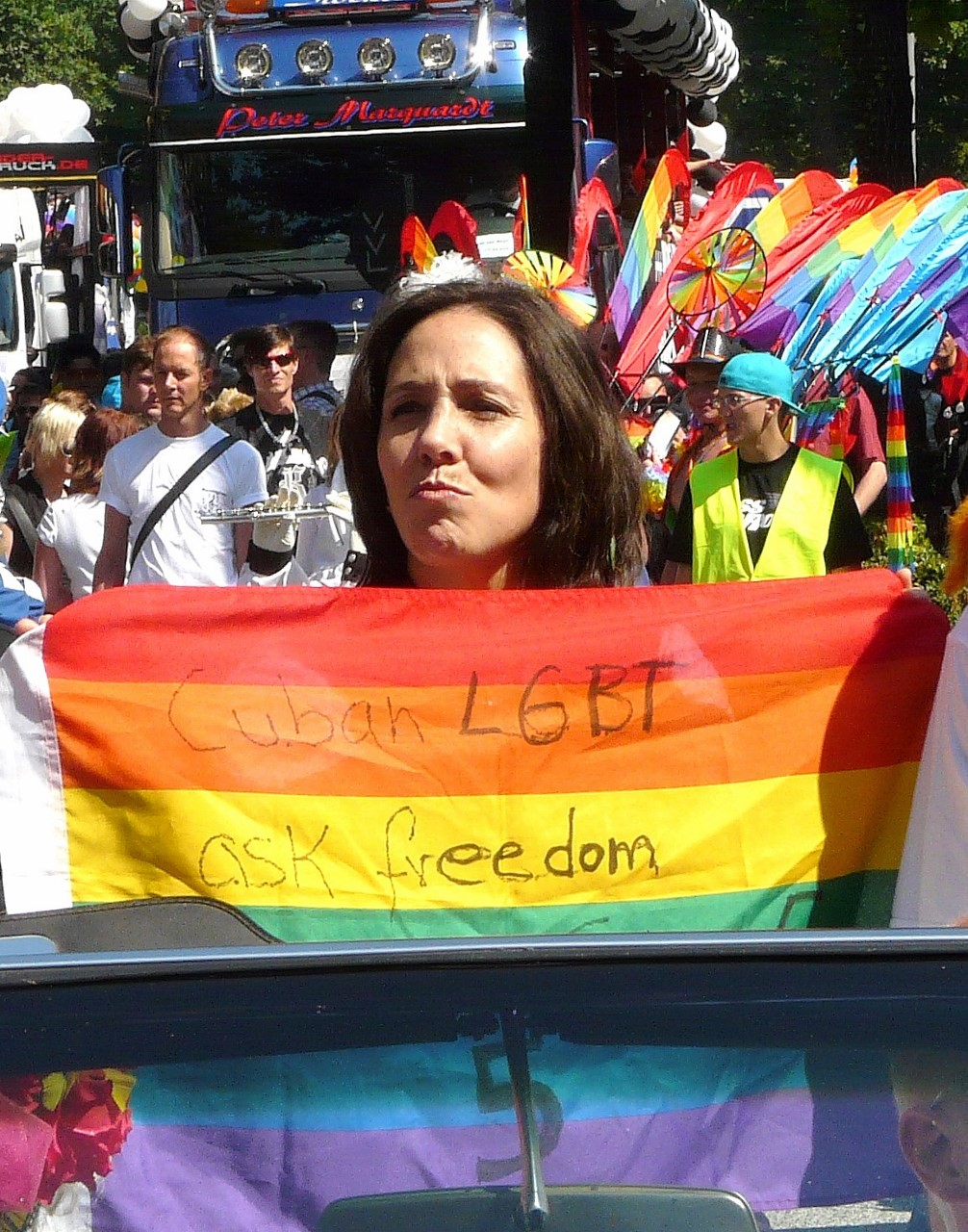
Mariela Castro

- 27 de julio: Mariela Castro, política y sexóloga cubana..
- 28 de julio: 
  - Pablo Carbonell, artista español.
  - Ma Lin, futbolista y entrenador chino.

- 29 de julio: 

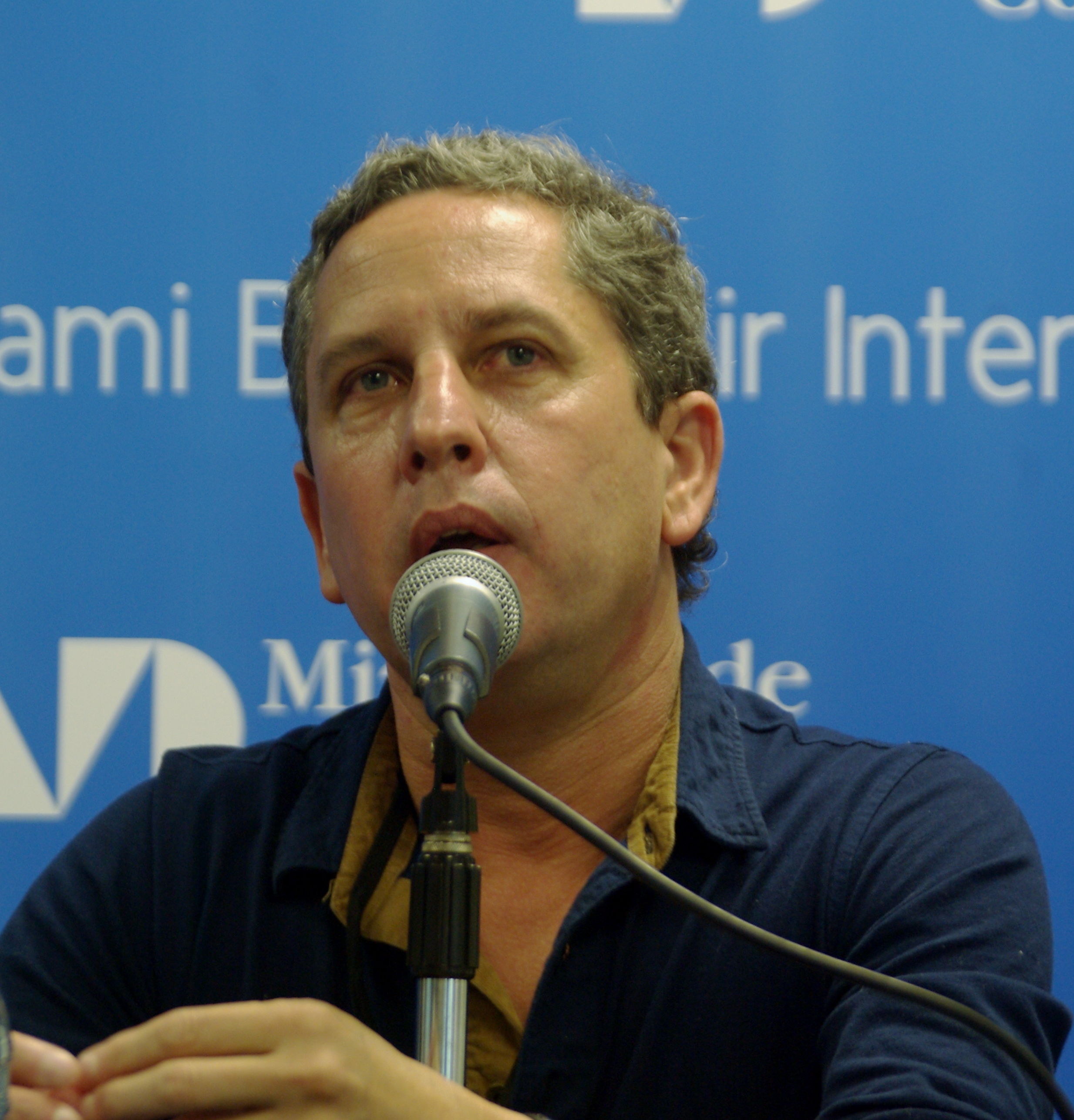
Guillermo Martínez

  - Carl Cox, DJ y productor británico de origen barbadense de house, techno y tech house.
  - Guillermo Martínez, escritor y matemático argentino.
- 30 de julio: Vladímir Dezhurov, cosmonauta ruso.
- 31 de julio: 
  - Ana Cristina Céspedes, cantante boliviana de música.
  - Wesley Snipes, actor estadounidense.
  - Humberto de Vargas, presentador de televisión, locutor de radio, actor y cantante uruguayo.

### Agosto
- 1 de agosto: 
  - María Belén Aramburu, periodista, licenciada en Ciencias Políticas y conductora de radio y televisión argentina.
  - Walter Donado, actor, empresario y adiestrador argentino.
- 2 de agosto: Mitzi Kapture, actriz estadounidense.
- 3 de agosto: 
  - Marisol Galdón, escritora, comunicadora y presentadora de televisión española.
  - Javier Gómez Bermúdez, magistrado español.
- 4 de agosto: 
  - Roger Clemens, beisbolista estadounidense.
  - Jáchym Topol, novelista, poeta y periodista checo.

- 5 de agosto: 

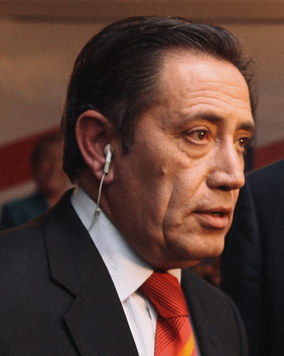
Antonio Quinteros

  - Guillermo Ardizone, diplomático español.
  - Patrick Ewing, jugador estadounidense de baloncesto de origen jamaicano.
  - Antonio Quinteros, periodista y presentador de radio y televisión chileno.
- 6 de agosto: 
  - Gregory Chamitoff, ingeniero y astronauta estadounidense de la NASA.
  - Marc Lavoine, cantante y actor francés.
  - Michelle Yeoh, actriz malaya.
- 7 de agosto: 
  - Adriano Baffi, ciclista italiano.
  - José Hernández, ingeniero, empresario y astronauta retirado estadounidense de origen mexicano.
  - Bruno Pelletier, cantante canadiense.
- 8 de agosto: Suzee Pai, actriz y modelo estadounidense.
- 9 de agosto: Gabriel Sopeña, poeta y compositor español.

- 10 de agosto: 

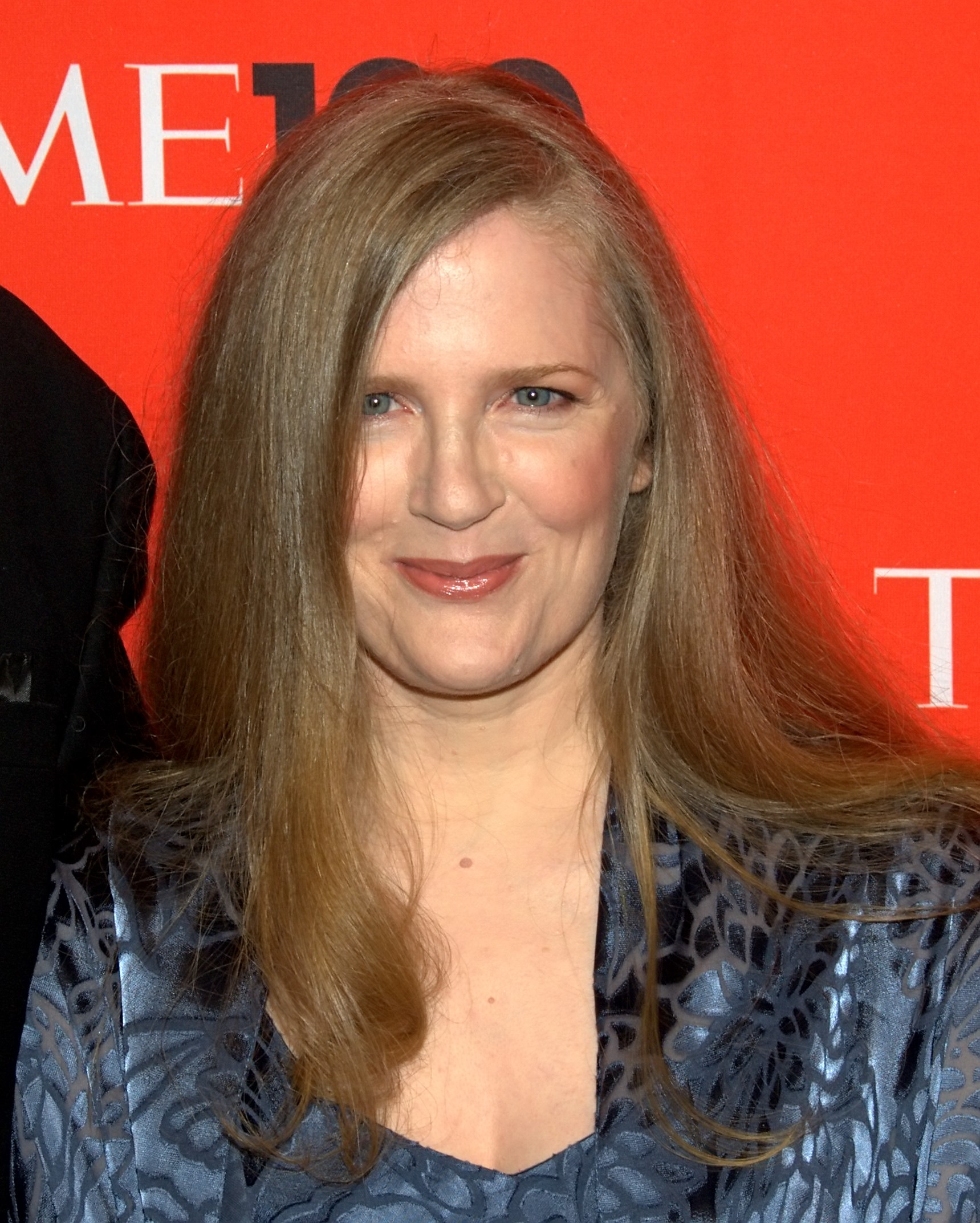
Suzanne Collins

  - Suzanne Collins, escritora estadounidense.
  - León Zubieta, escritor mexicano.
- 11 de agosto: Brian Azzarello, escritor de cómics estadounidense.

- 12 de agosto: 

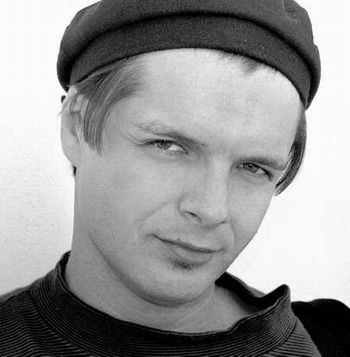
Ariel López Padilla

  - Otilio Castro, director de teatro y actor chileno.
  - Gonzalo Arguiñano, futbolista español.
  - Ariel López Padilla, actor mexicano.
  - Urbano Lugo, beisbolista venezolano.
- 13 de agosto: 
  - Mapi Galán, actriz española.
  - Marcelo Novaes, actor brasileño.
  - Gracia Querejeta, cineasta española.
  - John Slattery, actor y director de cine estadounidense.
  - Manuel Valls Galfetti, historiador y político hispano-francés.
- 14 de agosto: 
  - Gustavo Alfaro, futbolista y entrenador argentino.
  - Steve Reevis, actor estadounidense (f. 2017).

- 15 de agosto: 

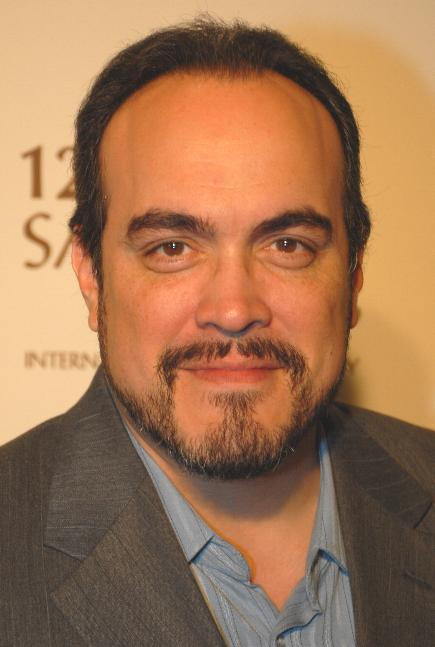
David Zayas

  - Inês Pedrosa, periodista, y escritora portuguesa.
  - David Zayas, actor de cine, teatro y televisión.

- 16 de agosto: 

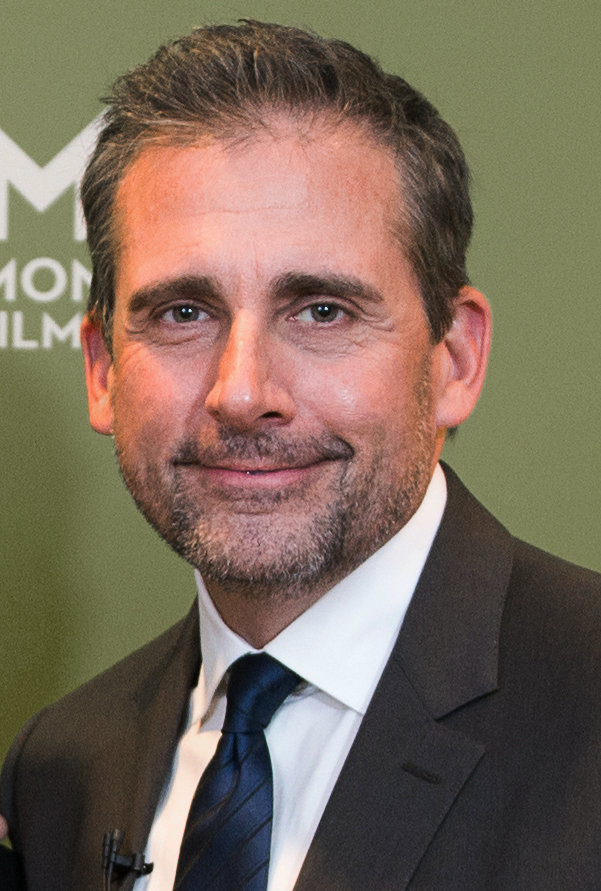
Steve Carell

  - Robin Campillo, guionista, editor y director francés de origen marroquí.
  - Steve Carell, actor estadounidense.
  - Aurora Luque, poeta, traductora, profesora y escritora española.
  - Rafael Riqueni, guitarrista y compositor español.
- 17 de agosto: 
  - Gilby Clarke, guitarrista estadounidense.
  - Pedro Gomez, periodista deportivo estadounidense.
  - Roland Schröder, remero alemán.

- 18 de agosto: 

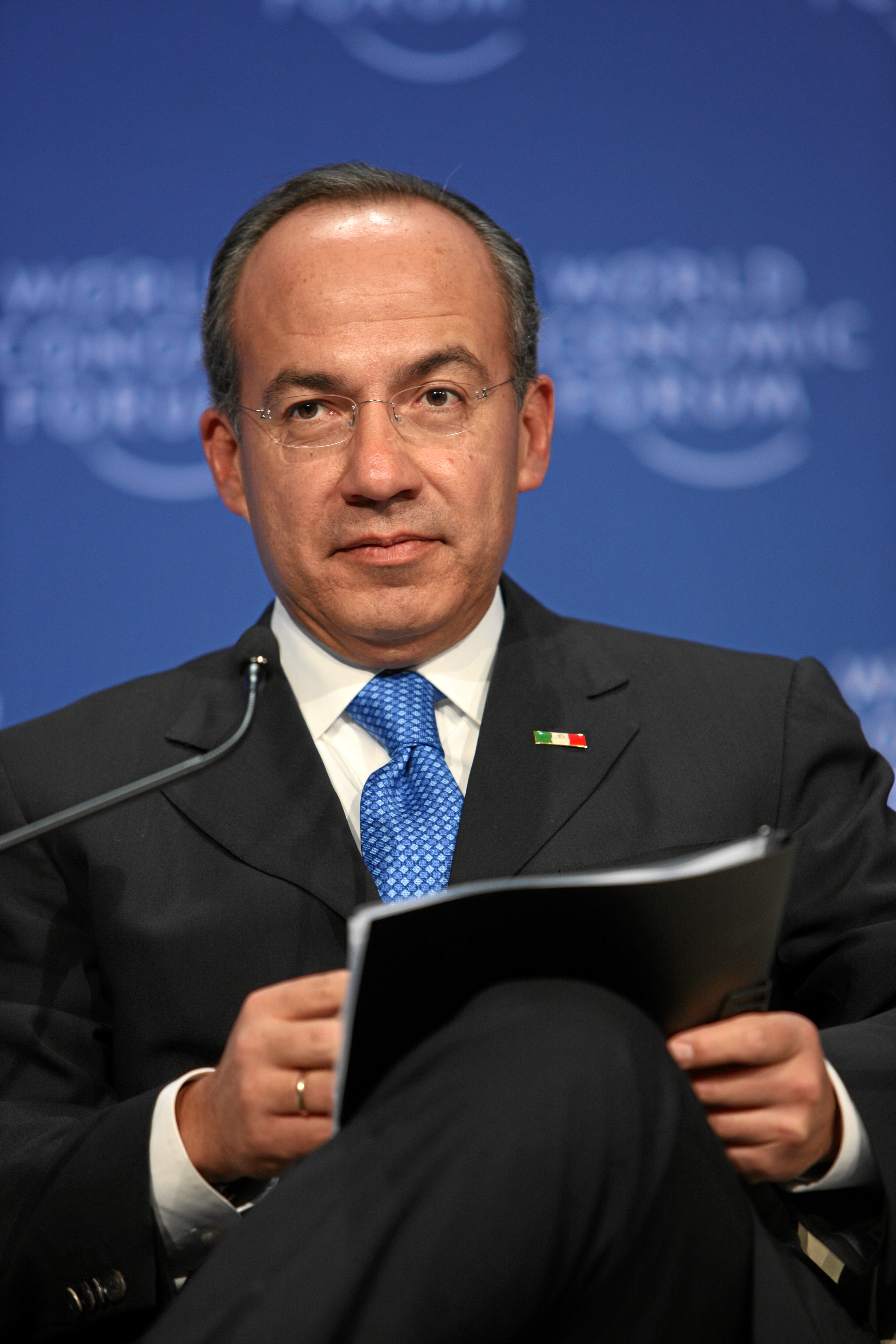
Felipe Calderón

  - Lee Arenberg, actor estadounidense.
  - Felipe Calderón, presidente de México entre 2006 y 2012.
  - Johnny Klimek, compositor de cine y televisión australiano.
  - Lee Arenberg, actor estadounidense.
- 19 de agosto: 
  - Juan Hernández Luna, escritor mexicano (f. 2010).
  - Valérie Kaprisky, actriz francesa de cine y televisión.
- 20 de agosto: 
  - Sophie Aldred, actriz y presentadora de televisión británica.
  - Félix de la Concha, pintor español.
  - James Marsters, actor y músico estadounidense.
- 21 de agosto: 
  - Tsutomu Miyazaki, asesino en serie japonés (f. 2008).
  - Carlos Montilla, actor y modelo venezolano.
  - Gilberto Santa Rosa, cantante puertorriqueño.
  - Jorge Uliarte, director de orquesta argentino.
- 22 de agosto: 
  - José Luis Ablanedo, futbolista español.
  - Manel Alonso i Català, escritor, editor y periodista español.
  - Alfonso Vilallonga, cantante, compositor y actor español.
- 23 de agosto: 
  - Daniel Calabrese, poeta y editor argentino.
  - Hassan Mohamed, futbolista emiratí.
  - Yaneth Waldman, actriz, presentadora y cantante colombiana.
- 24 de agosto: 
  - Ricardo Celis, comentarista deportivo mexicano.
  - David Koechner, actor y comediante estadounidense.
  - Ali Smith, autora, dramaturga, académica y periodista británica.
  - Marta Valverde, actriz española.
- 25 de agosto: 
  - Inés Arteta, escritora, profesora argentina.
  - Vivian Campbell, guitarrista británico.
  - Taslima Nasrin, médica y escritora feminista bengalí.
  - Ana Wagener, actriz española.
- 26 de agosto: 
  - Vicky Larraz, cantante y presentadora de televisión española.
  - Tariq Ramadan, intelectual suizo romand musulmán.
- 27 de agosto: 
  - Dean Devlin, guionista, productor, director televisivo y ex-actor estadounidense.
  - Sigurjón Birgir Sigurðsson, artista e intelectual islandés.
- 28 de agosto: David Fincher, cineasta estadounidense.
- 29 de agosto: 
  - Ian James Corlett, actor de voz, productor de televisión y autor canadiense.
  - Ignacio Gómez, periodista colombiano.
  - Jutta Kleinschmidt, piloto de rally y periodista alemana.
- 30 de agosto: Bernard Thompson, jugador y entrenador de baloncesto estadounidense.
- 31 de agosto: Dee Bradley Baker, actor de voz estadouindense.

### Septiembre
- 1 de septiembre: 

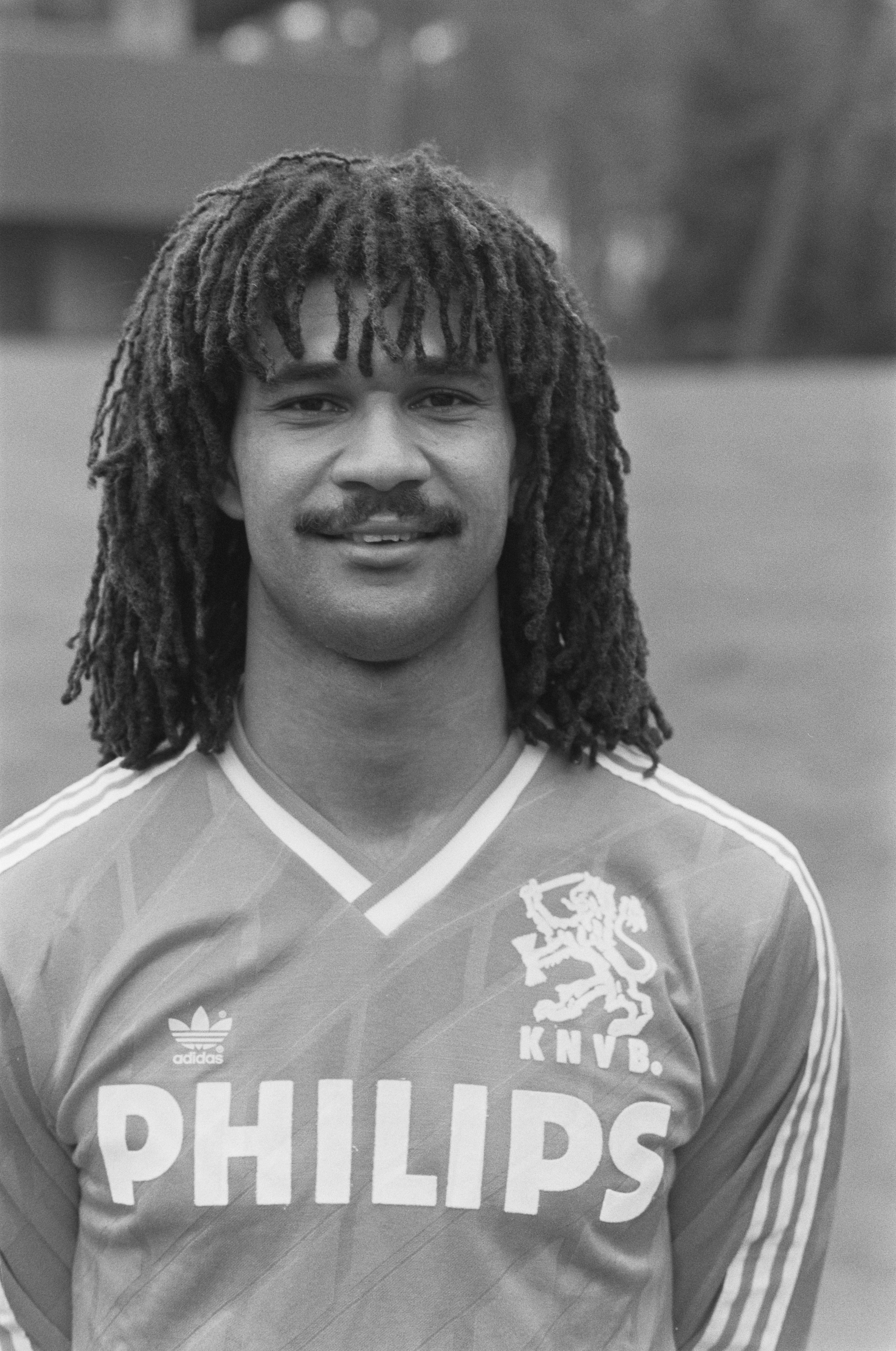
Ruud Gullit

  - Ruud Gullit, futbolista neerlandés.
  - Roberto Sneider, guionista, director y productor de cine mexicano de origen alemán.
- 2 de septiembre: 
  - Chile Eboe-Osuji, juez nigeriano de la Corte Penal Internacional.
  - María José Guerra Palmero, filósofa, escritora y teórica feminista española.
  - Alonso Lujambio, político mexicano (f. 2012).
  - Keir Starmer, abogado especializado en derechos humanos y político británico.
- 3 de septiembre: Julià Álvaro, periodista español.
- 4 de septiembre: 
  - Leopoldo Alas Mínguez, escritor, poeta y articulista español (f. 2008).
  - David Lagercrantz, periodista y escritor sueco.
  - Shin'ya Yamanaka, investigador médico japonés.
- 5 de septiembre: Katrin Amunts, neurocientífica alemana.

- 6 de septiembre: 

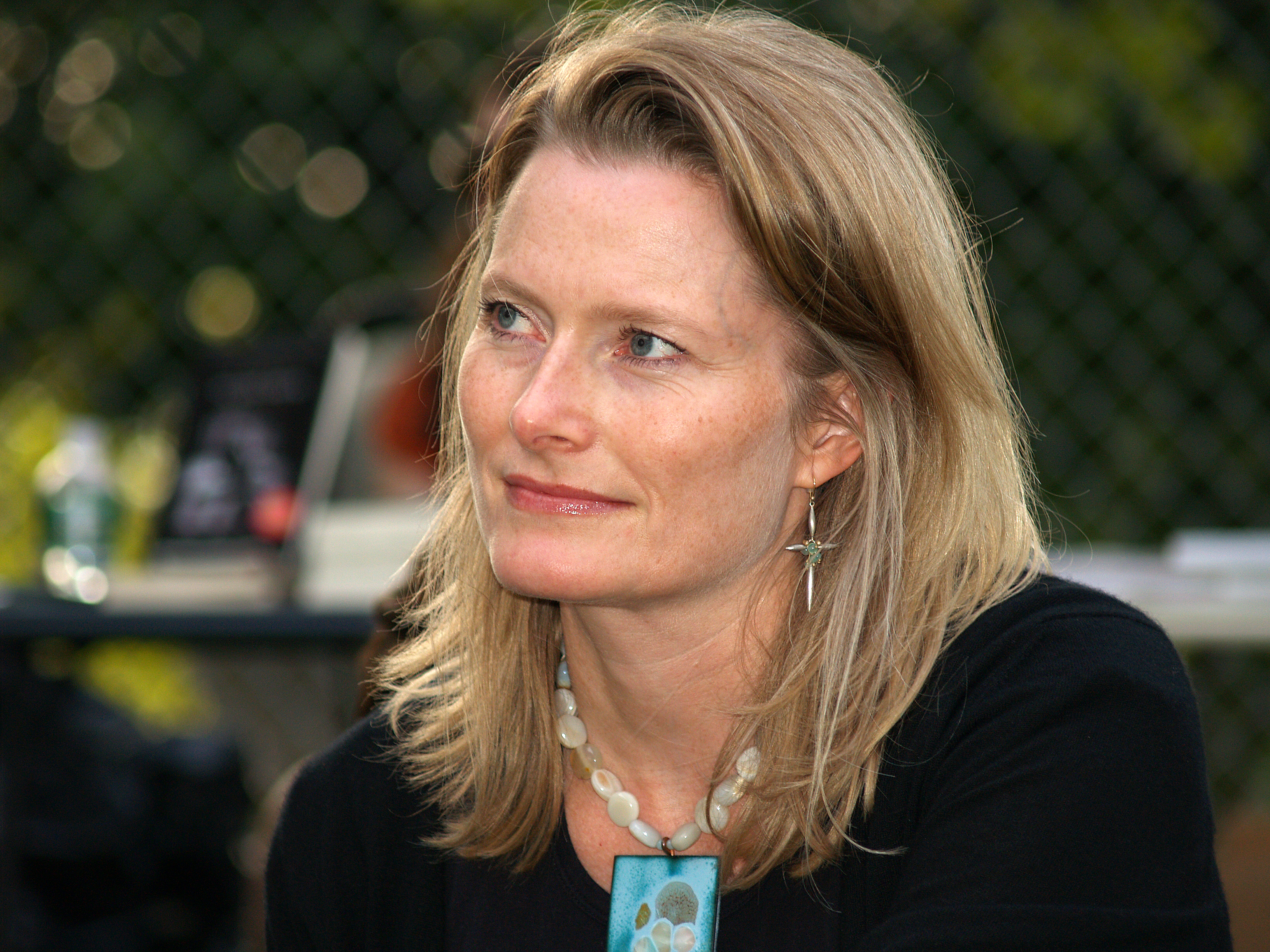
Jennifer Egan

  - Daniel Aráoz, actor, humorista, director teatral y presentador de televisión argentino.
  - Jennifer Egan, escritora estadounidense.
- 7 de septiembre: 
  - Siddiq Barmak, director de cine y productor afgano.
  - María del Carmen Valverde Valdés, historiadora mexicana (f. 2020).
- 8 de septiembre: 
  - Sergio Casal, extenista español.
  - Luis Ignacio Helguera, poeta y ensayista mexicano (f. 2003).
  - Thomas Kretschmann, actor alemán.
- 9 de septiembre: 
  - Álex de la Nuez, músico español.
  - Toshiyuki Kobayashi, matemático japonés.
  - Marta Macho Stadler, matemática y divulgadora científica española.
- 10 de septiembre: William Martínez, actor filipino.

- 11 de septiembre:

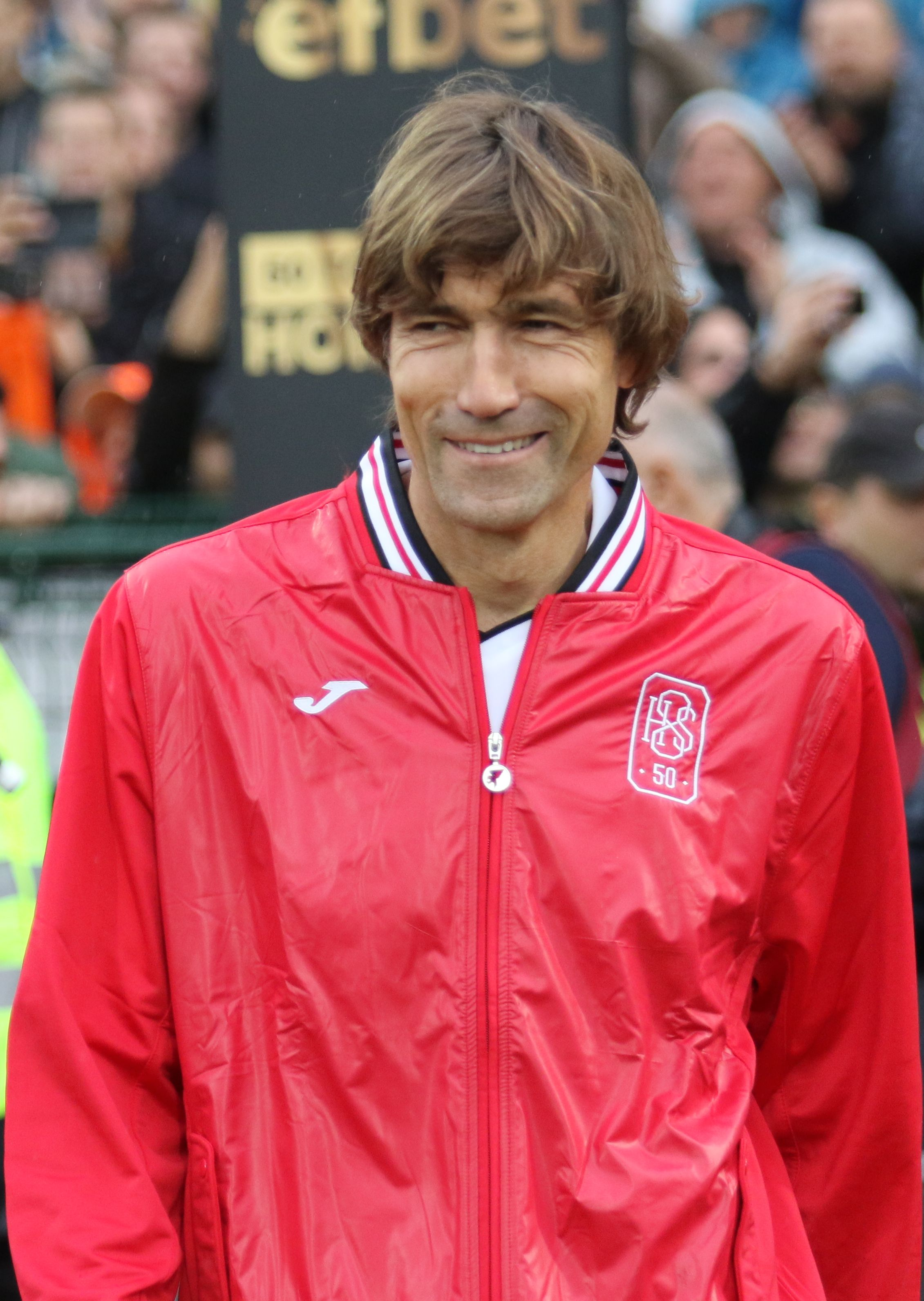
Julio Salinas

  - Jorge Aedo, locutor y conductor de televisión y radio chileno.
  - Kristy McNichol, actriz estadounidense.
  - Julio Salinas, futbolista y comentarista español.
- 12 de septiembre: 
  - Mary Kay Adams, actriz estadounidense.
  - Juan Carlos Echeverry, economista y político colombiano.
  - Dino Merlin, cantante bosnio.
  - Roberto Moldavsky, humorista, actor, presentador de televisión argentino.
- 13 de septiembre: Tõnu Õnnepalu, poeta y escritor estonio.
- 14 de septiembre: 
  - Eduardo Moga, poeta, traductor y crítico literario español.
  - Jaime Agulló Quintela, futbolista español.
  - Yevgueni Roizman, político ruso.
- 15 de septiembre: 
  - Ramón Ángel Fernández Docobo, futbolista español.
  - Goyo González, presentador y showman español.
- 16 de septiembre: 
  - Leonel González Chavarría, pintor costarricense (f. 2013).
  - Juan Sabia (matemático), doctor en Ciencias Matemáticas, profesor, divulgador y comunicador de la ciencia, investigador y escritor argentino.
  - Jennifer Tilly, actriz estadounidense.
- 17 de septiembre: 
  - Fátima Bernardes, periodista brasileña.
  - Baz Luhrmann, actor, director, guionista y productor de cine australiano.
- 18 de septiembre: 
  - Xavier Capellas, compositor y orquestador español.
  - Ribka Sibhatu, escritora eritrea.
- 19 de septiembre: 
  - Peky Andino, dramaturgo, guionista, director de televisión y actor ecuatoriano.
  - Fander Falconí, académico, economista y político ecuatoriano.
  - Cheri Oteri, actriz y comediante estadounidense.

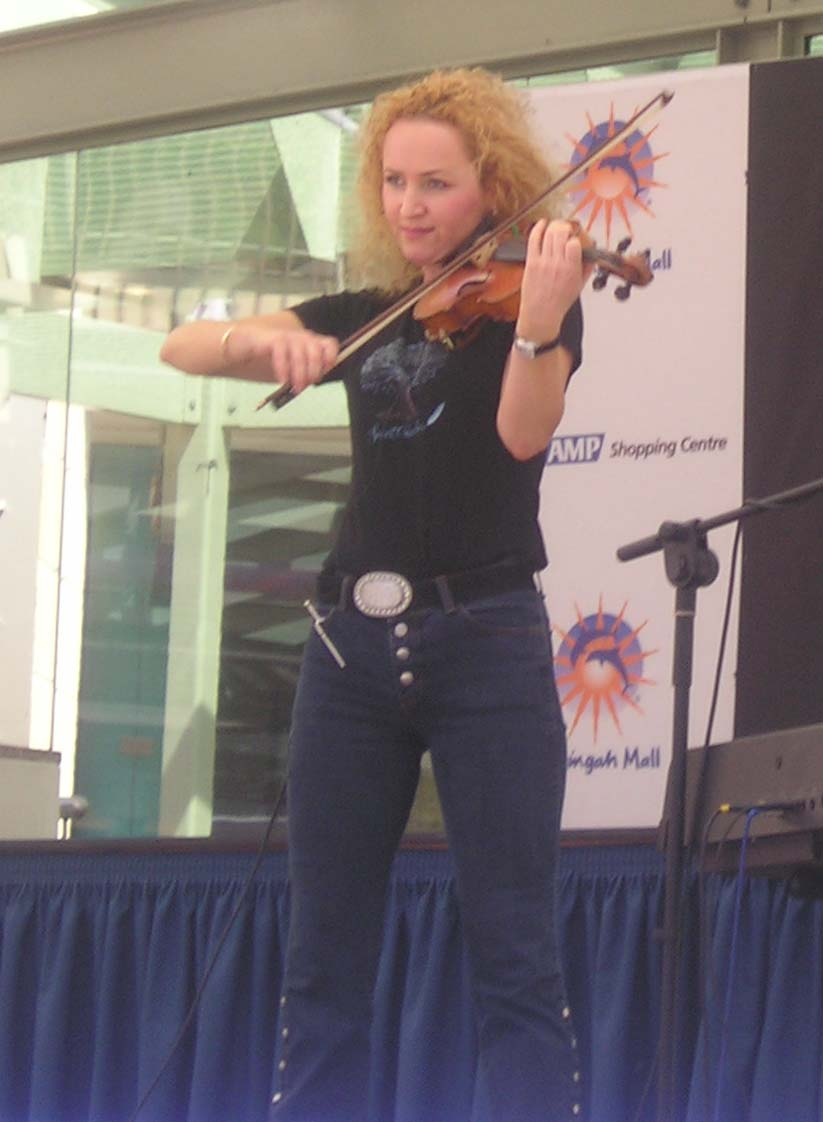
Fionnuala Sherry

- 20 de septiembre: Fionnuala Sherry, violinista irlandesa.
- 21 de septiembre: 
  - Víctor Bolívar Galiano, médico y escritor español.
  - Fernando Larraín, actor, comediante, cantante y presentador de radio y televisión chileno.
  - Rob Morrow, actor estadounidense.
  - Carles Sabater, cantante, letrista y actor español de rock en catalán (f. 1999).
- 22 de septiembre: Michael Gilden, actor de cine, teatro y televisión estadounidense (f. 2006).

- 23 de septiembre: 

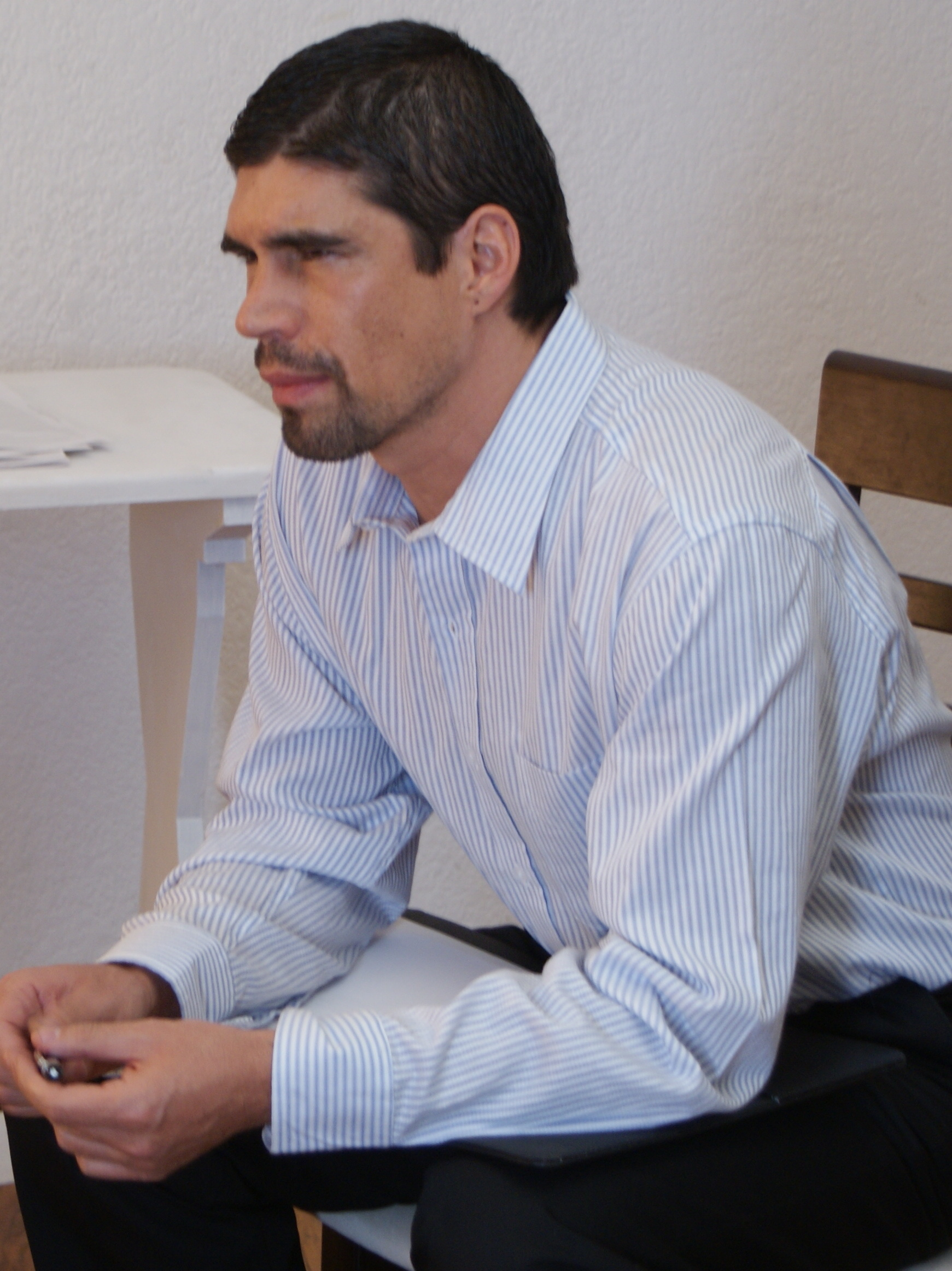
Alberto Estrella

  - Stefano Andreucci, historietista italiano.
  - Alberto Estrella, actor mexicano de televisión, teatro y cine.
  - El Brujo Ezequiel, cantante y compositor argentino de Cumbia.
  - Pedro Roncal, periodista, profesor y locutor español (f. 2018).
- 24 de septiembre: Mike Phelan, futbolista y entrenador inglés.
- 25 de septiembre: 
  - Alés Bialiatski, activista político ruso nacionalizado bielorruso.
  - Aida Turturro, actriz estadounidense.
- 26 de septiembre: 
  - Patrick Bristow, actor, director de cine y cómico estadounidense.
  - Melissa Sue Anderson, actriz estadounidense-canadiense.
  - Salem Zenia, aperiodista, poeta y novelista argelino.
- 27 de septiembre: Simon Roberts, ingeniero británico.

- 28 de septiembre: 

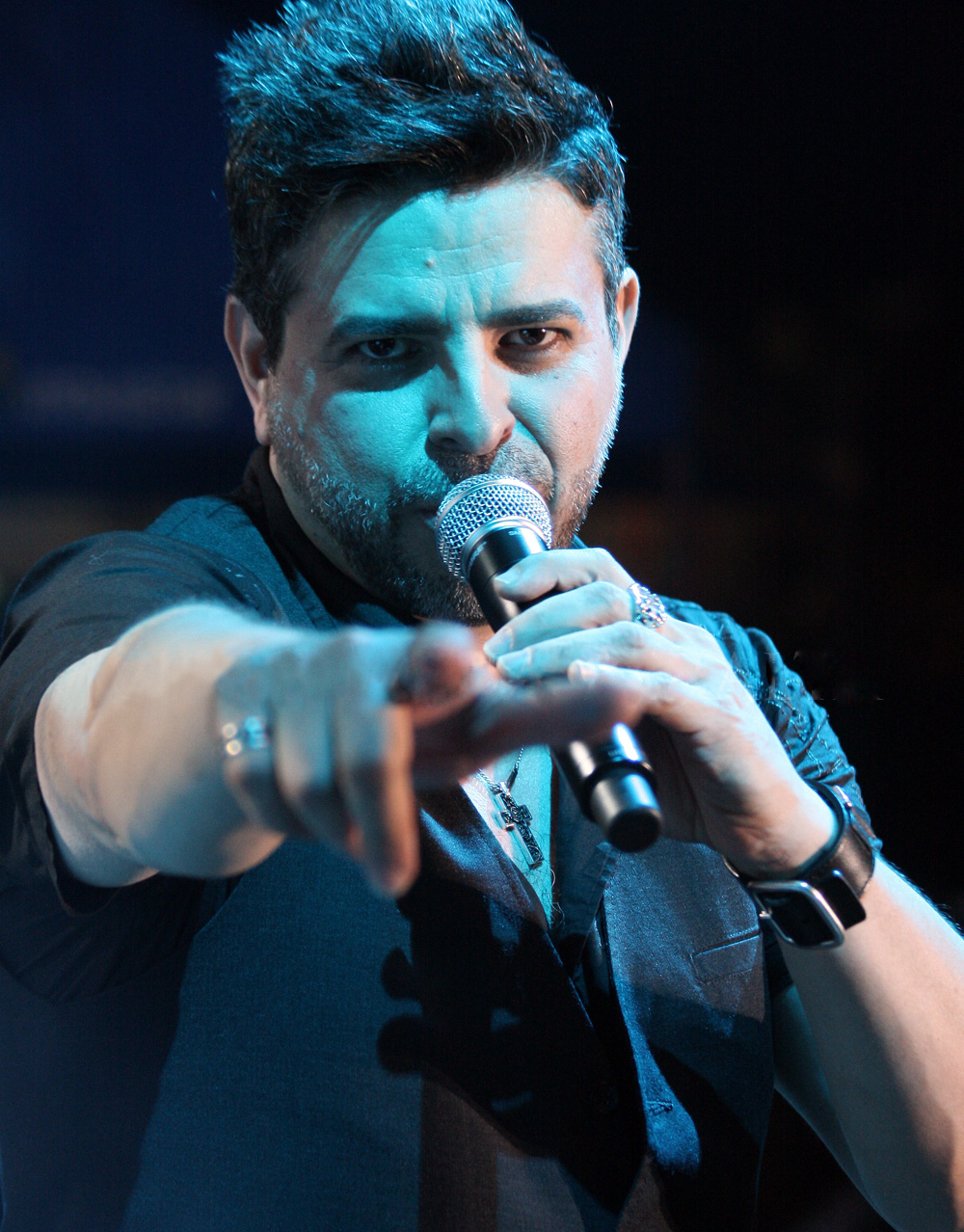
Luis Enrique

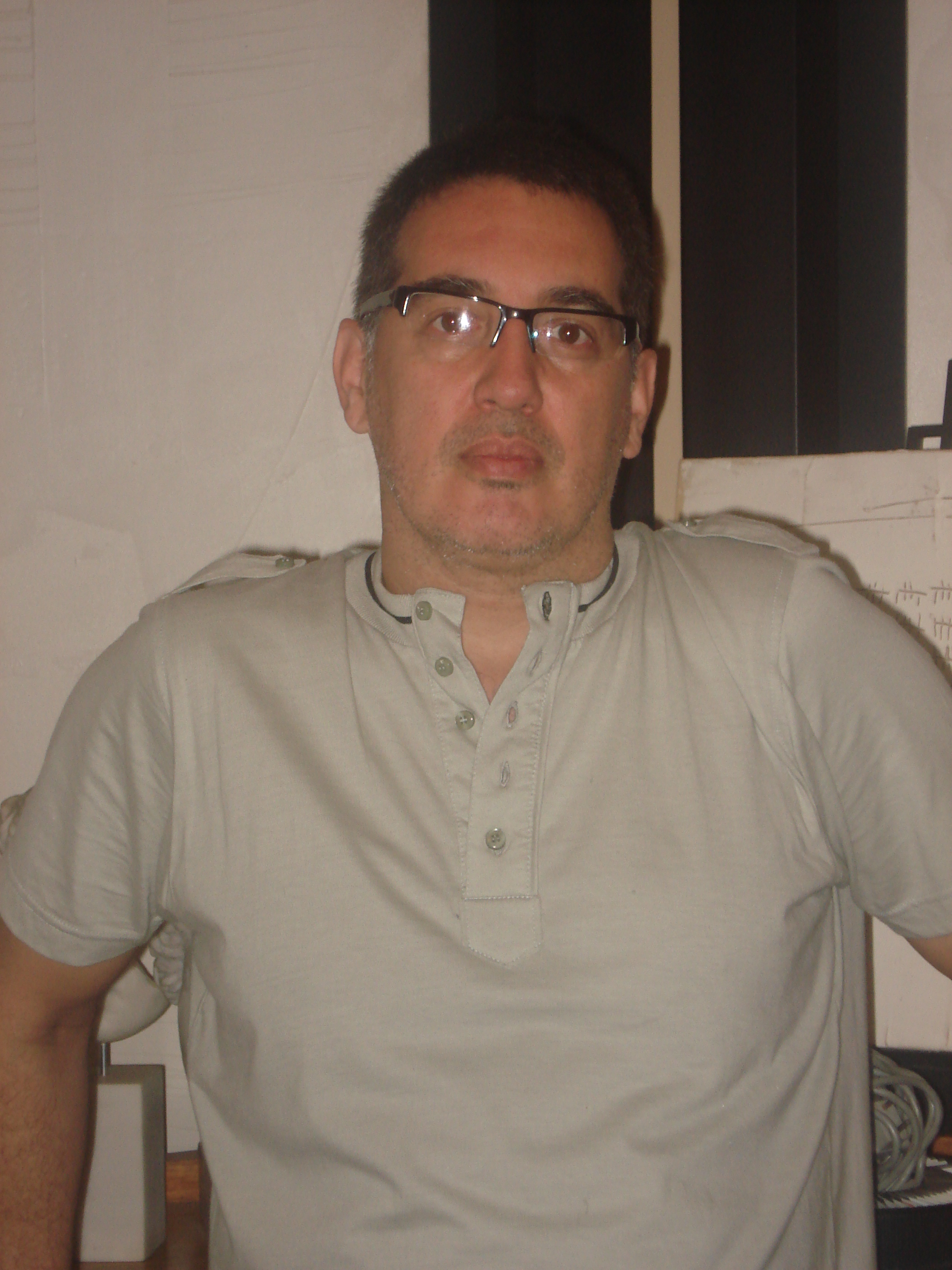
Félix Toranzos

  - Luis Enrique, cantautor nicaragüense.
  - Carlos Giraldo, presentador y periodista de entretenimiento colombiano.
  - Manuela Trasobares, cantante, pintora, escultora y política española.
  - Félix Toranzos, artista visual, arquitecto y diseñador gráfico paraguayo.
- 29 de septiembre: 
  - Helena Dalli, política socialista maltesa.
  - Carmen Gil Martínez, escritora española y profesora de literatura.
  - Pura López, diseñadora de zapatos española.
  - Al Pitrelli, guitarrista estadounidense.
- 30 de septiembre: 
  - Carmina Cannavino, una cantante, compositora, investigadora de música y maestra de canto peruana (f. 2022).
  - Ariel del Mastro,director argentino de musicales.
  - Frank Rijkaard, exfutbolista y entrenador neerlandés.

### Octubre
- 1 de octubre: 
  - Fernando Albán Salazar, político venezolano.
  - Hakeem Kae-Kazim, actor nigeriano-británico.
  - Marie-Hélène Lafon, profesora y escritora francesa.
  - Juana Molina, cantautora y actriz cómica argentina.
  - Esai Morales, actor estadounidense de origen puertorriqueño.
  - Ariel Sosa, director de carnaval, cantante, murguista y parodista uruguayo (f. 2021).
  - Gerhard Pfister, político suizo.
- 2 de octubre: 
  - Jeff Bennett, actor de voz de series animadas y videojuegos.
  - Joe Lara, actor y cantante estadounidense.
- 3 de octubre: Juan Antonio Ruiz «Espartaco», torero y ganadero español.
- 4 de octubre: Carlos Carsolio, montañista e ingeniero civil mexicano.
- 5 de octubre: 
  - Mike Conley, atleta estadounidense especialista en salto de longitud y triple salto.
  - Paco López Mengual, escritor español.
  - Luis Alberto Posada, cantautor colombiano de música popular.
  - Narciso Rodríguez de Armas, futbolista español.

- 6 de octubre: 

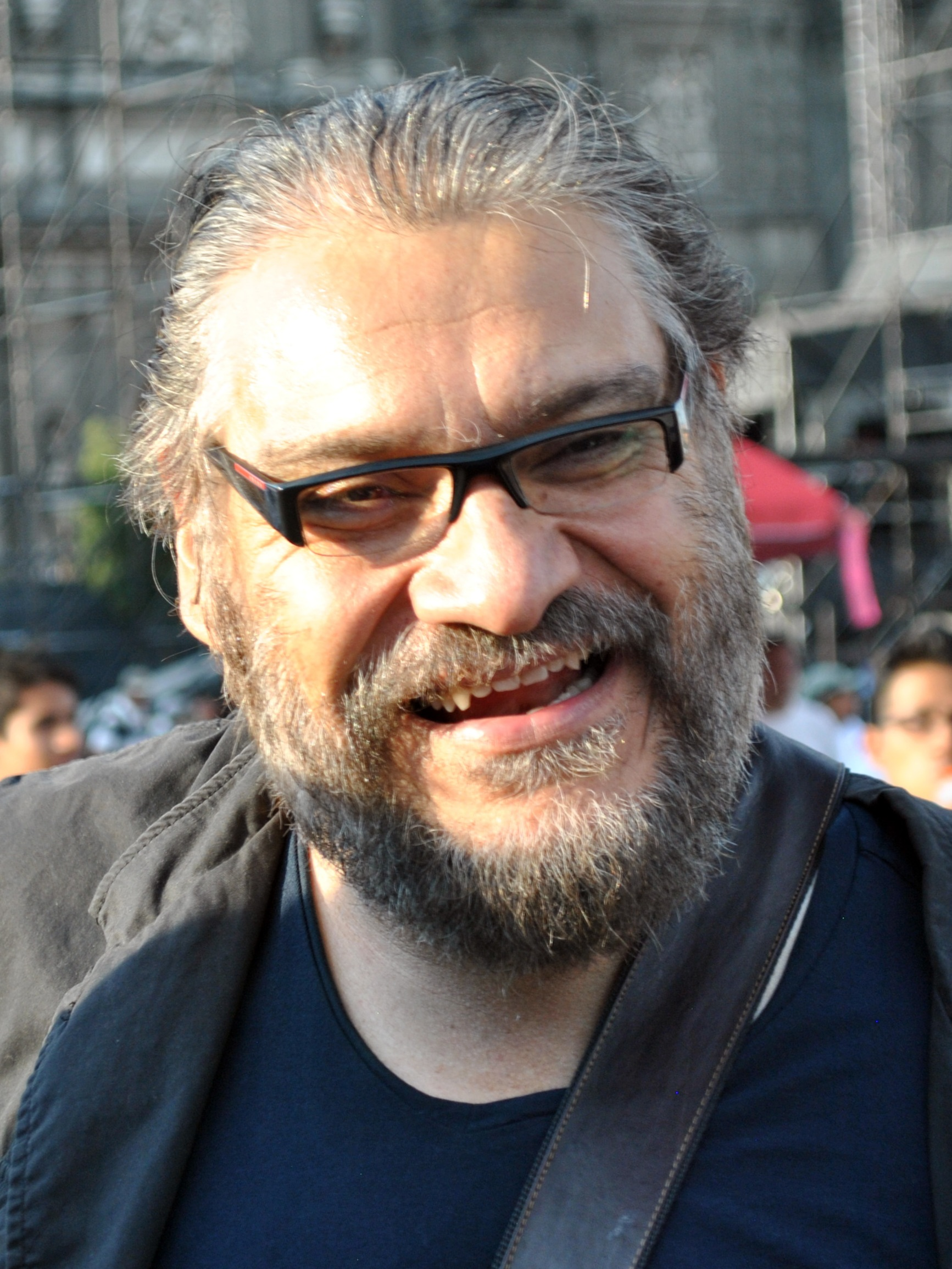
Joaquín Cosío

  - Joaquín Cosío, actor y poeta mexicano.
  - Casey Nicholaw, director de teatro, coreógrafo e intérprete estadounidense.
- 7 de octubre: 
  - Teo Cardalda, músico español.
  - Miguel Lorente Acosta, médico y profesor universitario español.
- 8 de octubre: Wilfried Hochholdinger, actor y locutor alemán.
- 9 de octubre: 
  - Jajá Calderón, comediante e imitador chileno.
  - Durs Grünbein, poeta y ensayista alemán.
  - Xelís de Toro, escritor, editor, catedrático, músico y filólogo español.
- 10 de octubre: Chalermpol Malakham, actor y cantante tailandés.
- 11 de octubre: 
  - Joan Cusack, actriz estadounidense.
  - Anne Enright, escritora irlandesa.
  - Abel Hernández Muñoz, biólogo cubano, escritor, investigador y editor.

- 12 de octubre: 

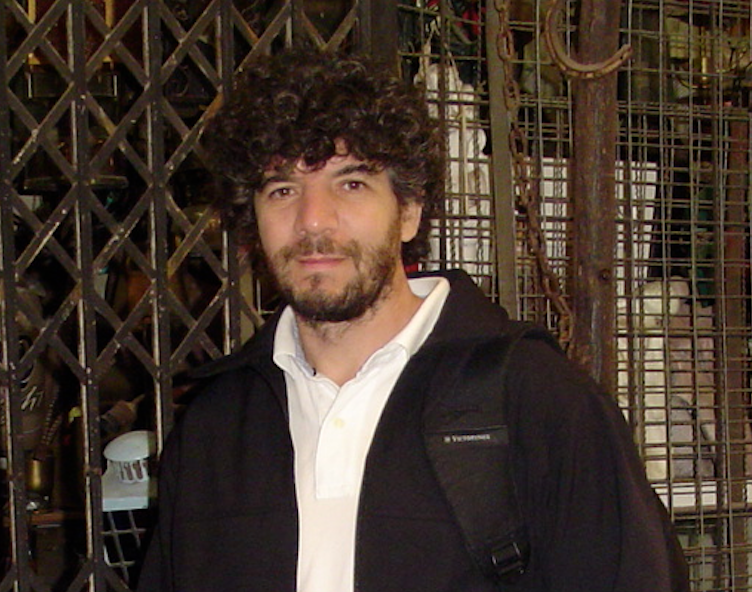
Julio Fernando Navarro

  - Carlos Bernard, actor estadounidense.
  - Chris Botti, trompetista y compositor estadounidense.
  - Amanda Castro, poeta hondureña (f. 2010).
  - Willy Claure, compositor y guitarrista boliviano.
  - Bashkim Fino, 28º primer ministro de Albania.
  - Julio Fernando Navarro, astrónomo argentino.
- 13 de octubre: 
  - Margarita Díaz-Andreu, arqueóloga e investigadora española.
  - Marcelo Medina, actor y cantante argentino.
  - Kelly Preston, actriz estadounidense (f. 2020).
- 14 de octubre: 
  - Jesús Alemany, trompetista y director de orquesta cubano de jazz latino.
  - Jaan Ehlvest,  jugador de ajedrez estonio.

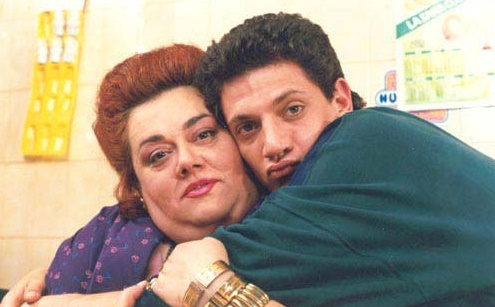
Carlos Parrilla y Ana María Giunta

- 15 de octubre: Carlos Parrilla,  actor cómico argentino (f. 1992).
- 16 de octubre: 
  - Fernando Agüeria Cueva, músico, profesor, compositor y director de orquesta español.
  - Flea (Michael Balzary), cantante y bajista australiano, de la banda Red Hot Chili Peppers.
  - Dmitri Hvorostovsky, arítono operístico ruso.
  - Kenneth Lonergan, dramaturgo y director de cine estadounidense.
- 17 de octubre: 
  - László Darvasi, poeta, escritor y periodista húngaro.
  - Mike Judge, actor, animador, escritor, productor, director y músico estadounidense.
- 18 de octubre: Vincent Spano, actor estadounidense.
- 19 de octubre: 
  - Valeri Broshin, futbolista ruso (f. 2009).
  - Tracy Chevalier, escritora estadounidense.
  - Juan Ramón Sáenz, locutor de radio mexicano (f. 2011).
- 20 de octubre: 
  - Marco Arana, político, sociólogo, catedrático y exsacerdote peruano.
  - René Strickler, actor argentino.
- 21 de octubre: 
  - Drew Griffin, periodista estadounidense (f. 2022).
  - Oscar Larroca, artista visual, profesor y ensayista uruguayo.
  - Pol Popovic Karic, profesor e investigador mexicano de origen serbio.
- 22 de octubre: 
  - Jaime Álvarez, futbolista español.
  - João Amoêdo, político brasileño.
  - Bob Odenkirk, actor, comediante, guionista, director y productor estadounidense.
- 23 de octubre: 
  - Gonzalo Alegría, economista y sociólogo peruano.
  - Stefano Colantuono, futbolista y entrenador italiano.
  - Antonio Salinero, novelista español (f. 2022).
- 24 de octubre: 
  - Abel Antón, atleta y político español.
  - Elizabeth Araux Sánchez, geóloga, investigadora científica, escritora y activista mexicana.
  - Iván Cepeda, político, defensor de derechos humanos y filósofo de profesión colombiano.

- 26 de octubre: 
  - Cary Elwes, actor británico.

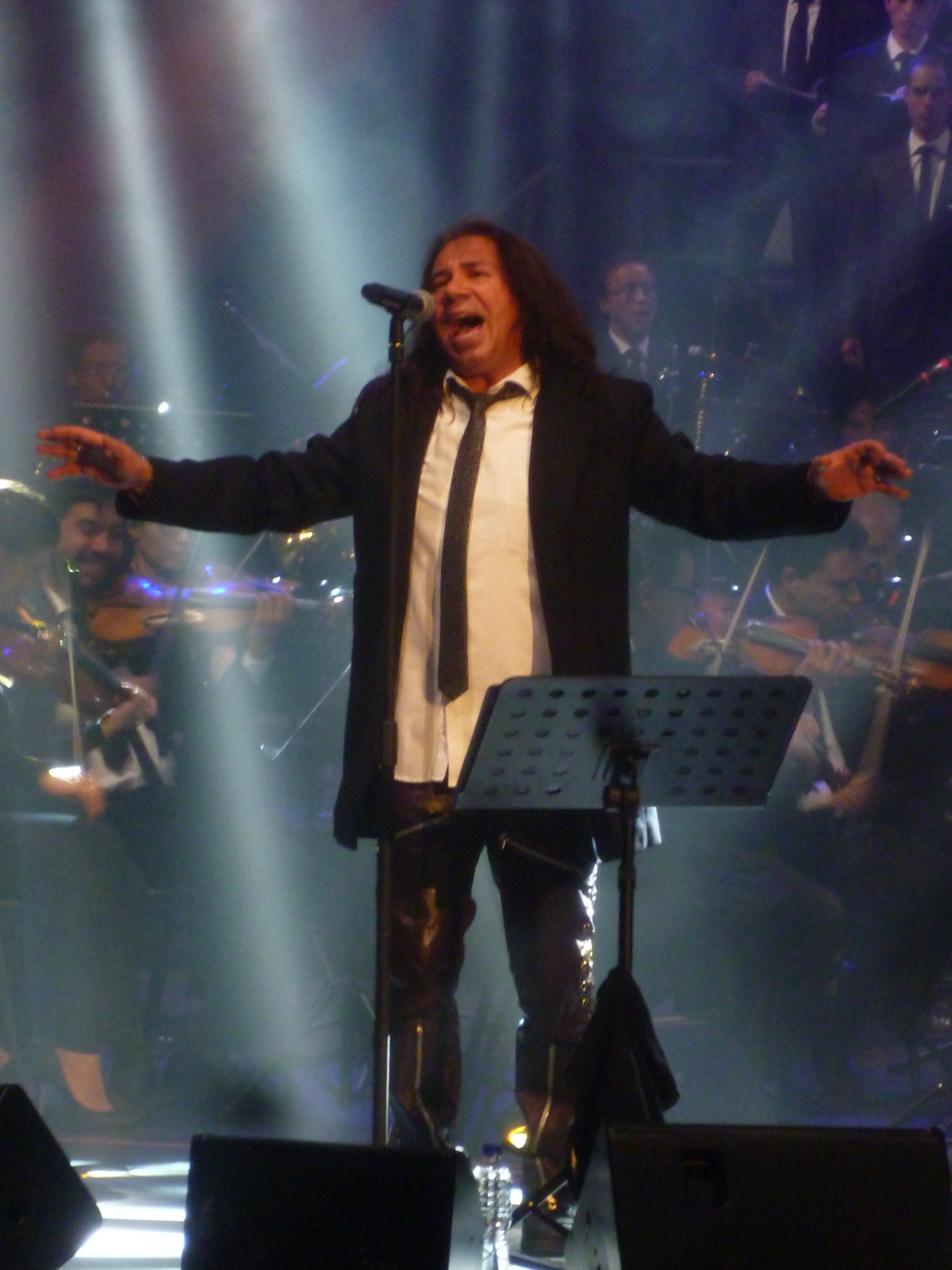
Elkin Ramírez

  - Enrique Landó, chef paraguayo (f. 2013).
  - Teresa Medeiros, escritora estadounidense.
  - Elkin Ramírez, cantante y compositor colombiano (f. 2017).
- 27 de octubre: 
  - Berto, futbolista y entrenador español.
  - Pedro Javier González, guitarrista, compositor y productor musical español.
  - Guillermo Hurtado, filósofo, historiador, columnista y activista mexicano.
- 28 de octubre: 
  - Mark Haddon, escritor, ilustrador y pintor inglés.
  - Daniel Sais, músico tecladista, productor artístico de rock y docente argentino (f. 2018).
  - Achta Djibrine Sy, activista por la paz chadiana.
  - Daphne Zuniga, actriz de cine y televisión estadounidense.
- 29 de octubre: 
  - Iñaki Bolea, exjugador y entrenador de hockey sobre hielo español.
  - Carlos Felipe Mejía, agrónomo y político colombiano.
  - Einar Örn Benediktsson, cantante y trompetista islandés.
- 30 de octubre: 
  - Eduardo Benavente, cantante español (f. 1983).
  - Lori Gruen, académica estadounidense y profesora de Estudios Feministas, de Género y Sexualidad y Ciencia en la Sociedad.

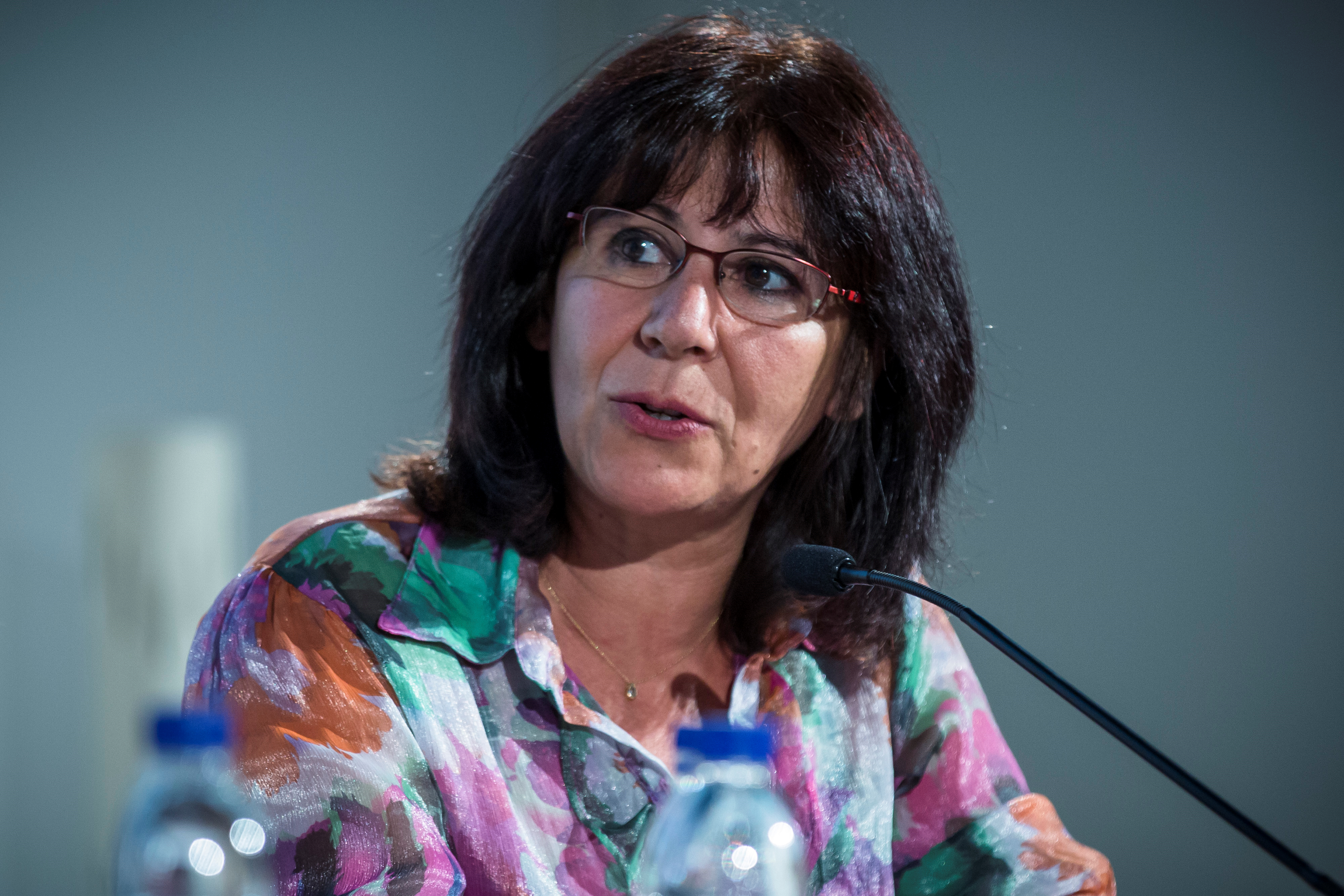
Marcela Isabel Jabbaz Churba

- - Marcela Isabel Jabbaz Churba, socióloga argentina.
- 31 de octubre:
  - Sigfredo Ariel, escritor cubano (f. 2020).
  - Hans Behr, escritor ecuatoriano.
  - Caroline Curren, yudoca australiana.
  - Mari Jungstedt, escritora sueca.
  - Ernst Reiter, biatleta alemán.

### Noviembre
- 1 de noviembre:

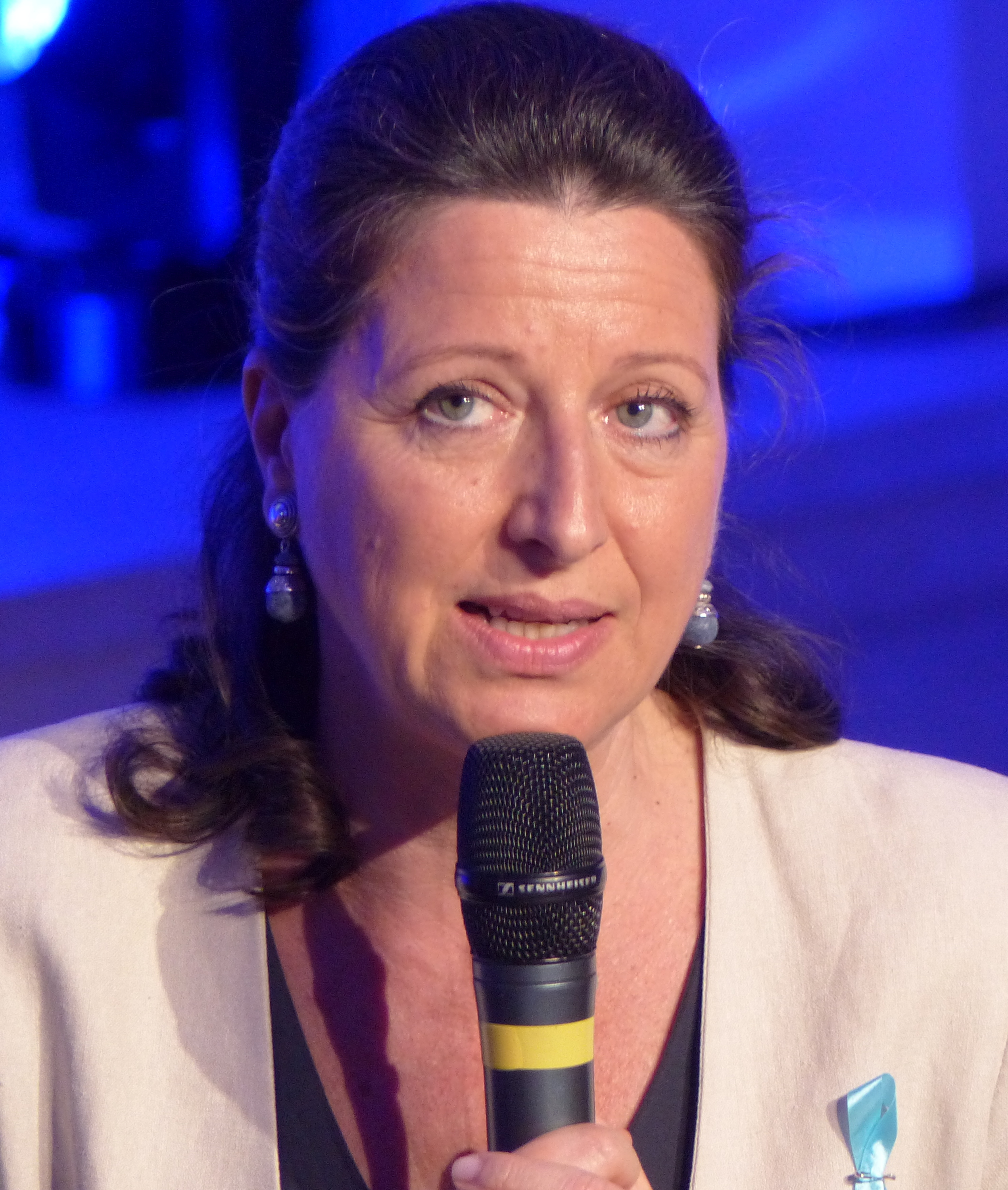
Agnès Buzyn

  - Agnès Buzyn, profesora universitaria francesa, médica y política especializada en hematología, inmunología y trasplantes.
  - Brenda Chapman, escritora, guionista, directora, productora y animadora estadounidense.
  - Sharron Davies, nadadora británica.
  - Magne Furuholmen, músico noruego.
  - Salvador García, atleta mexicano especializado en maratón.
  - Anthony Kiedis, cantante estadounidense, de la banda Red Hot Chili Peppers.
  - Francisco López Alfaro, futbolista y entrenador español.
  - Danilo Montero, cantante costarricense.
  - Jorge Zárate, actor de cine, televisión y teatro mexicano.
- 2 de noviembre:
  - Suleiman Cassamo, escritor y profesor mozambiqueño.
  - Mireille Delunsch, soprano francesa.
  - Medina Dixon, baloncestista estadounidense (f. 2021).
  - Ana Clara Guerra Marques, bailarina angoleña.
  - Stefan Hussong, músico alemán.
  - Leonidas Pelekanakis, regatista griego (f. 2021).
  - Luiso Saavedra, futbolista español.
  - Olaf Förster, remero alemán.
- 3 de noviembre: 
  - Phil Katz, programador de ordenadores estadounidense (f. 2000.
  - Terry Meek, jugador de curling canadiense.
  - Gabe Newell, programador estadounidense de videojuegos.
  - Oswaldo Salas, actor peruano de cine, televisión y teatro.
  - Scott Warren, músico estadounidense.
  - Kristen Visbal, escultora uruguaya.
- 4 de noviembre: 
  - Jeff Probst, presentador de televisión, productor ejecutivo, y reportero estadounidense.
  - Rick Yancey, novelista estadounidense.
- 5 de noviembre: 
  - Tone Hødnebø, poetisa y académica noruega.
  - Juan Gregorio Regino, poeta mexicano.
- 6 de noviembre: 
  - Albert Castillón, periodista español.
  - Nadezhda Kuzhelnaya, piloto comercial rusa y cosmonauta.
  - Javier Romañach Cabrero, humanista, activista social e inventor español (f. 2018).
  - José Jesús Villa Pelayo, poeta, ensayista, crítico literario, analista geopolítico, asesor político, productor de radio, articulista de prensa, conferencista, promotor cultural, profesor universitario y abogado venezolano.
- 7 de noviembre: 
  - Alberto Catalán, político español.
  - Ken Howard Johnson, baloncestista estadounidense.
  - Marisel Tuchtfeldt, modelo y diseñadora argentina (f. 2016).

- 8 de noviembre: 
  - Julieta Rosen, actriz mexicana.

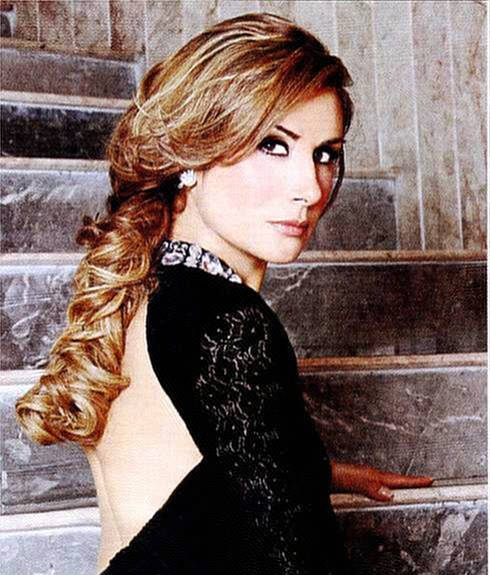
Julieta Rosen

  - Gustavo Sylvestre, periodista y analista político argentino.
- 9 de noviembre: 
  - Javier Armentia, astrofísico y divulgador científico español.
  - Sergio Batista, futbolista y entrenador argentino.
  - Melvin Johnson, baloncestista estadounidense.
  - Teryl Rothery, actriz canadiense.
- 10 de noviembre: Inna Shipulina, piragüista ucraniana.
- 11 de noviembre: 
  - Arturo Azcorra, científico e ingeniero de telecomunicaciones español.
  - Lázaro Martínez, atleta cubano.
  - Demi Moore, actriz estadounidense.
  - Choi Myung-gil, actriz surcoreana.
- 12 de noviembre: 
  - Alfredo Casero, actor, comediante y cantante argentino.
  - Ramon Madaula, actor español.
  - Teresa Peramato Martín, jurista española.
  - Naomi Wolf, escritora y periodista estadounidense.
- 13 de noviembre: David A. Goodman, escritor y productor estadounidense.
- 14 de noviembre:
  - Stefano Gabbana, diseñador de moda italiano.
  - Leo Harlem, cómico y actor español.
  - Laura San Giacomo, actriz estadounidense.
  - Atsuko Tanaka, seiyū japonesa (f. 2024).
  - Harland Williams, actor y humorista canadiense.
- 15 de noviembre: 
  - Judy Gold, actriz y comediante estadounidense.

- 16 de noviembre: 

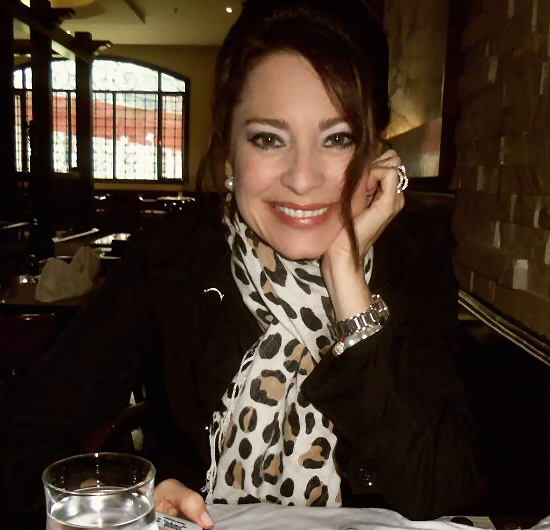
María Helena Doering

  - Darwyn Cooke, dibujante y guionista de cómics de origen canadiense (f. 2016).
  - María Helena Doering, actriz y modelo colombiana.
  - Martial Gayant, ciclista francés.
  - Carles Magraner, músico español y violonchelista.
  - Manolo Rojas, comediante, imitador, actor, cantante y compositor peruano.
  - María José Santiago, cantante española de flamenco y copla.
- 17 de noviembre: Mauro Meléndez, futbolista chileno (f. 2018).
- 18 de noviembre: 
  - Gastone Grassetti, piloto de motociclismo italiano.
  - Tim Guinee, actor estadounidense de cine, televisión y teatro.
  - Kirk Hammett, guitarrista estadounidense, de la banda Metallica.
  - Patricia Ratto, escritora y docente argentina.

- 19 de noviembre: 
  - Klaus Altena, remero alemán.

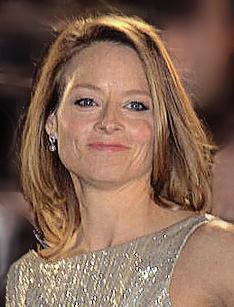
Jodie Foster

  - Amado Boudou, político y vicepresidente argentino.
  - Jodie Foster, actriz y directora estadounidense.
  - Vicent J. Martínez, astrónomo español.
  - Uxía, cantante española.
- 20 de noviembre: 
  - Polona Dornik, baloncestista eslovena.
  - Gerardo Martino, futbolista y entrenador argentino.
- 21 de noviembre: 
  - Juan Bisquert, físico español.
  - Roberto Musso, músico uruguayo.
  - María Eugenia Parra, actriz colombiana (f. 2020).
  - Manuel Santander Cahué, chirigotero español del Carnaval de Cádiz, (f. 2019).

- 22 de noviembre: 

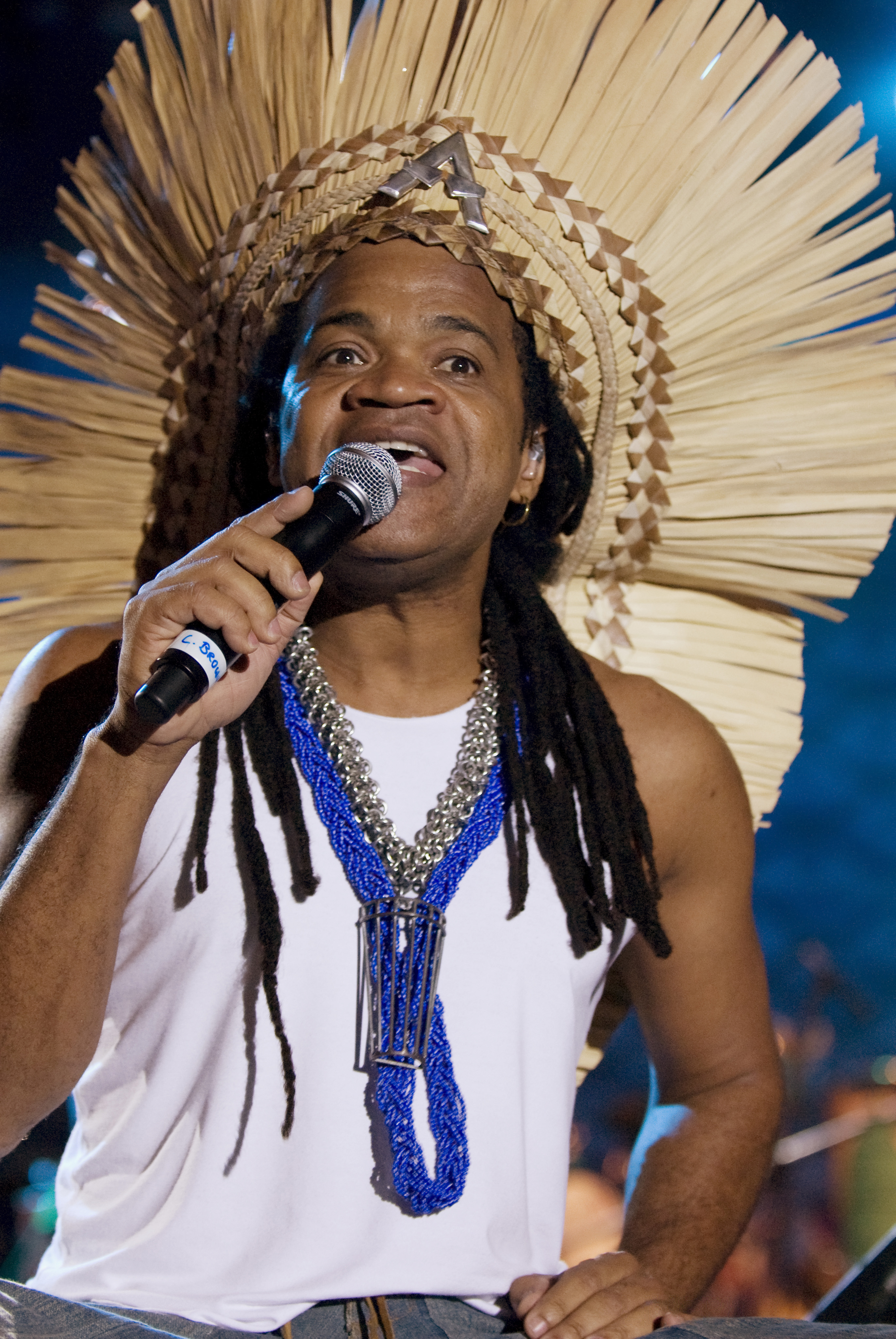
Carlinhos Brown

  - Gustavo Parodi, músico, guitarrista, vocalista, y letrista uruguayo.
  - Víktor Pelevin, escritor ruso.
  - Ramón Rosado, más conocido como Samuel, cantautor venezonalo.

- 23 de noviembre: 

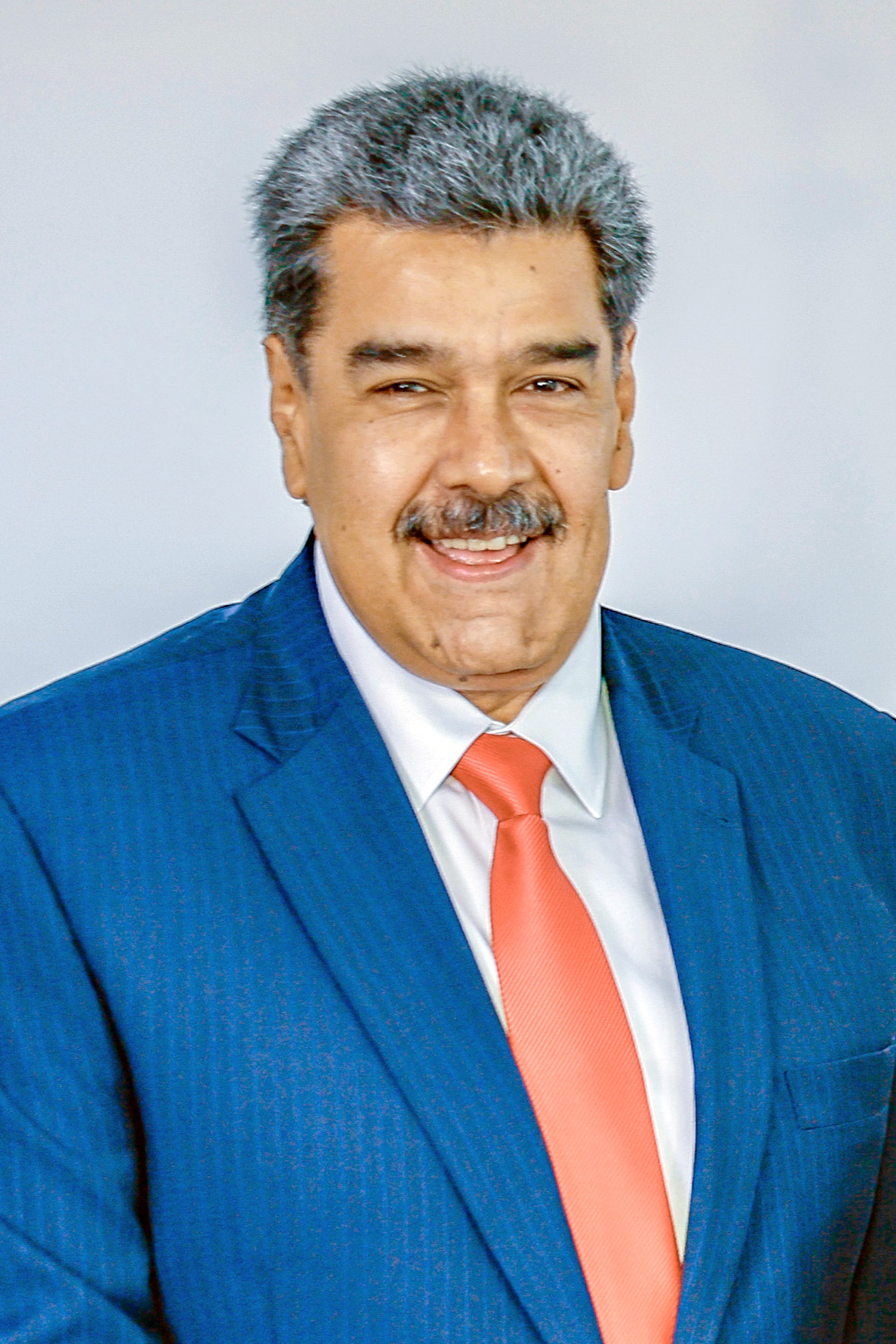
Nicolás Maduro

  - Carlinhos Brown, cantante, percusionista, compositor y productor musical brasileño.
  - Nicolás Maduro, político venezolano, presidente desde 2013.
- 24 de noviembre: John Squire, artista, guitarrista y compositor inglés.
- 25 de noviembre: 
  - Lee Hye-young, actriz surcoreana.
  - Carlos Paniagua, futbolista y entrenador colombiano.
  - Susana Reberdito, artista plástica española.

- 26 de noviembre: 

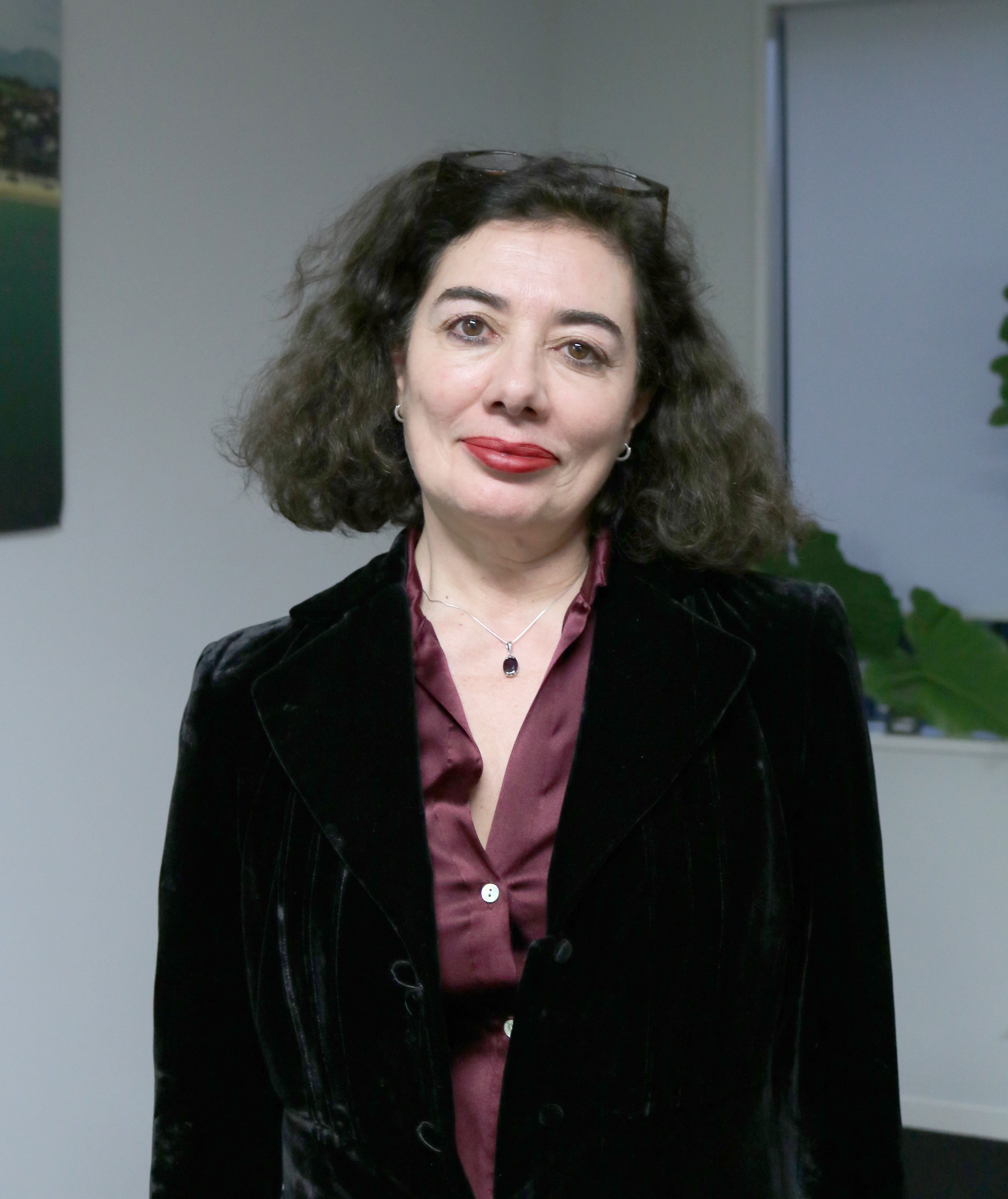
Chus Gutiérrez

  - Chus Gutiérrez, directora de cine, guionista y actriz española.
  - Kara Walker, pintora y grabadora estadounidense.
  - Rosa Rodríguez, cantante española.
- 27 de noviembre: 
  - Guillermo Gaviria Correa, político e ingeniero colombiano (f. 2003).
  - Carlos Lozano, presentador de televisión, modelo y actor español.
- 28 de noviembre: 
  - Matt Cameron, baterista estadounidense.
  - Juan Carlos Rosero, ciclista ecuatoriano (f. 2013).
  - Peter Chan, director de cine y productor hongkonés.
  - Jon Stewart, cómico, actor, escritor y productor estadounidense.
- 29 de noviembre: 
  - Edson Aparecido de Souza, futbolista brasileño.
  - Claudio Arredondo, actor y político chileno.
  - Andrew McCarthy, actor estadounidense.
- 30 de noviembre: 
  - Chusé Inazio Nabarro, escritor español en altoaragonés.
  - P. J. Hogan, director de cine y escritor australiano.
  - Reza Ahadi, futbolista y entrenador iraní (f. 2016).

### Diciembre
- 1 de diciembre: 
  - Enrique Javier Díez Gutiérrez, ensayista y profesor universitario en ciencias de la educación.
  - Rotmi Enciso, artista mexicana.
- 2 de diciembre: 
  - Reinerio Álvarez Saavedra, político español (f. 2020).
  - Chisco Amado, actor español.
  - Argelia Bravo, artista de medios mixtos venezolana.
  - Javier Díaz-Nido, biólogo español y catedrático universitario en biología molecular.
  - Alicia Luna, guionista de cine, directora de documentales y docente española.
  - Miroslav Mentel, futbolista eslovaco.
- 3 de diciembre: 
  - Julianne Moore, actriz estadounidense.
  - Toni Newman, autora estadounidense.
  - Manolo Ruiz, futbolista y entrenador español.
- 4 de diciembre: Thomas Craig, actor británico.

- 5 de diciembre: 

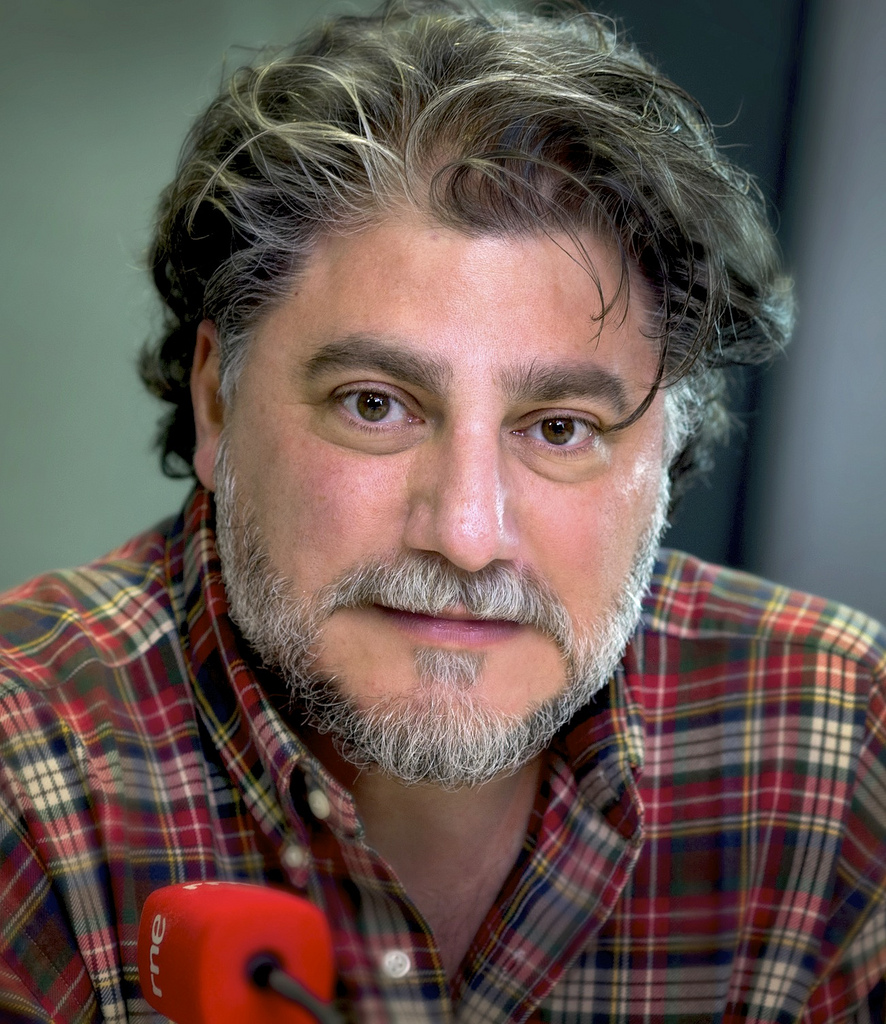
José Cura

  - Mariano Argento, actor, director y maestro de actores argentino.
  - Beatriz Berrocal Pérez, escritora española.
  - Cristina Corrales, periodista, locutora de radio, presentadora de televisión y política boliviana (f. 2010).
  - José Cura, un director de orquesta, compositor y tenor lírico argentino.
  - Luis Silva, cantante venezolano de música llanera.
- 6 de diciembre: 
  - Khady Hane, escritora senegalesa.
  - Colin Salmon, actor inglés.

- 7 de diciembre: 

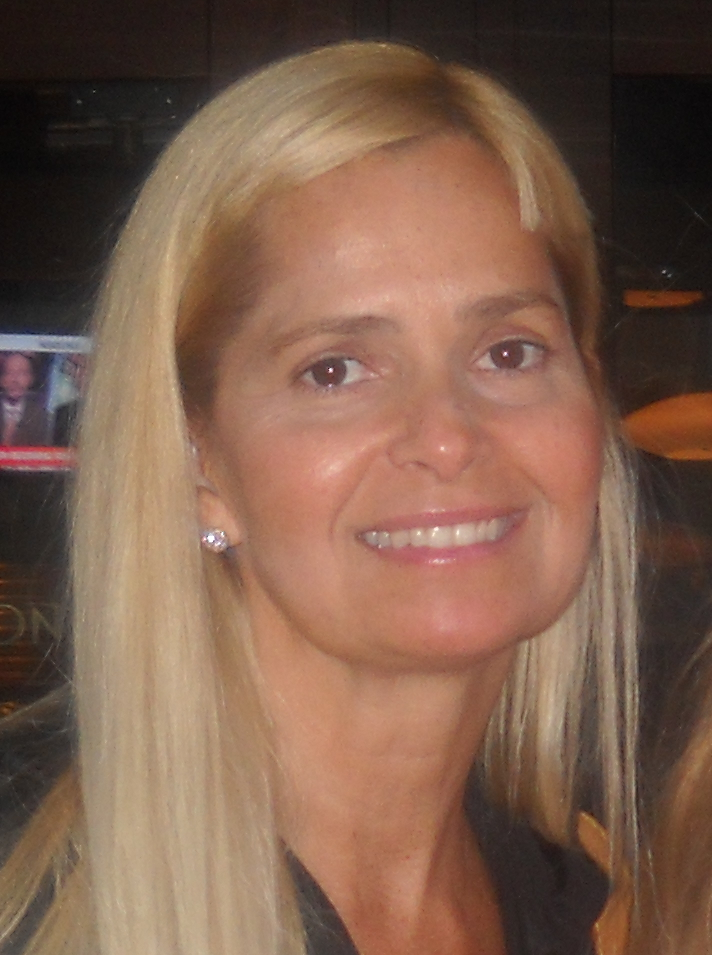
Grecia Colmenares

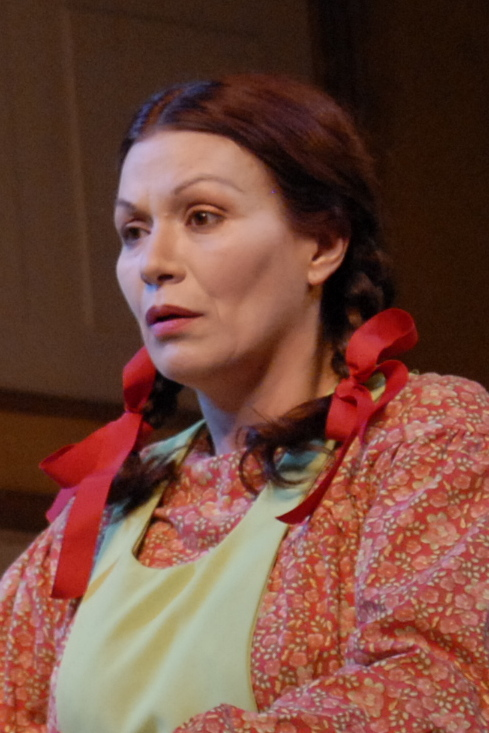
Solange Lackington

  - Grecia Colmenares, actriz venezolana.
  - Solange Lackington, actriz, directora y dramaturga chilena.
  - Ramón Pichs Madruga, expertos cubanos en temas de energía y medio ambiente.
  - René Rodas, escritor, poeta y docente salvadoreño.
- 8 de diciembre: 
  - Patricia Ércole, actriz colombiana.
  - Marty Friedman, guitarrista estadounidense.
  - Wendell Pierce, actor estadounidense.
  - Berry van Aerle, futbolista neerlandés.
- 9 de diciembre: 
  - Juan Atkins, músico estadounidense de techno.
  - Felicity Huffman, actriz estadounidense.
  - Alberto Volpi, ciclista italiano.
- 10 de diciembre: 
  - Cássia Eller, cantante y guitarrista de rock brasileña (f. 2001).
  - Masakazu Katsura, dibujante y guionista japonés.
  - Mikho Mossulishvili, escritor georgiano.
  - Luis Guillermo Pérez, abogado colombiano.
- 11 de diciembre: 
  - Roberto Birindelli, actor de cine, televisión y teatro brasileño.
  - Ben Browder, actor y escritor estadounidense.
  - Marcela Feudale, periodista, locutora de radio, panelista de televisión, profesora de historia y actriz argentina.
- 12 de diciembre: 
  - Tracy Austin, tenista estadounidense.
  - Luis Gnecco, actor chileno italiano de cine, teatro y televisión.
  - Frank Harper, actor británico.
  - Ulrike Tillmann, matemática alemana especializada en topología algebraica.
- 13 de diciembre: 
  - Helena Cortés Gabaudan, profesora de universidad y traductora española.
  - Ghazi Nasr Al-Din, diplomático venezolano libanés.
- 14 de diciembre: Bela B., músico alemán, cantante y compositor.

- 15 de diciembre: 

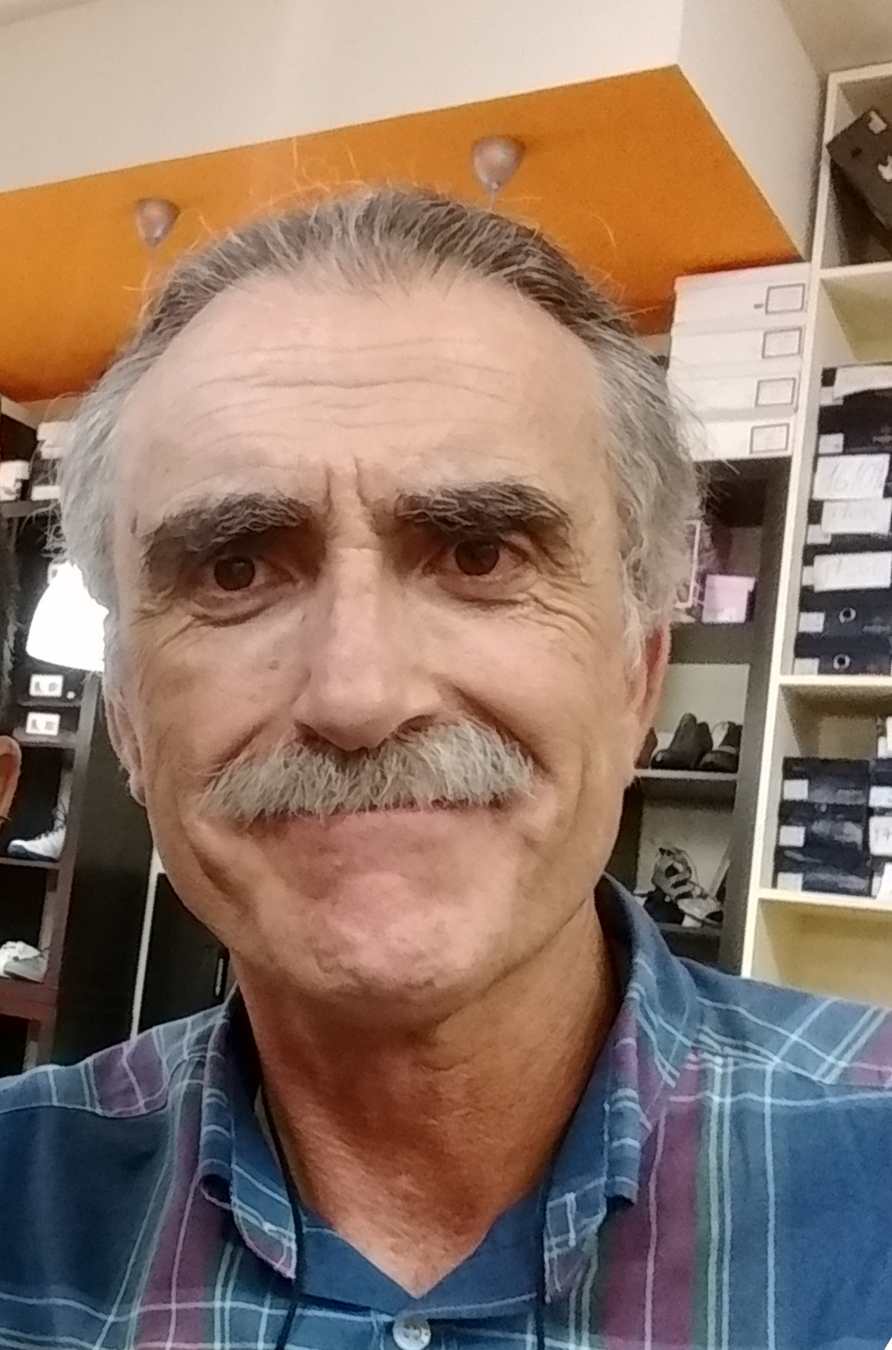
Juan y Medio

  - Denise Biellmann, patinadora profesional suiza.
  - Juan y Medio, presentador de televisión español.
  - Ingo Schulze, novelista y dramaturgo alemán.
- 16 de diciembre: 
  - Maruschka Detmers, actriz neerlandesa.
  - Margarita Restrepo, líder social colombiana defensora de los derechos humanos.
- 17 de diciembre: 
  - Wilson Arias, político colombiano.
  - Giulia Boschi, actriz italiana.
- 18 de diciembre: 
  - Fidel Bassa, boxeador colombiano.
  - James Sie, actor de televisión, novelista, y actor de voz estadounidense.
- 19 de diciembre: 
  - Gary Fleder, director, guionista y productor de cine estadounidense.
  - Pedro Fuentes Pozo, artista multidisciplinar español.
  - Jill Talley, actriz de comedia y de voz estadounidense.
- 20 de diciembre:
  - José Luis Manzano, actor español (f. 1992).
  - Maurizio Rossi, ciclista italiano.
  - Darío Siviski, exfutbolista y entrenador argentino.
- 21 de diciembre: Remo Carlotto, activista por los derechos humanos y político argentino.
- 22 de diciembre: 
  - Ralph Fiennes, actor británico.
  - Marcelo Gálvez, director de escena, dramaturgo, guionista, diseñador, locutor y actor de teatro y televisión ecuatoriano.

- 23 de diciembre:
  - Stefan Hell, químico alemán.
  - Sylvia Rose, remera alemana.

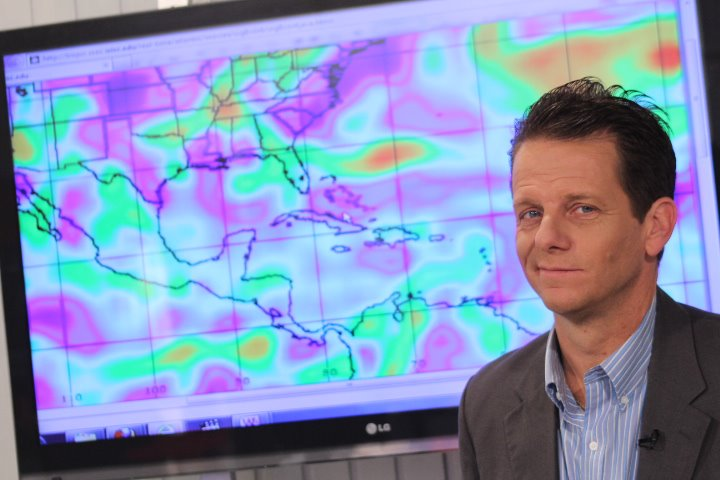
Daniel Rucks

  - Daniel Rucks, presentador de televisión, productor, cantante y compositor salvadoreño de origen uruguayo.
- 24 de diciembre:
  - Renaud Garcia-Fons, contrabajista y compositor francés.
  - Kate Spade, diseñadora de moda y empresaria estadounidense.
- 25 de diciembre: 
  - Belén Boville Luca de Tena, escritora, guionista y periodista española.
  - Jorge Ortín, actor y director mexicano.
  - Jonathan Nott, director de orquesta británico.
  - Pep Bras, escritor y guionista español.
- 26 de diciembre: 
  - Bahiano, cantante, compositor y conductor de radio y televisión argentino.
  - James Kottak, músico y compositor estadounidense.
  - Esther Llorenç, escritora española y activista antifranquista.

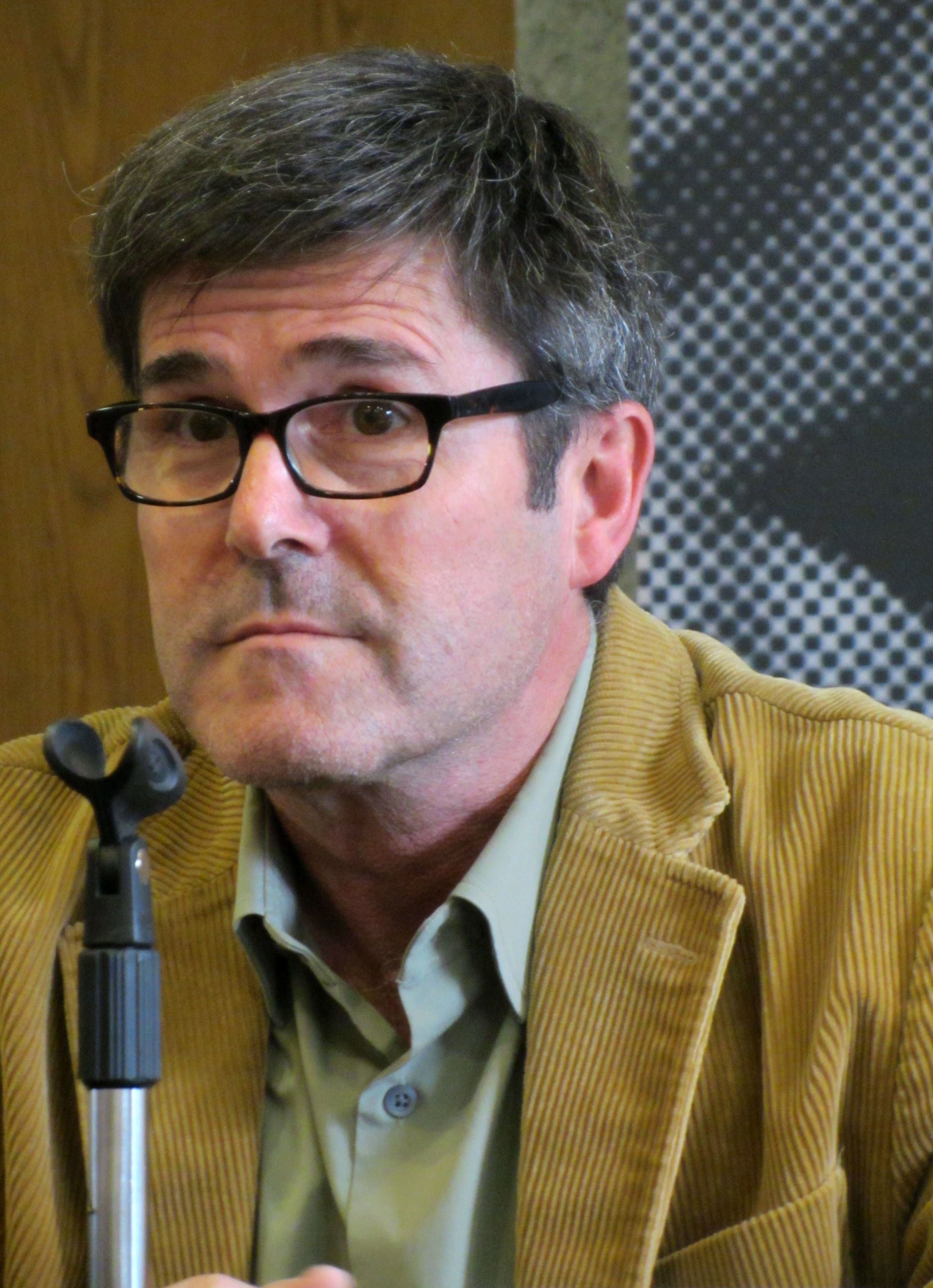
Marcelo Comparini

- 27 de diciembre: Marcelo Comparini, periodista, comunicador radial, podcaster, productor y conductor televisivo chileno.
- 28 de diciembre: 
  - Abdi Bile, atleta somalí, especializado en la prueba de 1500 metros.
  - Yolanda Castro Apreza, activista mexicana feminista y LGTB.
  - David Fincher, director y productor estadounidense de cine, televisión y vídeos musicales.
  - Renato Munster, actor chileno de cine, teatro y televisión.
  - Michel Petrucciani, pianista y compositor de jazz francés (f. 1999).
- 29 de diciembre: 
  - Helena Dalli, política maltesa.
  - Irma Angélica Hernández Ochoa , conocida como Mimí, cantante, compositora, actriz, y presentadora de televisión mexicana.
  - Wynton Rufer, futbolista neozelandés, considerado el mejor futbolista de Oceanía.
- 30 de diciembre: Abdi Mohamed Ahmed, futbolista somalí.
- 31 de diciembre: 
  - Don Diamont, actor estadounidense.
  - Nélson Luís Kerchner, futbolista brasileño.

### Sin fecha conocida
- - Maram al-Masri, escritora siria.
  - Cristian Aliaga, escritora y periodista argentino.

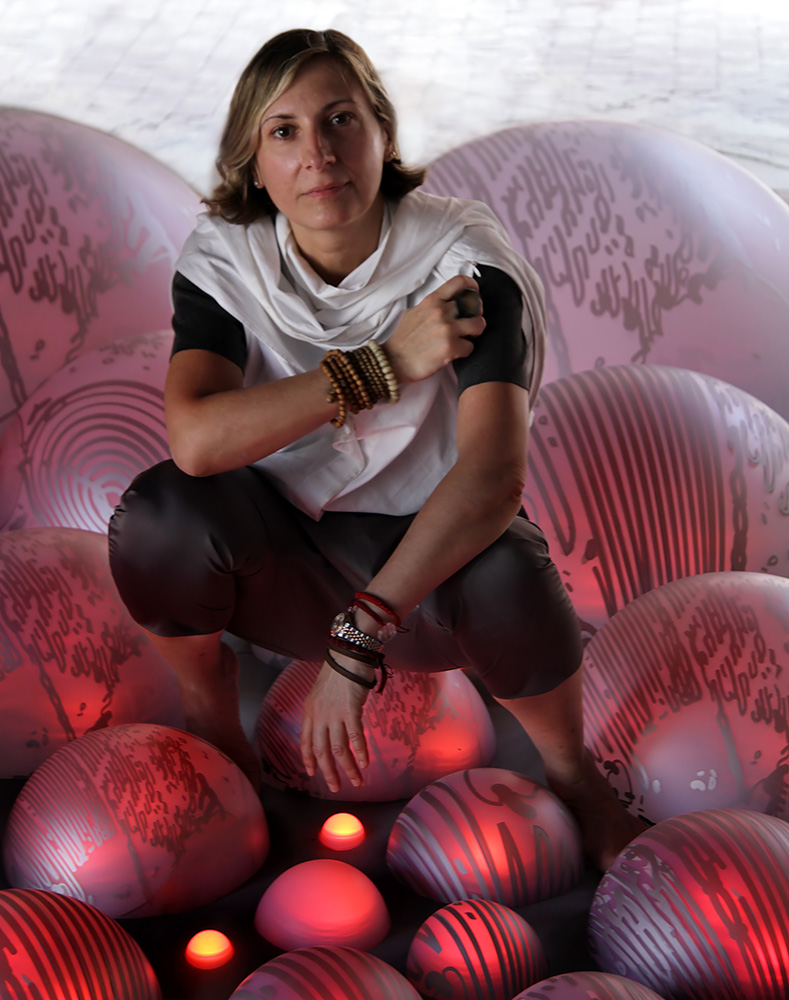
Grimanesa Amorós

- - Grimanesa Amorós, artista interdisciplinaria peruana.
  - Iris Yassmin Barrios Aguilar, abogada y jueza guatemalteca.
  - Magdalena Bermejo, primatóloga española.
  - Josep Miquel Céspedes, político español de ideología comunista (f. 2004).

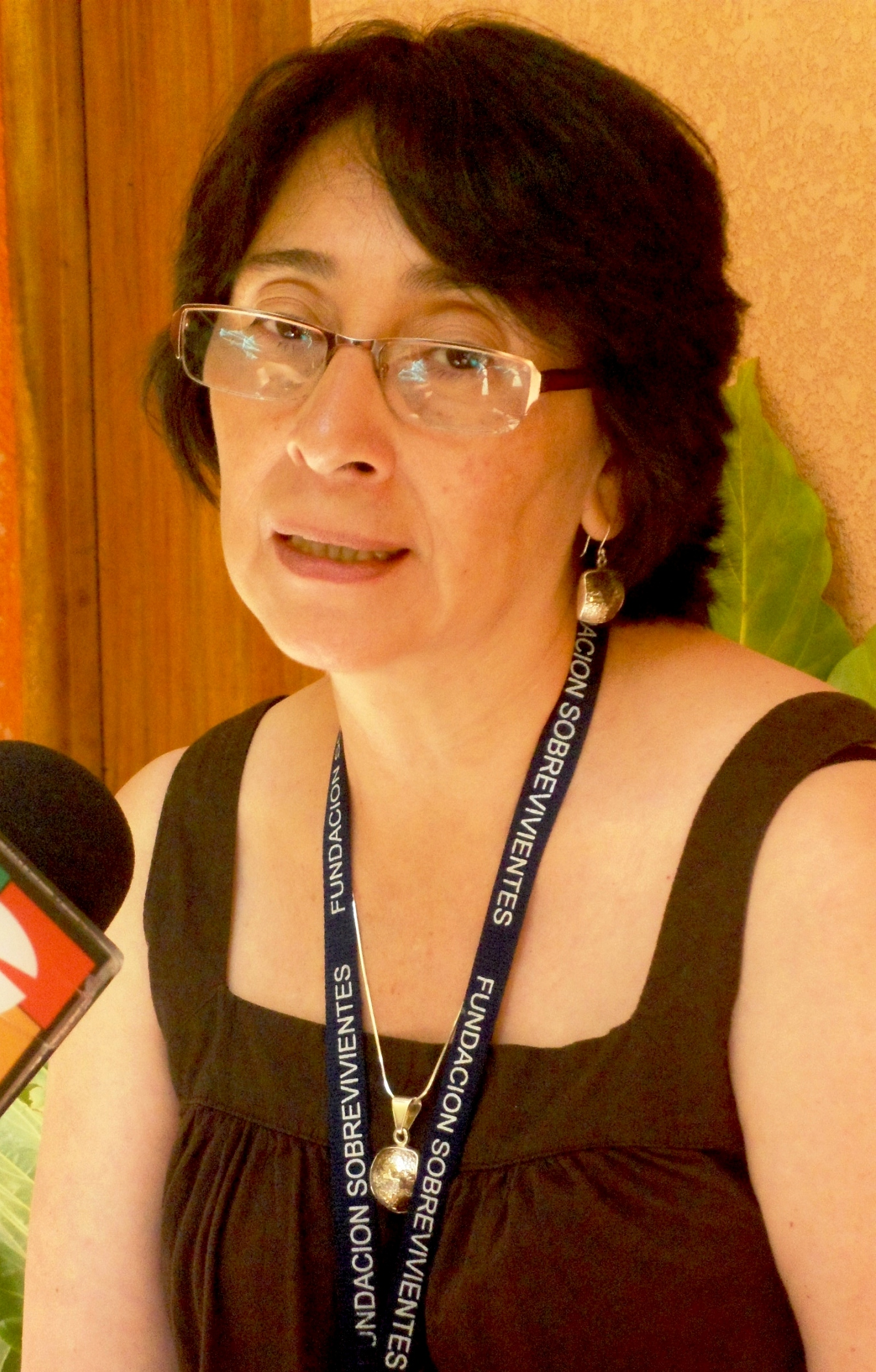
Norma Cruz

- - Norma Cruz, activista y feminista guatemalteca.
  - Cucha del Águila, escritora y narradora peruana.
  - Eduardo del Llano, escritor, profesor universitario, guionista y director de cine cubano.
  - José Domínguez Hernández, pintor español.
  - Nicolás Frei, productor y actor de cine, teatro y televisión argentino. (f. 1997).
  - Karola Fings, historiadora y escritora alemana.
  - Sergio Gómez, escritor chileno.
  - Odi Gonzales, profesor universitario peruano que escribe en español y quechua cuzqueño.
  - Raquel Gutiérrez, matemática, filósofa y socióloga y activista mexicana.
  - Elízabeth Hazim, ingeniera y maestra de ajedrez dominicana.
  - Ismael Ledesma, arpista paraguayo.
  - Jordi LP, cómico y cantante español.
  - Amaya Mendikoetxea, filóloga, profesora e investigadora española experta en lingüística inglesa.
  - Hernán Mendoza, actor y director de teatro mexicano.

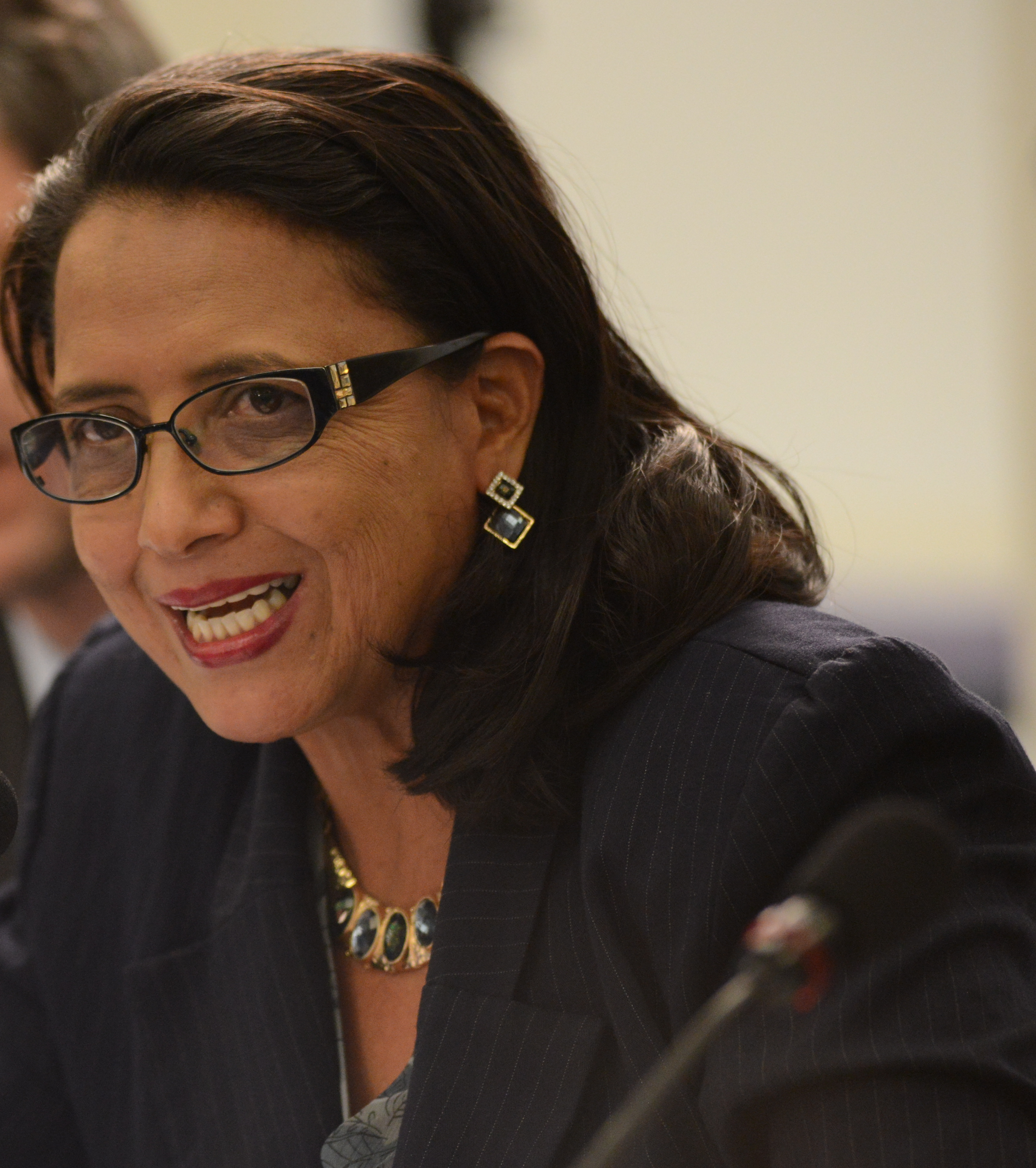
Dina Meza

- - Dina Meza, periodista hondureña, defensora de los derechos humanos.
  - Susanna Rafart, poetisa española y autora de prosa de ficción y de ensayo.
  - Katya Romoleroux, docente, investigadora y científica ecuatoriana.
  - Elaine Rosa Salo, investigadora portuguesa defensora los derechos de las mujeres y las comunidades negras (f. 2016).
  - César Yauri Huanay, pintor peruano hiperrealista.

## Fallecimientos

### Enero
- 1 de enero: Diego Martínez Barrio, político español, presidente de la II República (n. 1883).
- 24 de enero: André Lhote, pintor francés (n. 1885).
- 25 de enero: Josep Sebastià Pons, poeta francés en lengua catalana (n. 1886).

### Febrero
- 6 de febrero: Cándido Portinari, pintor brasileño (n. 1902).
- 11 de febrero: Indalecio Prieto, político socialista español (n. 1883).
- 21 de febrero: Julio Rey Pastor, matemático español (n. 1888).
- 24 de febrero: Hu Shih, filósofo y ensayista chino (n. 1891).
- 27 de febrero: Elise Cowen, poetisa estadounidense de la generación beat (n. 1933).
- 27 de febrero: Gastone Gambara, militar italiano (n. 1890).

### Marzo
- 24 de marzo: Auguste Piccard, inventor suizo (n. 1884).
- 2 de marzo: Charles-Jean de la Vallée Poussin, matemático belga (n. 1866).
- 15 de marzo: Arthur Compton, físico estadounidense, premio nobel de física en 1927 (n. 1892).
- 25 de marzo: Fernando de la Rosa, guitarrista español de flamenco (n. 1932).

### Abril
- 10 de abril: Michael Curtiz, director estadounidense (n. 1886).
- 10 de abril: Stuart Sutcliffe, bajista británico (n. 1940).
- 12 de abril: Ron Flockhart, piloto británico de automovilismo (n. 1923).

### Mayo
- 5 de mayo: Antonio de la Villa, cantante mexicano, de la banda Los Locos del Ritmo.
- 25 de mayo: Júlio Dantas, escritor portugués (n. 1876).
- 27 de mayo: Egon Petri, pianista alemán (n. 1881).

### Junio
- 1 de junio: Adolf Eichmann, líder nazi (n. 1906).
- 6 de junio: Yves Klein, artista francés (n. 1928).
- 19 de junio: Frank Borzage, cineasta estadounidense (n. 1894).

### Julio
- 26 de julio: Raquel Meller, cantante y actriz española (n. 1888).
- 27 de julio: Richard Aldington, escritor y poeta británico (n. 1892).

### Agosto
- 4 de agosto: Marilyn Monroe, actriz estadounidense (n. 1926).
- 6 de agosto: Ángel Borlenghi, sindicalista y político argentino (n. 1904).
- 9 de agosto: Hermann Hesse, escritor suizo de origen alemán (n. 1877).

### Septiembre
- 6 de septiembre: Hanns Eisler, compositor germano-austríaco de música clásica (n. 1898).
- 7 de septiembre: Isak Dinesen, escritora danesa (n. 1885).

### Octubre
- 14 de octubre: Mauricio Cravotto, arquitecto uruguayo (n. 1893).
- 24 de octubre: René Ferrer, cantante mexicano de Los Blue Caps.

### Noviembre
- 18 de noviembre: Niels Bohr, físico danés, premio Nobel de física en 1922. (n. 1885).

### Diciembre
- 14 de diciembre: Alfredo Kindelán, militar y aviador español (n. 1879).
- 27 de diciembre: Serge Raynaud de la Ferrière, astrólogo, líder de secta y escritor francés (n. 1916).

## Arte y literatura
- 6 de enero: José María Mendiola obtiene el premio Nadal por su novela Muerte por fusilamiento.
- Miguel Delibes publica Las ratas, por el cual obtiene el Premio de la crítica.
- Gabriel García Márquez publica La mala hora.
- 10 de agosto: Spider-Man aparece por primera vez en un cómic dentro de la revista Amazing Fantasy número 15.
- Doris Lessing publica El cuaderno dorado.
- Carlos Fuentes publica Aura y La muerte de Artemio Cruz.
- Mario Vargas Llosa publica La ciudad y los perros.
- Ray Bradbury: La feria de las tinieblas.
- Anthony Burgess: La naranja mecánica.
- Agatha Christie: El espejo se rajó de lado a lado.
- Philip K. Dick: El hombre en el castillo.
- William Faulkner: Los rateros.
- Ian Fleming: El espía que me amó.
- Aldous Huxley: La isla.
- Ken Kesey: One Flew Over the Cuckoo's Nest.
- Doris Lessing: El cuaderno dorado.
- Vladimir Nabokov: Pálido fuego.
- Aleksandr Solzhenitsyn: Un día en la vida de Iván Denísovich.

## Ciencia y tecnología
- 10 de julio: lanzamiento del Telstar 1, el primer satélite de comunicaciones comercial del mundo.
- 22 de julio: lanzamiento de la sonda estadounidense Mariner 1 hacia Venus, fallando en alcanzar la órbita debido a un desvío del cohete portador.
- 25 de agosto: lanzamiento de la sonda soviética Sputnik 19 hacia Venus, fracasando por un fallo en el cohete que debía propulsarla fuera de la órbita terrestre.
- 27 de agosto: Estados Unidos lanza la sonda Mariner 2 hacia Venus.
- 1 de septiembre: lanzamiento de la sonda soviética Sputnik 20 con destino Venus, fracasando debido al fallo del cohete que debía sacarla de la órbita terrestre.
- 29 de septiembre: lanzamiento del satélite canadiense Alouette 1.
- 24 de octubre: lanzamiento de la sonda soviética Mars 1962A, cuyo cohete lanzador falló, provocando su reentrada.
- 1 de noviembre: la Unión Soviética lanza la sonda Mars 1 hacia Marte; se perderá el contacto cuando estaba a unos 106 millones de kilómetros de la Tierra.
- La empresa estadounidense Corning desarrolla Chemcor, un material vítreo de gran resistencia, precursor del actual gorilla glass (2008).
- El científico argentino Joaquín Juan Bautista Cannata publica su tesis doctoral.

## Deportes

### Atletismo
- Del 12 al 16 de septiembre se celebra el VII Campeonato Europeo de atletismo en Belgrado (Yugoslavia).

País ganador del medallero  Unión Soviética.
- Del 7 al 12 de octubre se celebra los II Juegos Iberoamericanos de atletismo en Madrid (España).

País ganador del medallero  Argentina.

### Baloncesto
- Del 23 de abril al 8 de mayo se celebra el IX Campeonato Sudamericano de Baloncesto Femenino.

Medallero:
  Paraguay.
  Chile
  Brasil
- Del 22 al 29 de septiembre se celebra el VIII Campeonato Europeo de Baloncesto Femenino.

Medallero:
  URSS.
  Checoslovaquia
  Bulgaria

### Fórmula 1
- Graham Hill se consagra campeón del mundo de Fórmula 1.

### Fútbol
- 17 de junio: Chile: Campeonato mundial de Fútbol: Brasil gana por segunda vez la Copa Mundial de Fútbol al ganar en la final a Checoslovaquia por 3:1.
- Fútbol Profesional Colombiano: Millonarios (7.ª vez).
- Se funda el Municipal Pérez Zeledón, equipo de la Primera División de Costa Rica.
- Nace Bo Jackson en el condado de Jefferson, Alabama. El único jugador en convertirse en All stars en dos deportes simultáneamente Baseball y Fútbol.
- El Benfica portugués gana su segunda Copa de Europa consecutiva venciendo por 5-3 al Real Madrid en la final.

### Gimnasia
- Del 3 al 28 de julio se celebra el XV Campeonato Mundial de Gimnasia Artística en Praga (Checoslovaquia).

País ganador del medallero  Unión Soviética.

### Golf
- US Open:  Jack Nicklaus.
- Masters de Augusta:  Arnold Palmer.
- British Open:  Arnold Palmer.
- Campeonato de la PGA:  Gary Player.

### Hockey sobre patines
- Del 28 de marzo al 5 de abril se celebra el XV Campeonato Mundial de Hockey sobre patines masculino en Santiago de Chile (Chile).

Medallero:
  Portugal.
  Italia.
  España

### Juegos Centroamericanos y del Caribe
- Del 15 al 28 de agosto se celebran los IX Juegos Centroamericanos y del Caribe en Kingston (Jamaica).

País ganador del medallero  México.

### Natación
- Del 18 al 25 de agosto X Campeonato Europeo de Natación en Leipzig, (República Democrática Alemana).

País ganador del medallero  Países Bajos.
- - Medallero de Waterpolo Masculino:

  Hungría
  URSS ex aequo
  Yugoslavia ex aequo

### Tenis
- 51ª edición de la Copa Davis.  Australia se proclama campeón en la final ante   México por 5-0.

- Abierto de Australia:
  - Ganadora individual: Margaret Court 
  - Ganador individual: Rod Laver

- Torneo de Roland Garros:
  - Ganadora individual: Margaret Court 
  - Ganador individual: Rod Laver

- Campeonato de Wimbledon:
  - Ganadora individual: Karen Susman 
  - Ganador individual: Rod Laver

- Abierto de Estados Unidos:
  - Ganadora individual: Margaret Court 
  - Ganador individual: Rod Laver

### Voleibol
- Del 1 al 15 de junio se celebra la V edición del Campeonato Sudamericano de Voleibol Femenino en Santiago de Chile (Chile).

  Brasil.
  Perú.
  Argentina.
- Se celebra la V edición del Campeonato Sudamericano de Voleibol Masculino en Santiago de Chile (Chile).

  Brasil.
  Argentina.
  Venezuela.
- Del 18 al 25 de octubre se celebra la IV edición del Campeonato Mundial de Voleibol Femenino en Moscú (Rusia).

  Japón.
  URSS.
  Polonia.
- Del 16 al 26 de octubre se celebra la V edición del Campeonato Mundial de Voleibol Masculino en Moscú (Rusia).

  URSS.
  Checoslovaquia.
  Rumanía.

## Cine

### Acontecimientos cinematográficos
- En enero comienzan las grabaciones de la película inacabada Something's Got to Give, de George Cukor. Con Marilyn Monroe.
- 21 de marzo: Dulce pájaro de juventud (Sweet Bird of Youth), de Richard Brooks. Con Paul Newman y Geraldine Page.
- 30 de marzo: aparece el documental Mondo Cane, que daría inicio al género mondo.
- 12 de abril: El cabo del terror (Cape Fear), de J. Lee Thompson. Con Gregory Peck y Robert Mitchum.
- 22 de abril: El hombre que mató a Liberty Valance (The Man Who Shot Liberty Valance), de John Ford. Con James Stewart y John Wayne.
- 18 de junio: ¡Hatari! (Hatari!), de Howard Hawks. Con John Wayne y Hardy Krüger.
- 28 de julio: El milagro de Ana Sullivan (The Miracle Worker), de Arthur Penn. Con Anne Bancroft y Patty Duke.
- 20 de septiembre: Vivir su vida (Vivre sa vie), de Jean-Luc Godard. Con Anna Karina.
- 5 de octubre: Agente 007 contra al Dr. No (Dr. No), de Terence Young. Con Sean Connery.
- 31 de octubre: ¿Qué fue de Baby Jane? (What Ever Happened to Baby Jane?), de Robert Aldrich. Con Bette Davis y Joan Crawford.
- 10 de diciembre: Lawrence de Arabia (Lawrence of Arabia), de David Lean. Con Peter O'Toole, Alec Guinness y Anthony Quinn.
- 20 de diciembre: La gran familia, de Fernando Palacios. Con Alberto Closas y Amparo Soler Leal.
- 25 de diciembre: Matar a un ruiseñor (To Kill a Mockingbird), de Robert Mulligan. Con Gregory Peck y Mary Badham.

Todas las fechas pertenecen a los estrenos oficiales de sus países de origen, salvo que se indique lo contrario.

### Estrenos más relevantes
- Advise & Consent, película estadounidense dirigida por Otto Preminger.
- Agente 007 contra el Dr. No, película británica dirigida por Terence Young.
- Atraco a las tres, película española dirigida por José María Forqué.
- Días de vino y rosas, película estadounidense dirigida por Blake Edwards.
- El ángel exterminador, película mexicana dirigida por Luis Buñuel.
- El día más largo, película estadounidense dirigida por Ken Annakin, Andrew Marton, y Bernhard Wicki.
- El hombre de Alcatraz, película estadounidense dirigida por John Frankenheimer.
- El hombre que mató a Liberty Valance, película estadounidense dirigida por John Ford.
- El sabor del sake, película japonesa dirigida por Yasujirō Ozu.
- Harakiri, película japonesa dirigida por Masaki Kobayashi.
- Jules y Jim, película francesa dirigida por François Truffaut.
- La escapada, película italiana dirigida por Dino Risi.
- La gran familia, película española dirigida por Fernando Palacios y Rafael J. Salvia.
- La infancia de Iván, película soviética dirigida por Andrei Tarkovsky.
- Lawrence de Arabia, película británica dirigida por David Lean.
- Lolita, película británica dirigida por Stanley Kubrick.
- Mamma Roma, película italiana dirigida por Pier Paolo Pasolini.
- Matar a un ruiseñor, película estadounidense dirigida por Robert Mulligan.
- ¿Qué fue de Baby Jane?, película estadounidense dirigida por Robert Aldrich.
- Sanjuro, película japonesa dirigida por Akira Kurosawa.
- Tlayucan, película mexicana dirigida por Luis Alcoriza.
- Vivir su vida, película francesa dirigida por Jean-Luc Godard.

### Premios Óscar
La 34ª edición se celebró el 9 de abril, y se concedieron premios a películas estrenadas en 1961, con el siguiente palmarés:
- Mejor Película: West Side Story dirigida por Robert Wise.
- Mejor Dirección: Jerome Robbins y Robert Wise  de la película West Side Story.
- Mejor Actriz protagonista: Sophia Loren por la película Dos mujeres o La ciociara.
- Mejor Actor protagonista: Maximilian Schell por la película Judgment at Nuremberg.
- Mejor Actriz de reparto: Rita Moreno por la película West Side Story.
- Mejor Actor de reparto: George Chakiris por la película West Side Story.
- Mejor película de habla no inglesa: Como un espejo película sueca dirigida por Ingmar Bergman.

### Festivales de cine
- 15ª edición del Festival Internacional de Cine de Cannes celebrada entre el 7 al 23 de mayo de 1962.
  - Palma de Oro a la mejor película El pagador de promesas de Anselmo Duarte.

- 12ª edición del Festival Internacional de Cine de Berlín celebrada del 22 de junio al 3 de julio de 1962.
  - Oso de Oro a la mejor película Esa clase de amor de Alberto Bevilacqua.

- 10ª edición del Festival Internacional de Cine de San Sebastián celebrada del 8 y el 18 de julio de 1962.
  - Concha de Oro a la mejor película Pueblito, de Emilio Fernández Romo.

- 23ª edición del Festival Internacional de Cine de Venecia, Mostra de Venecia.
  - León de Oro:
    - Crónica familiar de Valerio Zurlini
    - La infancia de Iván de Andrei Tarkovsky

  - Premio especial del jurado: Vivir su vida de Jean-Luc Godard
  - Copa Volpi al mejor actor: Burt Lancaster por El hombre de Alcatraz
  - Copa Volpi a la mejor actriz: Emmanuelle Riva por Relato íntimo

- 5ª edición del Festival Internacional de Cine de Mar del Plata.
  - Gran Premio del Jurado a la mejor película Los días contados, de Elio Petri.

## Música
- En España se funda Los Salvajes, integrada por Francesc Miralles, Delfín Fernández Martínez y Gaby Alegret.
- El músico, arreglista, compositor y pianista puertorriqueño Rafael Ithier funda El Gran Combo de Puerto Rico.
- Rocío Dúrcal: Las películas de Rocío Dúrcal.
- The Beach Boys: lanzan su primer LP Surfin' Safari, acompañado del sencillo del mismo nombre.
- El baterista Ringo Starr se une al grupo británico de rock The Beatles
- En Londres se funda la banda británica de rock The Rolling Stones
- Se funda la banda británica The Animals.
- Elvis Presley: Pot Luck.
- Aparece la banda The Spectres, que más tarde se convertiría en Status Quo.
- Frank Sinatra: "Sinatra and Strings". «Álbum publicado en enero por el sello discográfico Reprise Records». "Point of No Return". «Último álbum grabado y publicado en marzo por el sello discográfico Capitol Records». "Sinatra And Swingin' Brass". «Álbum publicado en julio por el sello discográfico Reprise Records». "All Alone". «Álbum publicado en octubre por el sello discográfico Reprise Records». "Sinatra Sings Great Songs From Great Britain". «Álbum grabado en Londres y publicado en noviembre por el sello discográfico Reprise Records». "Sinatra–Basie: An Historic Musical First". «Álbum publicado el 10 de diciembre por el sello discográfico Reprise Records».

### Festivales
- El 18 de marzo se celebra la VII edición del Festival de la Canción de Eurovisión en la capital de  Luxemburgo.
  - Ganador/a: La cantante Isabelle Aubret con la canción «Un premier amour» representando a Francia .

## Música clásica

### Fonografía
- En Austria, el compositor Aram Jachaturián lleva al disco su Sinfonía n.º 2 al frente de la Orquesta Filarmónica de Viena.

## Premios Nobel
- Física: Lev Davidovich Landau.
- Química: Max Ferdinand Perutz y John Cowdery Kendrew.
- Medicina: Francis Harry Compton Crick, James Dewey Watson y Maurice Hugh Frederick Wilkins.
- Literatura: John Steinbeck.
- Paz: Linus Carl Pauling.